# Mat de Boden

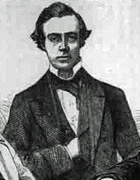
Samuel Boden

El mat de Boden és un esquema de mat en escacs caracteritzat per l'acció de dos alfils en dues diagonals creuades (per exemple, alfils a a6 i f4 fent mat al rei a c8), quan les caselles d'escapament estan ocupades per peces del propi bàndol. Sovint, el rei que rep el mat està enrocat al flanc de dama, i rep el mat a c8 o c1, però també és possible altres variacions del mat, per exemple amb el rei a e8 i els alfils a g6 i a3, o el rei a f1 i els alfils a h3 i b6. Molt sovint el mat és immediatament precedit per un sacrifici que obre la diagonal en la qual un alfil fa el mat.
El mat s'anomena així en honor de Samuel Boden, qui va jugar una coneguda i antiga partida on sorgí aquest esquema, Schulder–Boden, London 1853. De tota manera, l'esquema ja s'havia vist anteriorment, a Horwitz–Popel, Hamburg 1844.

## Història
|   | a | b | c | d | e | f | g | h |   |
| 8 | c8 negres rei · e8 negres torre · h8 negres torre · a7 negres peó · b7 negres peó · c7 negres peó · g7 negres peó · h7 negres peó · c6 negres cavall · d5 blanques alfil · f5 negres alfil · f4 blanques peó · a3 negres alfil · c3 blanques peó · e3 blanques alfil · f3 blanques dama · a2 blanques peó · d2 blanques cavall · f2 blanques peó · h2 blanques peó · c1 blanques rei · d1 blanques torre · h1 blanques torre | c8 negres rei · e8 negres torre · h8 negres torre · a7 negres peó · b7 negres peó · c7 negres peó · g7 negres peó · h7 negres peó · c6 negres cavall · d5 blanques alfil · f5 negres alfil · f4 blanques peó · a3 negres alfil · c3 blanques peó · e3 blanques alfil · f3 blanques dama · a2 blanques peó · d2 blanques cavall · f2 blanques peó · h2 blanques peó · c1 blanques rei · d1 blanques torre · h1 blanques torre | c8 negres rei · e8 negres torre · h8 negres torre · a7 negres peó · b7 negres peó · c7 negres peó · g7 negres peó · h7 negres peó · c6 negres cavall · d5 blanques alfil · f5 negres alfil · f4 blanques peó · a3 negres alfil · c3 blanques peó · e3 blanques alfil · f3 blanques dama · a2 blanques peó · d2 blanques cavall · f2 blanques peó · h2 blanques peó · c1 blanques rei · d1 blanques torre · h1 blanques torre | c8 negres rei · e8 negres torre · h8 negres torre · a7 negres peó · b7 negres peó · c7 negres peó · g7 negres peó · h7 negres peó · c6 negres cavall · d5 blanques alfil · f5 negres alfil · f4 blanques peó · a3 negres alfil · c3 blanques peó · e3 blanques alfil · f3 blanques dama · a2 blanques peó · d2 blanques cavall · f2 blanques peó · h2 blanques peó · c1 blanques rei · d1 blanques torre · h1 blanques torre | c8 negres rei · e8 negres torre · h8 negres torre · a7 negres peó · b7 negres peó · c7 negres peó · g7 negres peó · h7 negres peó · c6 negres cavall · d5 blanques alfil · f5 negres alfil · f4 blanques peó · a3 negres alfil · c3 blanques peó · e3 blanques alfil · f3 blanques dama · a2 blanques peó · d2 blanques cavall · f2 blanques peó · h2 blanques peó · c1 blanques rei · d1 blanques torre · h1 blanques torre | c8 negres rei · e8 negres torre · h8 negres torre · a7 negres peó · b7 negres peó · c7 negres peó · g7 negres peó · h7 negres peó · c6 negres cavall · d5 blanques alfil · f5 negres alfil · f4 blanques peó · a3 negres alfil · c3 blanques peó · e3 blanques alfil · f3 blanques dama · a2 blanques peó · d2 blanques cavall · f2 blanques peó · h2 blanques peó · c1 blanques rei · d1 blanques torre · h1 blanques torre | c8 negres rei · e8 negres torre · h8 negres torre · a7 negres peó · b7 negres peó · c7 negres peó · g7 negres peó · h7 negres peó · c6 negres cavall · d5 blanques alfil · f5 negres alfil · f4 blanques peó · a3 negres alfil · c3 blanques peó · e3 blanques alfil · f3 blanques dama · a2 blanques peó · d2 blanques cavall · f2 blanques peó · h2 blanques peó · c1 blanques rei · d1 blanques torre · h1 blanques torre | c8 negres rei · e8 negres torre · h8 negres torre · a7 negres peó · b7 negres peó · c7 negres peó · g7 negres peó · h7 negres peó · c6 negres cavall · d5 blanques alfil · f5 negres alfil · f4 blanques peó · a3 negres alfil · c3 blanques peó · e3 blanques alfil · f3 blanques dama · a2 blanques peó · d2 blanques cavall · f2 blanques peó · h2 blanques peó · c1 blanques rei · d1 blanques torre · h1 blanques torre | 8 |
| 7 | c8 negres rei · e8 negres torre · h8 negres torre · a7 negres peó · b7 negres peó · c7 negres peó · g7 negres peó · h7 negres peó · c6 negres cavall · d5 blanques alfil · f5 negres alfil · f4 blanques peó · a3 negres alfil · c3 blanques peó · e3 blanques alfil · f3 blanques dama · a2 blanques peó · d2 blanques cavall · f2 blanques peó · h2 blanques peó · c1 blanques rei · d1 blanques torre · h1 blanques torre | c8 negres rei · e8 negres torre · h8 negres torre · a7 negres peó · b7 negres peó · c7 negres peó · g7 negres peó · h7 negres peó · c6 negres cavall · d5 blanques alfil · f5 negres alfil · f4 blanques peó · a3 negres alfil · c3 blanques peó · e3 blanques alfil · f3 blanques dama · a2 blanques peó · d2 blanques cavall · f2 blanques peó · h2 blanques peó · c1 blanques rei · d1 blanques torre · h1 blanques torre | c8 negres rei · e8 negres torre · h8 negres torre · a7 negres peó · b7 negres peó · c7 negres peó · g7 negres peó · h7 negres peó · c6 negres cavall · d5 blanques alfil · f5 negres alfil · f4 blanques peó · a3 negres alfil · c3 blanques peó · e3 blanques alfil · f3 blanques dama · a2 blanques peó · d2 blanques cavall · f2 blanques peó · h2 blanques peó · c1 blanques rei · d1 blanques torre · h1 blanques torre | c8 negres rei · e8 negres torre · h8 negres torre · a7 negres peó · b7 negres peó · c7 negres peó · g7 negres peó · h7 negres peó · c6 negres cavall · d5 blanques alfil · f5 negres alfil · f4 blanques peó · a3 negres alfil · c3 blanques peó · e3 blanques alfil · f3 blanques dama · a2 blanques peó · d2 blanques cavall · f2 blanques peó · h2 blanques peó · c1 blanques rei · d1 blanques torre · h1 blanques torre | c8 negres rei · e8 negres torre · h8 negres torre · a7 negres peó · b7 negres peó · c7 negres peó · g7 negres peó · h7 negres peó · c6 negres cavall · d5 blanques alfil · f5 negres alfil · f4 blanques peó · a3 negres alfil · c3 blanques peó · e3 blanques alfil · f3 blanques dama · a2 blanques peó · d2 blanques cavall · f2 blanques peó · h2 blanques peó · c1 blanques rei · d1 blanques torre · h1 blanques torre | c8 negres rei · e8 negres torre · h8 negres torre · a7 negres peó · b7 negres peó · c7 negres peó · g7 negres peó · h7 negres peó · c6 negres cavall · d5 blanques alfil · f5 negres alfil · f4 blanques peó · a3 negres alfil · c3 blanques peó · e3 blanques alfil · f3 blanques dama · a2 blanques peó · d2 blanques cavall · f2 blanques peó · h2 blanques peó · c1 blanques rei · d1 blanques torre · h1 blanques torre | c8 negres rei · e8 negres torre · h8 negres torre · a7 negres peó · b7 negres peó · c7 negres peó · g7 negres peó · h7 negres peó · c6 negres cavall · d5 blanques alfil · f5 negres alfil · f4 blanques peó · a3 negres alfil · c3 blanques peó · e3 blanques alfil · f3 blanques dama · a2 blanques peó · d2 blanques cavall · f2 blanques peó · h2 blanques peó · c1 blanques rei · d1 blanques torre · h1 blanques torre | c8 negres rei · e8 negres torre · h8 negres torre · a7 negres peó · b7 negres peó · c7 negres peó · g7 negres peó · h7 negres peó · c6 negres cavall · d5 blanques alfil · f5 negres alfil · f4 blanques peó · a3 negres alfil · c3 blanques peó · e3 blanques alfil · f3 blanques dama · a2 blanques peó · d2 blanques cavall · f2 blanques peó · h2 blanques peó · c1 blanques rei · d1 blanques torre · h1 blanques torre | 7 |
| 6 | c8 negres rei · e8 negres torre · h8 negres torre · a7 negres peó · b7 negres peó · c7 negres peó · g7 negres peó · h7 negres peó · c6 negres cavall · d5 blanques alfil · f5 negres alfil · f4 blanques peó · a3 negres alfil · c3 blanques peó · e3 blanques alfil · f3 blanques dama · a2 blanques peó · d2 blanques cavall · f2 blanques peó · h2 blanques peó · c1 blanques rei · d1 blanques torre · h1 blanques torre | c8 negres rei · e8 negres torre · h8 negres torre · a7 negres peó · b7 negres peó · c7 negres peó · g7 negres peó · h7 negres peó · c6 negres cavall · d5 blanques alfil · f5 negres alfil · f4 blanques peó · a3 negres alfil · c3 blanques peó · e3 blanques alfil · f3 blanques dama · a2 blanques peó · d2 blanques cavall · f2 blanques peó · h2 blanques peó · c1 blanques rei · d1 blanques torre · h1 blanques torre | c8 negres rei · e8 negres torre · h8 negres torre · a7 negres peó · b7 negres peó · c7 negres peó · g7 negres peó · h7 negres peó · c6 negres cavall · d5 blanques alfil · f5 negres alfil · f4 blanques peó · a3 negres alfil · c3 blanques peó · e3 blanques alfil · f3 blanques dama · a2 blanques peó · d2 blanques cavall · f2 blanques peó · h2 blanques peó · c1 blanques rei · d1 blanques torre · h1 blanques torre | c8 negres rei · e8 negres torre · h8 negres torre · a7 negres peó · b7 negres peó · c7 negres peó · g7 negres peó · h7 negres peó · c6 negres cavall · d5 blanques alfil · f5 negres alfil · f4 blanques peó · a3 negres alfil · c3 blanques peó · e3 blanques alfil · f3 blanques dama · a2 blanques peó · d2 blanques cavall · f2 blanques peó · h2 blanques peó · c1 blanques rei · d1 blanques torre · h1 blanques torre | c8 negres rei · e8 negres torre · h8 negres torre · a7 negres peó · b7 negres peó · c7 negres peó · g7 negres peó · h7 negres peó · c6 negres cavall · d5 blanques alfil · f5 negres alfil · f4 blanques peó · a3 negres alfil · c3 blanques peó · e3 blanques alfil · f3 blanques dama · a2 blanques peó · d2 blanques cavall · f2 blanques peó · h2 blanques peó · c1 blanques rei · d1 blanques torre · h1 blanques torre | c8 negres rei · e8 negres torre · h8 negres torre · a7 negres peó · b7 negres peó · c7 negres peó · g7 negres peó · h7 negres peó · c6 negres cavall · d5 blanques alfil · f5 negres alfil · f4 blanques peó · a3 negres alfil · c3 blanques peó · e3 blanques alfil · f3 blanques dama · a2 blanques peó · d2 blanques cavall · f2 blanques peó · h2 blanques peó · c1 blanques rei · d1 blanques torre · h1 blanques torre | c8 negres rei · e8 negres torre · h8 negres torre · a7 negres peó · b7 negres peó · c7 negres peó · g7 negres peó · h7 negres peó · c6 negres cavall · d5 blanques alfil · f5 negres alfil · f4 blanques peó · a3 negres alfil · c3 blanques peó · e3 blanques alfil · f3 blanques dama · a2 blanques peó · d2 blanques cavall · f2 blanques peó · h2 blanques peó · c1 blanques rei · d1 blanques torre · h1 blanques torre | c8 negres rei · e8 negres torre · h8 negres torre · a7 negres peó · b7 negres peó · c7 negres peó · g7 negres peó · h7 negres peó · c6 negres cavall · d5 blanques alfil · f5 negres alfil · f4 blanques peó · a3 negres alfil · c3 blanques peó · e3 blanques alfil · f3 blanques dama · a2 blanques peó · d2 blanques cavall · f2 blanques peó · h2 blanques peó · c1 blanques rei · d1 blanques torre · h1 blanques torre | 6 |
| 5 | c8 negres rei · e8 negres torre · h8 negres torre · a7 negres peó · b7 negres peó · c7 negres peó · g7 negres peó · h7 negres peó · c6 negres cavall · d5 blanques alfil · f5 negres alfil · f4 blanques peó · a3 negres alfil · c3 blanques peó · e3 blanques alfil · f3 blanques dama · a2 blanques peó · d2 blanques cavall · f2 blanques peó · h2 blanques peó · c1 blanques rei · d1 blanques torre · h1 blanques torre | c8 negres rei · e8 negres torre · h8 negres torre · a7 negres peó · b7 negres peó · c7 negres peó · g7 negres peó · h7 negres peó · c6 negres cavall · d5 blanques alfil · f5 negres alfil · f4 blanques peó · a3 negres alfil · c3 blanques peó · e3 blanques alfil · f3 blanques dama · a2 blanques peó · d2 blanques cavall · f2 blanques peó · h2 blanques peó · c1 blanques rei · d1 blanques torre · h1 blanques torre | c8 negres rei · e8 negres torre · h8 negres torre · a7 negres peó · b7 negres peó · c7 negres peó · g7 negres peó · h7 negres peó · c6 negres cavall · d5 blanques alfil · f5 negres alfil · f4 blanques peó · a3 negres alfil · c3 blanques peó · e3 blanques alfil · f3 blanques dama · a2 blanques peó · d2 blanques cavall · f2 blanques peó · h2 blanques peó · c1 blanques rei · d1 blanques torre · h1 blanques torre | c8 negres rei · e8 negres torre · h8 negres torre · a7 negres peó · b7 negres peó · c7 negres peó · g7 negres peó · h7 negres peó · c6 negres cavall · d5 blanques alfil · f5 negres alfil · f4 blanques peó · a3 negres alfil · c3 blanques peó · e3 blanques alfil · f3 blanques dama · a2 blanques peó · d2 blanques cavall · f2 blanques peó · h2 blanques peó · c1 blanques rei · d1 blanques torre · h1 blanques torre | c8 negres rei · e8 negres torre · h8 negres torre · a7 negres peó · b7 negres peó · c7 negres peó · g7 negres peó · h7 negres peó · c6 negres cavall · d5 blanques alfil · f5 negres alfil · f4 blanques peó · a3 negres alfil · c3 blanques peó · e3 blanques alfil · f3 blanques dama · a2 blanques peó · d2 blanques cavall · f2 blanques peó · h2 blanques peó · c1 blanques rei · d1 blanques torre · h1 blanques torre | c8 negres rei · e8 negres torre · h8 negres torre · a7 negres peó · b7 negres peó · c7 negres peó · g7 negres peó · h7 negres peó · c6 negres cavall · d5 blanques alfil · f5 negres alfil · f4 blanques peó · a3 negres alfil · c3 blanques peó · e3 blanques alfil · f3 blanques dama · a2 blanques peó · d2 blanques cavall · f2 blanques peó · h2 blanques peó · c1 blanques rei · d1 blanques torre · h1 blanques torre | c8 negres rei · e8 negres torre · h8 negres torre · a7 negres peó · b7 negres peó · c7 negres peó · g7 negres peó · h7 negres peó · c6 negres cavall · d5 blanques alfil · f5 negres alfil · f4 blanques peó · a3 negres alfil · c3 blanques peó · e3 blanques alfil · f3 blanques dama · a2 blanques peó · d2 blanques cavall · f2 blanques peó · h2 blanques peó · c1 blanques rei · d1 blanques torre · h1 blanques torre | c8 negres rei · e8 negres torre · h8 negres torre · a7 negres peó · b7 negres peó · c7 negres peó · g7 negres peó · h7 negres peó · c6 negres cavall · d5 blanques alfil · f5 negres alfil · f4 blanques peó · a3 negres alfil · c3 blanques peó · e3 blanques alfil · f3 blanques dama · a2 blanques peó · d2 blanques cavall · f2 blanques peó · h2 blanques peó · c1 blanques rei · d1 blanques torre · h1 blanques torre | 5 |
| 4 | c8 negres rei · e8 negres torre · h8 negres torre · a7 negres peó · b7 negres peó · c7 negres peó · g7 negres peó · h7 negres peó · c6 negres cavall · d5 blanques alfil · f5 negres alfil · f4 blanques peó · a3 negres alfil · c3 blanques peó · e3 blanques alfil · f3 blanques dama · a2 blanques peó · d2 blanques cavall · f2 blanques peó · h2 blanques peó · c1 blanques rei · d1 blanques torre · h1 blanques torre | c8 negres rei · e8 negres torre · h8 negres torre · a7 negres peó · b7 negres peó · c7 negres peó · g7 negres peó · h7 negres peó · c6 negres cavall · d5 blanques alfil · f5 negres alfil · f4 blanques peó · a3 negres alfil · c3 blanques peó · e3 blanques alfil · f3 blanques dama · a2 blanques peó · d2 blanques cavall · f2 blanques peó · h2 blanques peó · c1 blanques rei · d1 blanques torre · h1 blanques torre | c8 negres rei · e8 negres torre · h8 negres torre · a7 negres peó · b7 negres peó · c7 negres peó · g7 negres peó · h7 negres peó · c6 negres cavall · d5 blanques alfil · f5 negres alfil · f4 blanques peó · a3 negres alfil · c3 blanques peó · e3 blanques alfil · f3 blanques dama · a2 blanques peó · d2 blanques cavall · f2 blanques peó · h2 blanques peó · c1 blanques rei · d1 blanques torre · h1 blanques torre | c8 negres rei · e8 negres torre · h8 negres torre · a7 negres peó · b7 negres peó · c7 negres peó · g7 negres peó · h7 negres peó · c6 negres cavall · d5 blanques alfil · f5 negres alfil · f4 blanques peó · a3 negres alfil · c3 blanques peó · e3 blanques alfil · f3 blanques dama · a2 blanques peó · d2 blanques cavall · f2 blanques peó · h2 blanques peó · c1 blanques rei · d1 blanques torre · h1 blanques torre | c8 negres rei · e8 negres torre · h8 negres torre · a7 negres peó · b7 negres peó · c7 negres peó · g7 negres peó · h7 negres peó · c6 negres cavall · d5 blanques alfil · f5 negres alfil · f4 blanques peó · a3 negres alfil · c3 blanques peó · e3 blanques alfil · f3 blanques dama · a2 blanques peó · d2 blanques cavall · f2 blanques peó · h2 blanques peó · c1 blanques rei · d1 blanques torre · h1 blanques torre | c8 negres rei · e8 negres torre · h8 negres torre · a7 negres peó · b7 negres peó · c7 negres peó · g7 negres peó · h7 negres peó · c6 negres cavall · d5 blanques alfil · f5 negres alfil · f4 blanques peó · a3 negres alfil · c3 blanques peó · e3 blanques alfil · f3 blanques dama · a2 blanques peó · d2 blanques cavall · f2 blanques peó · h2 blanques peó · c1 blanques rei · d1 blanques torre · h1 blanques torre | c8 negres rei · e8 negres torre · h8 negres torre · a7 negres peó · b7 negres peó · c7 negres peó · g7 negres peó · h7 negres peó · c6 negres cavall · d5 blanques alfil · f5 negres alfil · f4 blanques peó · a3 negres alfil · c3 blanques peó · e3 blanques alfil · f3 blanques dama · a2 blanques peó · d2 blanques cavall · f2 blanques peó · h2 blanques peó · c1 blanques rei · d1 blanques torre · h1 blanques torre | c8 negres rei · e8 negres torre · h8 negres torre · a7 negres peó · b7 negres peó · c7 negres peó · g7 negres peó · h7 negres peó · c6 negres cavall · d5 blanques alfil · f5 negres alfil · f4 blanques peó · a3 negres alfil · c3 blanques peó · e3 blanques alfil · f3 blanques dama · a2 blanques peó · d2 blanques cavall · f2 blanques peó · h2 blanques peó · c1 blanques rei · d1 blanques torre · h1 blanques torre | 4 |
| 3 | c8 negres rei · e8 negres torre · h8 negres torre · a7 negres peó · b7 negres peó · c7 negres peó · g7 negres peó · h7 negres peó · c6 negres cavall · d5 blanques alfil · f5 negres alfil · f4 blanques peó · a3 negres alfil · c3 blanques peó · e3 blanques alfil · f3 blanques dama · a2 blanques peó · d2 blanques cavall · f2 blanques peó · h2 blanques peó · c1 blanques rei · d1 blanques torre · h1 blanques torre | c8 negres rei · e8 negres torre · h8 negres torre · a7 negres peó · b7 negres peó · c7 negres peó · g7 negres peó · h7 negres peó · c6 negres cavall · d5 blanques alfil · f5 negres alfil · f4 blanques peó · a3 negres alfil · c3 blanques peó · e3 blanques alfil · f3 blanques dama · a2 blanques peó · d2 blanques cavall · f2 blanques peó · h2 blanques peó · c1 blanques rei · d1 blanques torre · h1 blanques torre | c8 negres rei · e8 negres torre · h8 negres torre · a7 negres peó · b7 negres peó · c7 negres peó · g7 negres peó · h7 negres peó · c6 negres cavall · d5 blanques alfil · f5 negres alfil · f4 blanques peó · a3 negres alfil · c3 blanques peó · e3 blanques alfil · f3 blanques dama · a2 blanques peó · d2 blanques cavall · f2 blanques peó · h2 blanques peó · c1 blanques rei · d1 blanques torre · h1 blanques torre | c8 negres rei · e8 negres torre · h8 negres torre · a7 negres peó · b7 negres peó · c7 negres peó · g7 negres peó · h7 negres peó · c6 negres cavall · d5 blanques alfil · f5 negres alfil · f4 blanques peó · a3 negres alfil · c3 blanques peó · e3 blanques alfil · f3 blanques dama · a2 blanques peó · d2 blanques cavall · f2 blanques peó · h2 blanques peó · c1 blanques rei · d1 blanques torre · h1 blanques torre | c8 negres rei · e8 negres torre · h8 negres torre · a7 negres peó · b7 negres peó · c7 negres peó · g7 negres peó · h7 negres peó · c6 negres cavall · d5 blanques alfil · f5 negres alfil · f4 blanques peó · a3 negres alfil · c3 blanques peó · e3 blanques alfil · f3 blanques dama · a2 blanques peó · d2 blanques cavall · f2 blanques peó · h2 blanques peó · c1 blanques rei · d1 blanques torre · h1 blanques torre | c8 negres rei · e8 negres torre · h8 negres torre · a7 negres peó · b7 negres peó · c7 negres peó · g7 negres peó · h7 negres peó · c6 negres cavall · d5 blanques alfil · f5 negres alfil · f4 blanques peó · a3 negres alfil · c3 blanques peó · e3 blanques alfil · f3 blanques dama · a2 blanques peó · d2 blanques cavall · f2 blanques peó · h2 blanques peó · c1 blanques rei · d1 blanques torre · h1 blanques torre | c8 negres rei · e8 negres torre · h8 negres torre · a7 negres peó · b7 negres peó · c7 negres peó · g7 negres peó · h7 negres peó · c6 negres cavall · d5 blanques alfil · f5 negres alfil · f4 blanques peó · a3 negres alfil · c3 blanques peó · e3 blanques alfil · f3 blanques dama · a2 blanques peó · d2 blanques cavall · f2 blanques peó · h2 blanques peó · c1 blanques rei · d1 blanques torre · h1 blanques torre | c8 negres rei · e8 negres torre · h8 negres torre · a7 negres peó · b7 negres peó · c7 negres peó · g7 negres peó · h7 negres peó · c6 negres cavall · d5 blanques alfil · f5 negres alfil · f4 blanques peó · a3 negres alfil · c3 blanques peó · e3 blanques alfil · f3 blanques dama · a2 blanques peó · d2 blanques cavall · f2 blanques peó · h2 blanques peó · c1 blanques rei · d1 blanques torre · h1 blanques torre | 3 |
| 2 | c8 negres rei · e8 negres torre · h8 negres torre · a7 negres peó · b7 negres peó · c7 negres peó · g7 negres peó · h7 negres peó · c6 negres cavall · d5 blanques alfil · f5 negres alfil · f4 blanques peó · a3 negres alfil · c3 blanques peó · e3 blanques alfil · f3 blanques dama · a2 blanques peó · d2 blanques cavall · f2 blanques peó · h2 blanques peó · c1 blanques rei · d1 blanques torre · h1 blanques torre | c8 negres rei · e8 negres torre · h8 negres torre · a7 negres peó · b7 negres peó · c7 negres peó · g7 negres peó · h7 negres peó · c6 negres cavall · d5 blanques alfil · f5 negres alfil · f4 blanques peó · a3 negres alfil · c3 blanques peó · e3 blanques alfil · f3 blanques dama · a2 blanques peó · d2 blanques cavall · f2 blanques peó · h2 blanques peó · c1 blanques rei · d1 blanques torre · h1 blanques torre | c8 negres rei · e8 negres torre · h8 negres torre · a7 negres peó · b7 negres peó · c7 negres peó · g7 negres peó · h7 negres peó · c6 negres cavall · d5 blanques alfil · f5 negres alfil · f4 blanques peó · a3 negres alfil · c3 blanques peó · e3 blanques alfil · f3 blanques dama · a2 blanques peó · d2 blanques cavall · f2 blanques peó · h2 blanques peó · c1 blanques rei · d1 blanques torre · h1 blanques torre | c8 negres rei · e8 negres torre · h8 negres torre · a7 negres peó · b7 negres peó · c7 negres peó · g7 negres peó · h7 negres peó · c6 negres cavall · d5 blanques alfil · f5 negres alfil · f4 blanques peó · a3 negres alfil · c3 blanques peó · e3 blanques alfil · f3 blanques dama · a2 blanques peó · d2 blanques cavall · f2 blanques peó · h2 blanques peó · c1 blanques rei · d1 blanques torre · h1 blanques torre | c8 negres rei · e8 negres torre · h8 negres torre · a7 negres peó · b7 negres peó · c7 negres peó · g7 negres peó · h7 negres peó · c6 negres cavall · d5 blanques alfil · f5 negres alfil · f4 blanques peó · a3 negres alfil · c3 blanques peó · e3 blanques alfil · f3 blanques dama · a2 blanques peó · d2 blanques cavall · f2 blanques peó · h2 blanques peó · c1 blanques rei · d1 blanques torre · h1 blanques torre | c8 negres rei · e8 negres torre · h8 negres torre · a7 negres peó · b7 negres peó · c7 negres peó · g7 negres peó · h7 negres peó · c6 negres cavall · d5 blanques alfil · f5 negres alfil · f4 blanques peó · a3 negres alfil · c3 blanques peó · e3 blanques alfil · f3 blanques dama · a2 blanques peó · d2 blanques cavall · f2 blanques peó · h2 blanques peó · c1 blanques rei · d1 blanques torre · h1 blanques torre | c8 negres rei · e8 negres torre · h8 negres torre · a7 negres peó · b7 negres peó · c7 negres peó · g7 negres peó · h7 negres peó · c6 negres cavall · d5 blanques alfil · f5 negres alfil · f4 blanques peó · a3 negres alfil · c3 blanques peó · e3 blanques alfil · f3 blanques dama · a2 blanques peó · d2 blanques cavall · f2 blanques peó · h2 blanques peó · c1 blanques rei · d1 blanques torre · h1 blanques torre | c8 negres rei · e8 negres torre · h8 negres torre · a7 negres peó · b7 negres peó · c7 negres peó · g7 negres peó · h7 negres peó · c6 negres cavall · d5 blanques alfil · f5 negres alfil · f4 blanques peó · a3 negres alfil · c3 blanques peó · e3 blanques alfil · f3 blanques dama · a2 blanques peó · d2 blanques cavall · f2 blanques peó · h2 blanques peó · c1 blanques rei · d1 blanques torre · h1 blanques torre | 2 |
| 1 | c8 negres rei · e8 negres torre · h8 negres torre · a7 negres peó · b7 negres peó · c7 negres peó · g7 negres peó · h7 negres peó · c6 negres cavall · d5 blanques alfil · f5 negres alfil · f4 blanques peó · a3 negres alfil · c3 blanques peó · e3 blanques alfil · f3 blanques dama · a2 blanques peó · d2 blanques cavall · f2 blanques peó · h2 blanques peó · c1 blanques rei · d1 blanques torre · h1 blanques torre | c8 negres rei · e8 negres torre · h8 negres torre · a7 negres peó · b7 negres peó · c7 negres peó · g7 negres peó · h7 negres peó · c6 negres cavall · d5 blanques alfil · f5 negres alfil · f4 blanques peó · a3 negres alfil · c3 blanques peó · e3 blanques alfil · f3 blanques dama · a2 blanques peó · d2 blanques cavall · f2 blanques peó · h2 blanques peó · c1 blanques rei · d1 blanques torre · h1 blanques torre | c8 negres rei · e8 negres torre · h8 negres torre · a7 negres peó · b7 negres peó · c7 negres peó · g7 negres peó · h7 negres peó · c6 negres cavall · d5 blanques alfil · f5 negres alfil · f4 blanques peó · a3 negres alfil · c3 blanques peó · e3 blanques alfil · f3 blanques dama · a2 blanques peó · d2 blanques cavall · f2 blanques peó · h2 blanques peó · c1 blanques rei · d1 blanques torre · h1 blanques torre | c8 negres rei · e8 negres torre · h8 negres torre · a7 negres peó · b7 negres peó · c7 negres peó · g7 negres peó · h7 negres peó · c6 negres cavall · d5 blanques alfil · f5 negres alfil · f4 blanques peó · a3 negres alfil · c3 blanques peó · e3 blanques alfil · f3 blanques dama · a2 blanques peó · d2 blanques cavall · f2 blanques peó · h2 blanques peó · c1 blanques rei · d1 blanques torre · h1 blanques torre | c8 negres rei · e8 negres torre · h8 negres torre · a7 negres peó · b7 negres peó · c7 negres peó · g7 negres peó · h7 negres peó · c6 negres cavall · d5 blanques alfil · f5 negres alfil · f4 blanques peó · a3 negres alfil · c3 blanques peó · e3 blanques alfil · f3 blanques dama · a2 blanques peó · d2 blanques cavall · f2 blanques peó · h2 blanques peó · c1 blanques rei · d1 blanques torre · h1 blanques torre | c8 negres rei · e8 negres torre · h8 negres torre · a7 negres peó · b7 negres peó · c7 negres peó · g7 negres peó · h7 negres peó · c6 negres cavall · d5 blanques alfil · f5 negres alfil · f4 blanques peó · a3 negres alfil · c3 blanques peó · e3 blanques alfil · f3 blanques dama · a2 blanques peó · d2 blanques cavall · f2 blanques peó · h2 blanques peó · c1 blanques rei · d1 blanques torre · h1 blanques torre | c8 negres rei · e8 negres torre · h8 negres torre · a7 negres peó · b7 negres peó · c7 negres peó · g7 negres peó · h7 negres peó · c6 negres cavall · d5 blanques alfil · f5 negres alfil · f4 blanques peó · a3 negres alfil · c3 blanques peó · e3 blanques alfil · f3 blanques dama · a2 blanques peó · d2 blanques cavall · f2 blanques peó · h2 blanques peó · c1 blanques rei · d1 blanques torre · h1 blanques torre | c8 negres rei · e8 negres torre · h8 negres torre · a7 negres peó · b7 negres peó · c7 negres peó · g7 negres peó · h7 negres peó · c6 negres cavall · d5 blanques alfil · f5 negres alfil · f4 blanques peó · a3 negres alfil · c3 blanques peó · e3 blanques alfil · f3 blanques dama · a2 blanques peó · d2 blanques cavall · f2 blanques peó · h2 blanques peó · c1 blanques rei · d1 blanques torre · h1 blanques torre | 1 |
|   | a | b | c | d | e | f | g | h |   |

|   | a | b | c | d | e | f | g | h |   |
| 8 | c8 negres rei · d8 negres torre · g8 negres cavall · a7 negres alfil · b7 negres peó · c7 negres peó · d7 negres cavall · h7 negres torre · a6 negres peó · h6 negres dama · d5 negres peó · f5 blanques torre · d4 blanques peó · a3 blanques peó · c3 blanques peó · b2 blanques peó · g2 blanques dama · h2 blanques alfil · d1 blanques torre · f1 blanques alfil · g1 blanques cavall · h1 blanques rei | c8 negres rei · d8 negres torre · g8 negres cavall · a7 negres alfil · b7 negres peó · c7 negres peó · d7 negres cavall · h7 negres torre · a6 negres peó · h6 negres dama · d5 negres peó · f5 blanques torre · d4 blanques peó · a3 blanques peó · c3 blanques peó · b2 blanques peó · g2 blanques dama · h2 blanques alfil · d1 blanques torre · f1 blanques alfil · g1 blanques cavall · h1 blanques rei | c8 negres rei · d8 negres torre · g8 negres cavall · a7 negres alfil · b7 negres peó · c7 negres peó · d7 negres cavall · h7 negres torre · a6 negres peó · h6 negres dama · d5 negres peó · f5 blanques torre · d4 blanques peó · a3 blanques peó · c3 blanques peó · b2 blanques peó · g2 blanques dama · h2 blanques alfil · d1 blanques torre · f1 blanques alfil · g1 blanques cavall · h1 blanques rei | c8 negres rei · d8 negres torre · g8 negres cavall · a7 negres alfil · b7 negres peó · c7 negres peó · d7 negres cavall · h7 negres torre · a6 negres peó · h6 negres dama · d5 negres peó · f5 blanques torre · d4 blanques peó · a3 blanques peó · c3 blanques peó · b2 blanques peó · g2 blanques dama · h2 blanques alfil · d1 blanques torre · f1 blanques alfil · g1 blanques cavall · h1 blanques rei | c8 negres rei · d8 negres torre · g8 negres cavall · a7 negres alfil · b7 negres peó · c7 negres peó · d7 negres cavall · h7 negres torre · a6 negres peó · h6 negres dama · d5 negres peó · f5 blanques torre · d4 blanques peó · a3 blanques peó · c3 blanques peó · b2 blanques peó · g2 blanques dama · h2 blanques alfil · d1 blanques torre · f1 blanques alfil · g1 blanques cavall · h1 blanques rei | c8 negres rei · d8 negres torre · g8 negres cavall · a7 negres alfil · b7 negres peó · c7 negres peó · d7 negres cavall · h7 negres torre · a6 negres peó · h6 negres dama · d5 negres peó · f5 blanques torre · d4 blanques peó · a3 blanques peó · c3 blanques peó · b2 blanques peó · g2 blanques dama · h2 blanques alfil · d1 blanques torre · f1 blanques alfil · g1 blanques cavall · h1 blanques rei | c8 negres rei · d8 negres torre · g8 negres cavall · a7 negres alfil · b7 negres peó · c7 negres peó · d7 negres cavall · h7 negres torre · a6 negres peó · h6 negres dama · d5 negres peó · f5 blanques torre · d4 blanques peó · a3 blanques peó · c3 blanques peó · b2 blanques peó · g2 blanques dama · h2 blanques alfil · d1 blanques torre · f1 blanques alfil · g1 blanques cavall · h1 blanques rei | c8 negres rei · d8 negres torre · g8 negres cavall · a7 negres alfil · b7 negres peó · c7 negres peó · d7 negres cavall · h7 negres torre · a6 negres peó · h6 negres dama · d5 negres peó · f5 blanques torre · d4 blanques peó · a3 blanques peó · c3 blanques peó · b2 blanques peó · g2 blanques dama · h2 blanques alfil · d1 blanques torre · f1 blanques alfil · g1 blanques cavall · h1 blanques rei | 8 |
| 7 | c8 negres rei · d8 negres torre · g8 negres cavall · a7 negres alfil · b7 negres peó · c7 negres peó · d7 negres cavall · h7 negres torre · a6 negres peó · h6 negres dama · d5 negres peó · f5 blanques torre · d4 blanques peó · a3 blanques peó · c3 blanques peó · b2 blanques peó · g2 blanques dama · h2 blanques alfil · d1 blanques torre · f1 blanques alfil · g1 blanques cavall · h1 blanques rei | c8 negres rei · d8 negres torre · g8 negres cavall · a7 negres alfil · b7 negres peó · c7 negres peó · d7 negres cavall · h7 negres torre · a6 negres peó · h6 negres dama · d5 negres peó · f5 blanques torre · d4 blanques peó · a3 blanques peó · c3 blanques peó · b2 blanques peó · g2 blanques dama · h2 blanques alfil · d1 blanques torre · f1 blanques alfil · g1 blanques cavall · h1 blanques rei | c8 negres rei · d8 negres torre · g8 negres cavall · a7 negres alfil · b7 negres peó · c7 negres peó · d7 negres cavall · h7 negres torre · a6 negres peó · h6 negres dama · d5 negres peó · f5 blanques torre · d4 blanques peó · a3 blanques peó · c3 blanques peó · b2 blanques peó · g2 blanques dama · h2 blanques alfil · d1 blanques torre · f1 blanques alfil · g1 blanques cavall · h1 blanques rei | c8 negres rei · d8 negres torre · g8 negres cavall · a7 negres alfil · b7 negres peó · c7 negres peó · d7 negres cavall · h7 negres torre · a6 negres peó · h6 negres dama · d5 negres peó · f5 blanques torre · d4 blanques peó · a3 blanques peó · c3 blanques peó · b2 blanques peó · g2 blanques dama · h2 blanques alfil · d1 blanques torre · f1 blanques alfil · g1 blanques cavall · h1 blanques rei | c8 negres rei · d8 negres torre · g8 negres cavall · a7 negres alfil · b7 negres peó · c7 negres peó · d7 negres cavall · h7 negres torre · a6 negres peó · h6 negres dama · d5 negres peó · f5 blanques torre · d4 blanques peó · a3 blanques peó · c3 blanques peó · b2 blanques peó · g2 blanques dama · h2 blanques alfil · d1 blanques torre · f1 blanques alfil · g1 blanques cavall · h1 blanques rei | c8 negres rei · d8 negres torre · g8 negres cavall · a7 negres alfil · b7 negres peó · c7 negres peó · d7 negres cavall · h7 negres torre · a6 negres peó · h6 negres dama · d5 negres peó · f5 blanques torre · d4 blanques peó · a3 blanques peó · c3 blanques peó · b2 blanques peó · g2 blanques dama · h2 blanques alfil · d1 blanques torre · f1 blanques alfil · g1 blanques cavall · h1 blanques rei | c8 negres rei · d8 negres torre · g8 negres cavall · a7 negres alfil · b7 negres peó · c7 negres peó · d7 negres cavall · h7 negres torre · a6 negres peó · h6 negres dama · d5 negres peó · f5 blanques torre · d4 blanques peó · a3 blanques peó · c3 blanques peó · b2 blanques peó · g2 blanques dama · h2 blanques alfil · d1 blanques torre · f1 blanques alfil · g1 blanques cavall · h1 blanques rei | c8 negres rei · d8 negres torre · g8 negres cavall · a7 negres alfil · b7 negres peó · c7 negres peó · d7 negres cavall · h7 negres torre · a6 negres peó · h6 negres dama · d5 negres peó · f5 blanques torre · d4 blanques peó · a3 blanques peó · c3 blanques peó · b2 blanques peó · g2 blanques dama · h2 blanques alfil · d1 blanques torre · f1 blanques alfil · g1 blanques cavall · h1 blanques rei | 7 |
| 6 | c8 negres rei · d8 negres torre · g8 negres cavall · a7 negres alfil · b7 negres peó · c7 negres peó · d7 negres cavall · h7 negres torre · a6 negres peó · h6 negres dama · d5 negres peó · f5 blanques torre · d4 blanques peó · a3 blanques peó · c3 blanques peó · b2 blanques peó · g2 blanques dama · h2 blanques alfil · d1 blanques torre · f1 blanques alfil · g1 blanques cavall · h1 blanques rei | c8 negres rei · d8 negres torre · g8 negres cavall · a7 negres alfil · b7 negres peó · c7 negres peó · d7 negres cavall · h7 negres torre · a6 negres peó · h6 negres dama · d5 negres peó · f5 blanques torre · d4 blanques peó · a3 blanques peó · c3 blanques peó · b2 blanques peó · g2 blanques dama · h2 blanques alfil · d1 blanques torre · f1 blanques alfil · g1 blanques cavall · h1 blanques rei | c8 negres rei · d8 negres torre · g8 negres cavall · a7 negres alfil · b7 negres peó · c7 negres peó · d7 negres cavall · h7 negres torre · a6 negres peó · h6 negres dama · d5 negres peó · f5 blanques torre · d4 blanques peó · a3 blanques peó · c3 blanques peó · b2 blanques peó · g2 blanques dama · h2 blanques alfil · d1 blanques torre · f1 blanques alfil · g1 blanques cavall · h1 blanques rei | c8 negres rei · d8 negres torre · g8 negres cavall · a7 negres alfil · b7 negres peó · c7 negres peó · d7 negres cavall · h7 negres torre · a6 negres peó · h6 negres dama · d5 negres peó · f5 blanques torre · d4 blanques peó · a3 blanques peó · c3 blanques peó · b2 blanques peó · g2 blanques dama · h2 blanques alfil · d1 blanques torre · f1 blanques alfil · g1 blanques cavall · h1 blanques rei | c8 negres rei · d8 negres torre · g8 negres cavall · a7 negres alfil · b7 negres peó · c7 negres peó · d7 negres cavall · h7 negres torre · a6 negres peó · h6 negres dama · d5 negres peó · f5 blanques torre · d4 blanques peó · a3 blanques peó · c3 blanques peó · b2 blanques peó · g2 blanques dama · h2 blanques alfil · d1 blanques torre · f1 blanques alfil · g1 blanques cavall · h1 blanques rei | c8 negres rei · d8 negres torre · g8 negres cavall · a7 negres alfil · b7 negres peó · c7 negres peó · d7 negres cavall · h7 negres torre · a6 negres peó · h6 negres dama · d5 negres peó · f5 blanques torre · d4 blanques peó · a3 blanques peó · c3 blanques peó · b2 blanques peó · g2 blanques dama · h2 blanques alfil · d1 blanques torre · f1 blanques alfil · g1 blanques cavall · h1 blanques rei | c8 negres rei · d8 negres torre · g8 negres cavall · a7 negres alfil · b7 negres peó · c7 negres peó · d7 negres cavall · h7 negres torre · a6 negres peó · h6 negres dama · d5 negres peó · f5 blanques torre · d4 blanques peó · a3 blanques peó · c3 blanques peó · b2 blanques peó · g2 blanques dama · h2 blanques alfil · d1 blanques torre · f1 blanques alfil · g1 blanques cavall · h1 blanques rei | c8 negres rei · d8 negres torre · g8 negres cavall · a7 negres alfil · b7 negres peó · c7 negres peó · d7 negres cavall · h7 negres torre · a6 negres peó · h6 negres dama · d5 negres peó · f5 blanques torre · d4 blanques peó · a3 blanques peó · c3 blanques peó · b2 blanques peó · g2 blanques dama · h2 blanques alfil · d1 blanques torre · f1 blanques alfil · g1 blanques cavall · h1 blanques rei | 6 |
| 5 | c8 negres rei · d8 negres torre · g8 negres cavall · a7 negres alfil · b7 negres peó · c7 negres peó · d7 negres cavall · h7 negres torre · a6 negres peó · h6 negres dama · d5 negres peó · f5 blanques torre · d4 blanques peó · a3 blanques peó · c3 blanques peó · b2 blanques peó · g2 blanques dama · h2 blanques alfil · d1 blanques torre · f1 blanques alfil · g1 blanques cavall · h1 blanques rei | c8 negres rei · d8 negres torre · g8 negres cavall · a7 negres alfil · b7 negres peó · c7 negres peó · d7 negres cavall · h7 negres torre · a6 negres peó · h6 negres dama · d5 negres peó · f5 blanques torre · d4 blanques peó · a3 blanques peó · c3 blanques peó · b2 blanques peó · g2 blanques dama · h2 blanques alfil · d1 blanques torre · f1 blanques alfil · g1 blanques cavall · h1 blanques rei | c8 negres rei · d8 negres torre · g8 negres cavall · a7 negres alfil · b7 negres peó · c7 negres peó · d7 negres cavall · h7 negres torre · a6 negres peó · h6 negres dama · d5 negres peó · f5 blanques torre · d4 blanques peó · a3 blanques peó · c3 blanques peó · b2 blanques peó · g2 blanques dama · h2 blanques alfil · d1 blanques torre · f1 blanques alfil · g1 blanques cavall · h1 blanques rei | c8 negres rei · d8 negres torre · g8 negres cavall · a7 negres alfil · b7 negres peó · c7 negres peó · d7 negres cavall · h7 negres torre · a6 negres peó · h6 negres dama · d5 negres peó · f5 blanques torre · d4 blanques peó · a3 blanques peó · c3 blanques peó · b2 blanques peó · g2 blanques dama · h2 blanques alfil · d1 blanques torre · f1 blanques alfil · g1 blanques cavall · h1 blanques rei | c8 negres rei · d8 negres torre · g8 negres cavall · a7 negres alfil · b7 negres peó · c7 negres peó · d7 negres cavall · h7 negres torre · a6 negres peó · h6 negres dama · d5 negres peó · f5 blanques torre · d4 blanques peó · a3 blanques peó · c3 blanques peó · b2 blanques peó · g2 blanques dama · h2 blanques alfil · d1 blanques torre · f1 blanques alfil · g1 blanques cavall · h1 blanques rei | c8 negres rei · d8 negres torre · g8 negres cavall · a7 negres alfil · b7 negres peó · c7 negres peó · d7 negres cavall · h7 negres torre · a6 negres peó · h6 negres dama · d5 negres peó · f5 blanques torre · d4 blanques peó · a3 blanques peó · c3 blanques peó · b2 blanques peó · g2 blanques dama · h2 blanques alfil · d1 blanques torre · f1 blanques alfil · g1 blanques cavall · h1 blanques rei | c8 negres rei · d8 negres torre · g8 negres cavall · a7 negres alfil · b7 negres peó · c7 negres peó · d7 negres cavall · h7 negres torre · a6 negres peó · h6 negres dama · d5 negres peó · f5 blanques torre · d4 blanques peó · a3 blanques peó · c3 blanques peó · b2 blanques peó · g2 blanques dama · h2 blanques alfil · d1 blanques torre · f1 blanques alfil · g1 blanques cavall · h1 blanques rei | c8 negres rei · d8 negres torre · g8 negres cavall · a7 negres alfil · b7 negres peó · c7 negres peó · d7 negres cavall · h7 negres torre · a6 negres peó · h6 negres dama · d5 negres peó · f5 blanques torre · d4 blanques peó · a3 blanques peó · c3 blanques peó · b2 blanques peó · g2 blanques dama · h2 blanques alfil · d1 blanques torre · f1 blanques alfil · g1 blanques cavall · h1 blanques rei | 5 |
| 4 | c8 negres rei · d8 negres torre · g8 negres cavall · a7 negres alfil · b7 negres peó · c7 negres peó · d7 negres cavall · h7 negres torre · a6 negres peó · h6 negres dama · d5 negres peó · f5 blanques torre · d4 blanques peó · a3 blanques peó · c3 blanques peó · b2 blanques peó · g2 blanques dama · h2 blanques alfil · d1 blanques torre · f1 blanques alfil · g1 blanques cavall · h1 blanques rei | c8 negres rei · d8 negres torre · g8 negres cavall · a7 negres alfil · b7 negres peó · c7 negres peó · d7 negres cavall · h7 negres torre · a6 negres peó · h6 negres dama · d5 negres peó · f5 blanques torre · d4 blanques peó · a3 blanques peó · c3 blanques peó · b2 blanques peó · g2 blanques dama · h2 blanques alfil · d1 blanques torre · f1 blanques alfil · g1 blanques cavall · h1 blanques rei | c8 negres rei · d8 negres torre · g8 negres cavall · a7 negres alfil · b7 negres peó · c7 negres peó · d7 negres cavall · h7 negres torre · a6 negres peó · h6 negres dama · d5 negres peó · f5 blanques torre · d4 blanques peó · a3 blanques peó · c3 blanques peó · b2 blanques peó · g2 blanques dama · h2 blanques alfil · d1 blanques torre · f1 blanques alfil · g1 blanques cavall · h1 blanques rei | c8 negres rei · d8 negres torre · g8 negres cavall · a7 negres alfil · b7 negres peó · c7 negres peó · d7 negres cavall · h7 negres torre · a6 negres peó · h6 negres dama · d5 negres peó · f5 blanques torre · d4 blanques peó · a3 blanques peó · c3 blanques peó · b2 blanques peó · g2 blanques dama · h2 blanques alfil · d1 blanques torre · f1 blanques alfil · g1 blanques cavall · h1 blanques rei | c8 negres rei · d8 negres torre · g8 negres cavall · a7 negres alfil · b7 negres peó · c7 negres peó · d7 negres cavall · h7 negres torre · a6 negres peó · h6 negres dama · d5 negres peó · f5 blanques torre · d4 blanques peó · a3 blanques peó · c3 blanques peó · b2 blanques peó · g2 blanques dama · h2 blanques alfil · d1 blanques torre · f1 blanques alfil · g1 blanques cavall · h1 blanques rei | c8 negres rei · d8 negres torre · g8 negres cavall · a7 negres alfil · b7 negres peó · c7 negres peó · d7 negres cavall · h7 negres torre · a6 negres peó · h6 negres dama · d5 negres peó · f5 blanques torre · d4 blanques peó · a3 blanques peó · c3 blanques peó · b2 blanques peó · g2 blanques dama · h2 blanques alfil · d1 blanques torre · f1 blanques alfil · g1 blanques cavall · h1 blanques rei | c8 negres rei · d8 negres torre · g8 negres cavall · a7 negres alfil · b7 negres peó · c7 negres peó · d7 negres cavall · h7 negres torre · a6 negres peó · h6 negres dama · d5 negres peó · f5 blanques torre · d4 blanques peó · a3 blanques peó · c3 blanques peó · b2 blanques peó · g2 blanques dama · h2 blanques alfil · d1 blanques torre · f1 blanques alfil · g1 blanques cavall · h1 blanques rei | c8 negres rei · d8 negres torre · g8 negres cavall · a7 negres alfil · b7 negres peó · c7 negres peó · d7 negres cavall · h7 negres torre · a6 negres peó · h6 negres dama · d5 negres peó · f5 blanques torre · d4 blanques peó · a3 blanques peó · c3 blanques peó · b2 blanques peó · g2 blanques dama · h2 blanques alfil · d1 blanques torre · f1 blanques alfil · g1 blanques cavall · h1 blanques rei | 4 |
| 3 | c8 negres rei · d8 negres torre · g8 negres cavall · a7 negres alfil · b7 negres peó · c7 negres peó · d7 negres cavall · h7 negres torre · a6 negres peó · h6 negres dama · d5 negres peó · f5 blanques torre · d4 blanques peó · a3 blanques peó · c3 blanques peó · b2 blanques peó · g2 blanques dama · h2 blanques alfil · d1 blanques torre · f1 blanques alfil · g1 blanques cavall · h1 blanques rei | c8 negres rei · d8 negres torre · g8 negres cavall · a7 negres alfil · b7 negres peó · c7 negres peó · d7 negres cavall · h7 negres torre · a6 negres peó · h6 negres dama · d5 negres peó · f5 blanques torre · d4 blanques peó · a3 blanques peó · c3 blanques peó · b2 blanques peó · g2 blanques dama · h2 blanques alfil · d1 blanques torre · f1 blanques alfil · g1 blanques cavall · h1 blanques rei | c8 negres rei · d8 negres torre · g8 negres cavall · a7 negres alfil · b7 negres peó · c7 negres peó · d7 negres cavall · h7 negres torre · a6 negres peó · h6 negres dama · d5 negres peó · f5 blanques torre · d4 blanques peó · a3 blanques peó · c3 blanques peó · b2 blanques peó · g2 blanques dama · h2 blanques alfil · d1 blanques torre · f1 blanques alfil · g1 blanques cavall · h1 blanques rei | c8 negres rei · d8 negres torre · g8 negres cavall · a7 negres alfil · b7 negres peó · c7 negres peó · d7 negres cavall · h7 negres torre · a6 negres peó · h6 negres dama · d5 negres peó · f5 blanques torre · d4 blanques peó · a3 blanques peó · c3 blanques peó · b2 blanques peó · g2 blanques dama · h2 blanques alfil · d1 blanques torre · f1 blanques alfil · g1 blanques cavall · h1 blanques rei | c8 negres rei · d8 negres torre · g8 negres cavall · a7 negres alfil · b7 negres peó · c7 negres peó · d7 negres cavall · h7 negres torre · a6 negres peó · h6 negres dama · d5 negres peó · f5 blanques torre · d4 blanques peó · a3 blanques peó · c3 blanques peó · b2 blanques peó · g2 blanques dama · h2 blanques alfil · d1 blanques torre · f1 blanques alfil · g1 blanques cavall · h1 blanques rei | c8 negres rei · d8 negres torre · g8 negres cavall · a7 negres alfil · b7 negres peó · c7 negres peó · d7 negres cavall · h7 negres torre · a6 negres peó · h6 negres dama · d5 negres peó · f5 blanques torre · d4 blanques peó · a3 blanques peó · c3 blanques peó · b2 blanques peó · g2 blanques dama · h2 blanques alfil · d1 blanques torre · f1 blanques alfil · g1 blanques cavall · h1 blanques rei | c8 negres rei · d8 negres torre · g8 negres cavall · a7 negres alfil · b7 negres peó · c7 negres peó · d7 negres cavall · h7 negres torre · a6 negres peó · h6 negres dama · d5 negres peó · f5 blanques torre · d4 blanques peó · a3 blanques peó · c3 blanques peó · b2 blanques peó · g2 blanques dama · h2 blanques alfil · d1 blanques torre · f1 blanques alfil · g1 blanques cavall · h1 blanques rei | c8 negres rei · d8 negres torre · g8 negres cavall · a7 negres alfil · b7 negres peó · c7 negres peó · d7 negres cavall · h7 negres torre · a6 negres peó · h6 negres dama · d5 negres peó · f5 blanques torre · d4 blanques peó · a3 blanques peó · c3 blanques peó · b2 blanques peó · g2 blanques dama · h2 blanques alfil · d1 blanques torre · f1 blanques alfil · g1 blanques cavall · h1 blanques rei | 3 |
| 2 | c8 negres rei · d8 negres torre · g8 negres cavall · a7 negres alfil · b7 negres peó · c7 negres peó · d7 negres cavall · h7 negres torre · a6 negres peó · h6 negres dama · d5 negres peó · f5 blanques torre · d4 blanques peó · a3 blanques peó · c3 blanques peó · b2 blanques peó · g2 blanques dama · h2 blanques alfil · d1 blanques torre · f1 blanques alfil · g1 blanques cavall · h1 blanques rei | c8 negres rei · d8 negres torre · g8 negres cavall · a7 negres alfil · b7 negres peó · c7 negres peó · d7 negres cavall · h7 negres torre · a6 negres peó · h6 negres dama · d5 negres peó · f5 blanques torre · d4 blanques peó · a3 blanques peó · c3 blanques peó · b2 blanques peó · g2 blanques dama · h2 blanques alfil · d1 blanques torre · f1 blanques alfil · g1 blanques cavall · h1 blanques rei | c8 negres rei · d8 negres torre · g8 negres cavall · a7 negres alfil · b7 negres peó · c7 negres peó · d7 negres cavall · h7 negres torre · a6 negres peó · h6 negres dama · d5 negres peó · f5 blanques torre · d4 blanques peó · a3 blanques peó · c3 blanques peó · b2 blanques peó · g2 blanques dama · h2 blanques alfil · d1 blanques torre · f1 blanques alfil · g1 blanques cavall · h1 blanques rei | c8 negres rei · d8 negres torre · g8 negres cavall · a7 negres alfil · b7 negres peó · c7 negres peó · d7 negres cavall · h7 negres torre · a6 negres peó · h6 negres dama · d5 negres peó · f5 blanques torre · d4 blanques peó · a3 blanques peó · c3 blanques peó · b2 blanques peó · g2 blanques dama · h2 blanques alfil · d1 blanques torre · f1 blanques alfil · g1 blanques cavall · h1 blanques rei | c8 negres rei · d8 negres torre · g8 negres cavall · a7 negres alfil · b7 negres peó · c7 negres peó · d7 negres cavall · h7 negres torre · a6 negres peó · h6 negres dama · d5 negres peó · f5 blanques torre · d4 blanques peó · a3 blanques peó · c3 blanques peó · b2 blanques peó · g2 blanques dama · h2 blanques alfil · d1 blanques torre · f1 blanques alfil · g1 blanques cavall · h1 blanques rei | c8 negres rei · d8 negres torre · g8 negres cavall · a7 negres alfil · b7 negres peó · c7 negres peó · d7 negres cavall · h7 negres torre · a6 negres peó · h6 negres dama · d5 negres peó · f5 blanques torre · d4 blanques peó · a3 blanques peó · c3 blanques peó · b2 blanques peó · g2 blanques dama · h2 blanques alfil · d1 blanques torre · f1 blanques alfil · g1 blanques cavall · h1 blanques rei | c8 negres rei · d8 negres torre · g8 negres cavall · a7 negres alfil · b7 negres peó · c7 negres peó · d7 negres cavall · h7 negres torre · a6 negres peó · h6 negres dama · d5 negres peó · f5 blanques torre · d4 blanques peó · a3 blanques peó · c3 blanques peó · b2 blanques peó · g2 blanques dama · h2 blanques alfil · d1 blanques torre · f1 blanques alfil · g1 blanques cavall · h1 blanques rei | c8 negres rei · d8 negres torre · g8 negres cavall · a7 negres alfil · b7 negres peó · c7 negres peó · d7 negres cavall · h7 negres torre · a6 negres peó · h6 negres dama · d5 negres peó · f5 blanques torre · d4 blanques peó · a3 blanques peó · c3 blanques peó · b2 blanques peó · g2 blanques dama · h2 blanques alfil · d1 blanques torre · f1 blanques alfil · g1 blanques cavall · h1 blanques rei | 2 |
| 1 | c8 negres rei · d8 negres torre · g8 negres cavall · a7 negres alfil · b7 negres peó · c7 negres peó · d7 negres cavall · h7 negres torre · a6 negres peó · h6 negres dama · d5 negres peó · f5 blanques torre · d4 blanques peó · a3 blanques peó · c3 blanques peó · b2 blanques peó · g2 blanques dama · h2 blanques alfil · d1 blanques torre · f1 blanques alfil · g1 blanques cavall · h1 blanques rei | c8 negres rei · d8 negres torre · g8 negres cavall · a7 negres alfil · b7 negres peó · c7 negres peó · d7 negres cavall · h7 negres torre · a6 negres peó · h6 negres dama · d5 negres peó · f5 blanques torre · d4 blanques peó · a3 blanques peó · c3 blanques peó · b2 blanques peó · g2 blanques dama · h2 blanques alfil · d1 blanques torre · f1 blanques alfil · g1 blanques cavall · h1 blanques rei | c8 negres rei · d8 negres torre · g8 negres cavall · a7 negres alfil · b7 negres peó · c7 negres peó · d7 negres cavall · h7 negres torre · a6 negres peó · h6 negres dama · d5 negres peó · f5 blanques torre · d4 blanques peó · a3 blanques peó · c3 blanques peó · b2 blanques peó · g2 blanques dama · h2 blanques alfil · d1 blanques torre · f1 blanques alfil · g1 blanques cavall · h1 blanques rei | c8 negres rei · d8 negres torre · g8 negres cavall · a7 negres alfil · b7 negres peó · c7 negres peó · d7 negres cavall · h7 negres torre · a6 negres peó · h6 negres dama · d5 negres peó · f5 blanques torre · d4 blanques peó · a3 blanques peó · c3 blanques peó · b2 blanques peó · g2 blanques dama · h2 blanques alfil · d1 blanques torre · f1 blanques alfil · g1 blanques cavall · h1 blanques rei | c8 negres rei · d8 negres torre · g8 negres cavall · a7 negres alfil · b7 negres peó · c7 negres peó · d7 negres cavall · h7 negres torre · a6 negres peó · h6 negres dama · d5 negres peó · f5 blanques torre · d4 blanques peó · a3 blanques peó · c3 blanques peó · b2 blanques peó · g2 blanques dama · h2 blanques alfil · d1 blanques torre · f1 blanques alfil · g1 blanques cavall · h1 blanques rei | c8 negres rei · d8 negres torre · g8 negres cavall · a7 negres alfil · b7 negres peó · c7 negres peó · d7 negres cavall · h7 negres torre · a6 negres peó · h6 negres dama · d5 negres peó · f5 blanques torre · d4 blanques peó · a3 blanques peó · c3 blanques peó · b2 blanques peó · g2 blanques dama · h2 blanques alfil · d1 blanques torre · f1 blanques alfil · g1 blanques cavall · h1 blanques rei | c8 negres rei · d8 negres torre · g8 negres cavall · a7 negres alfil · b7 negres peó · c7 negres peó · d7 negres cavall · h7 negres torre · a6 negres peó · h6 negres dama · d5 negres peó · f5 blanques torre · d4 blanques peó · a3 blanques peó · c3 blanques peó · b2 blanques peó · g2 blanques dama · h2 blanques alfil · d1 blanques torre · f1 blanques alfil · g1 blanques cavall · h1 blanques rei | c8 negres rei · d8 negres torre · g8 negres cavall · a7 negres alfil · b7 negres peó · c7 negres peó · d7 negres cavall · h7 negres torre · a6 negres peó · h6 negres dama · d5 negres peó · f5 blanques torre · d4 blanques peó · a3 blanques peó · c3 blanques peó · b2 blanques peó · g2 blanques dama · h2 blanques alfil · d1 blanques torre · f1 blanques alfil · g1 blanques cavall · h1 blanques rei | 1 |
|   | a | b | c | d | e | f | g | h |   |

El mat de Boden es caracteritza per un rei que rep mat de banda de dos alfils situats en diagonals creuades, amb les possibles caselles d'escapament bloquejades per peces del bàndol perdedor. Samuel Boden en va produir un exemple a la partida amistosa Schulder–Boden, Londres 1853. La partida fou: 1.e4 e5 2.Cf3 d6 3.c3 f5 4.Ac4 Cf6 5.d4 fxe4 6.dxe5 exf3 7.exf6 Dxf6 8.gxf3 Cc6 9.f4 Ad7 10.Ae3 O-O-O 11.Cd2 Te8 12.Df3 Af5 13.O-O-O? (13.Ad5 és millor) 13...d5! 14.Axd5? (permet un mat forçat; és millor 14.Tde1, perdent una peça) 14...Dxc3+ 15.bxc3 Aa3#, amb la posició final de mat mostrada al diagrama.
De tota manera, el mat ja s'havia produït anteriorment, a la partida Horwitz–Popert, Hamburg 1844 (vegeu el diagrama). Aquí, les negres paren una trampa amb 1...Ab8, a la qual les blanques hi cauen amb 2.Txd5?. En lloc de fer la guanyadora 2...Dxh2+ 3.Dxh2 Txh2+ 4.Rxh2 c6+ (5.Te5 Cxe5 6.dxe5?? Txd1) les negres cometen la greu errada 2...c6??. Després d'això les blanques no podrien salvar la seva torre a causa de l'amenaça de mat en dues, però sorprenen a les negres amb 3.Th5! Dxh5 4.Dxc6+! bxc6 5.Axa6#.

## Esquemes típics
|   | a | b | c | d | e | f | g | h |   |
| 8 | c8 negres rei · d8 negres torre · g8 negres cavall · h8 negres torre · a7 negres peó · b7 negres peó · d7 negres cavall · f7 negres peó · g7 negres peó · h7 negres peó · c6 negres peó · e6 negres peó · a5 negres dama · b4 negres alfil · d4 blanques peó · f4 blanques alfil · a3 blanques peó · c3 blanques cavall · f3 blanques dama · h3 blanques peó · b2 blanques peó · c2 blanques peó · e2 blanques alfil · f2 blanques peó · g2 blanques peó · a1 blanques torre · e1 blanques rei · h1 blanques torre | c8 negres rei · d8 negres torre · g8 negres cavall · h8 negres torre · a7 negres peó · b7 negres peó · d7 negres cavall · f7 negres peó · g7 negres peó · h7 negres peó · c6 negres peó · e6 negres peó · a5 negres dama · b4 negres alfil · d4 blanques peó · f4 blanques alfil · a3 blanques peó · c3 blanques cavall · f3 blanques dama · h3 blanques peó · b2 blanques peó · c2 blanques peó · e2 blanques alfil · f2 blanques peó · g2 blanques peó · a1 blanques torre · e1 blanques rei · h1 blanques torre | c8 negres rei · d8 negres torre · g8 negres cavall · h8 negres torre · a7 negres peó · b7 negres peó · d7 negres cavall · f7 negres peó · g7 negres peó · h7 negres peó · c6 negres peó · e6 negres peó · a5 negres dama · b4 negres alfil · d4 blanques peó · f4 blanques alfil · a3 blanques peó · c3 blanques cavall · f3 blanques dama · h3 blanques peó · b2 blanques peó · c2 blanques peó · e2 blanques alfil · f2 blanques peó · g2 blanques peó · a1 blanques torre · e1 blanques rei · h1 blanques torre | c8 negres rei · d8 negres torre · g8 negres cavall · h8 negres torre · a7 negres peó · b7 negres peó · d7 negres cavall · f7 negres peó · g7 negres peó · h7 negres peó · c6 negres peó · e6 negres peó · a5 negres dama · b4 negres alfil · d4 blanques peó · f4 blanques alfil · a3 blanques peó · c3 blanques cavall · f3 blanques dama · h3 blanques peó · b2 blanques peó · c2 blanques peó · e2 blanques alfil · f2 blanques peó · g2 blanques peó · a1 blanques torre · e1 blanques rei · h1 blanques torre | c8 negres rei · d8 negres torre · g8 negres cavall · h8 negres torre · a7 negres peó · b7 negres peó · d7 negres cavall · f7 negres peó · g7 negres peó · h7 negres peó · c6 negres peó · e6 negres peó · a5 negres dama · b4 negres alfil · d4 blanques peó · f4 blanques alfil · a3 blanques peó · c3 blanques cavall · f3 blanques dama · h3 blanques peó · b2 blanques peó · c2 blanques peó · e2 blanques alfil · f2 blanques peó · g2 blanques peó · a1 blanques torre · e1 blanques rei · h1 blanques torre | c8 negres rei · d8 negres torre · g8 negres cavall · h8 negres torre · a7 negres peó · b7 negres peó · d7 negres cavall · f7 negres peó · g7 negres peó · h7 negres peó · c6 negres peó · e6 negres peó · a5 negres dama · b4 negres alfil · d4 blanques peó · f4 blanques alfil · a3 blanques peó · c3 blanques cavall · f3 blanques dama · h3 blanques peó · b2 blanques peó · c2 blanques peó · e2 blanques alfil · f2 blanques peó · g2 blanques peó · a1 blanques torre · e1 blanques rei · h1 blanques torre | c8 negres rei · d8 negres torre · g8 negres cavall · h8 negres torre · a7 negres peó · b7 negres peó · d7 negres cavall · f7 negres peó · g7 negres peó · h7 negres peó · c6 negres peó · e6 negres peó · a5 negres dama · b4 negres alfil · d4 blanques peó · f4 blanques alfil · a3 blanques peó · c3 blanques cavall · f3 blanques dama · h3 blanques peó · b2 blanques peó · c2 blanques peó · e2 blanques alfil · f2 blanques peó · g2 blanques peó · a1 blanques torre · e1 blanques rei · h1 blanques torre | c8 negres rei · d8 negres torre · g8 negres cavall · h8 negres torre · a7 negres peó · b7 negres peó · d7 negres cavall · f7 negres peó · g7 negres peó · h7 negres peó · c6 negres peó · e6 negres peó · a5 negres dama · b4 negres alfil · d4 blanques peó · f4 blanques alfil · a3 blanques peó · c3 blanques cavall · f3 blanques dama · h3 blanques peó · b2 blanques peó · c2 blanques peó · e2 blanques alfil · f2 blanques peó · g2 blanques peó · a1 blanques torre · e1 blanques rei · h1 blanques torre | 8 |
| 7 | c8 negres rei · d8 negres torre · g8 negres cavall · h8 negres torre · a7 negres peó · b7 negres peó · d7 negres cavall · f7 negres peó · g7 negres peó · h7 negres peó · c6 negres peó · e6 negres peó · a5 negres dama · b4 negres alfil · d4 blanques peó · f4 blanques alfil · a3 blanques peó · c3 blanques cavall · f3 blanques dama · h3 blanques peó · b2 blanques peó · c2 blanques peó · e2 blanques alfil · f2 blanques peó · g2 blanques peó · a1 blanques torre · e1 blanques rei · h1 blanques torre | c8 negres rei · d8 negres torre · g8 negres cavall · h8 negres torre · a7 negres peó · b7 negres peó · d7 negres cavall · f7 negres peó · g7 negres peó · h7 negres peó · c6 negres peó · e6 negres peó · a5 negres dama · b4 negres alfil · d4 blanques peó · f4 blanques alfil · a3 blanques peó · c3 blanques cavall · f3 blanques dama · h3 blanques peó · b2 blanques peó · c2 blanques peó · e2 blanques alfil · f2 blanques peó · g2 blanques peó · a1 blanques torre · e1 blanques rei · h1 blanques torre | c8 negres rei · d8 negres torre · g8 negres cavall · h8 negres torre · a7 negres peó · b7 negres peó · d7 negres cavall · f7 negres peó · g7 negres peó · h7 negres peó · c6 negres peó · e6 negres peó · a5 negres dama · b4 negres alfil · d4 blanques peó · f4 blanques alfil · a3 blanques peó · c3 blanques cavall · f3 blanques dama · h3 blanques peó · b2 blanques peó · c2 blanques peó · e2 blanques alfil · f2 blanques peó · g2 blanques peó · a1 blanques torre · e1 blanques rei · h1 blanques torre | c8 negres rei · d8 negres torre · g8 negres cavall · h8 negres torre · a7 negres peó · b7 negres peó · d7 negres cavall · f7 negres peó · g7 negres peó · h7 negres peó · c6 negres peó · e6 negres peó · a5 negres dama · b4 negres alfil · d4 blanques peó · f4 blanques alfil · a3 blanques peó · c3 blanques cavall · f3 blanques dama · h3 blanques peó · b2 blanques peó · c2 blanques peó · e2 blanques alfil · f2 blanques peó · g2 blanques peó · a1 blanques torre · e1 blanques rei · h1 blanques torre | c8 negres rei · d8 negres torre · g8 negres cavall · h8 negres torre · a7 negres peó · b7 negres peó · d7 negres cavall · f7 negres peó · g7 negres peó · h7 negres peó · c6 negres peó · e6 negres peó · a5 negres dama · b4 negres alfil · d4 blanques peó · f4 blanques alfil · a3 blanques peó · c3 blanques cavall · f3 blanques dama · h3 blanques peó · b2 blanques peó · c2 blanques peó · e2 blanques alfil · f2 blanques peó · g2 blanques peó · a1 blanques torre · e1 blanques rei · h1 blanques torre | c8 negres rei · d8 negres torre · g8 negres cavall · h8 negres torre · a7 negres peó · b7 negres peó · d7 negres cavall · f7 negres peó · g7 negres peó · h7 negres peó · c6 negres peó · e6 negres peó · a5 negres dama · b4 negres alfil · d4 blanques peó · f4 blanques alfil · a3 blanques peó · c3 blanques cavall · f3 blanques dama · h3 blanques peó · b2 blanques peó · c2 blanques peó · e2 blanques alfil · f2 blanques peó · g2 blanques peó · a1 blanques torre · e1 blanques rei · h1 blanques torre | c8 negres rei · d8 negres torre · g8 negres cavall · h8 negres torre · a7 negres peó · b7 negres peó · d7 negres cavall · f7 negres peó · g7 negres peó · h7 negres peó · c6 negres peó · e6 negres peó · a5 negres dama · b4 negres alfil · d4 blanques peó · f4 blanques alfil · a3 blanques peó · c3 blanques cavall · f3 blanques dama · h3 blanques peó · b2 blanques peó · c2 blanques peó · e2 blanques alfil · f2 blanques peó · g2 blanques peó · a1 blanques torre · e1 blanques rei · h1 blanques torre | c8 negres rei · d8 negres torre · g8 negres cavall · h8 negres torre · a7 negres peó · b7 negres peó · d7 negres cavall · f7 negres peó · g7 negres peó · h7 negres peó · c6 negres peó · e6 negres peó · a5 negres dama · b4 negres alfil · d4 blanques peó · f4 blanques alfil · a3 blanques peó · c3 blanques cavall · f3 blanques dama · h3 blanques peó · b2 blanques peó · c2 blanques peó · e2 blanques alfil · f2 blanques peó · g2 blanques peó · a1 blanques torre · e1 blanques rei · h1 blanques torre | 7 |
| 6 | c8 negres rei · d8 negres torre · g8 negres cavall · h8 negres torre · a7 negres peó · b7 negres peó · d7 negres cavall · f7 negres peó · g7 negres peó · h7 negres peó · c6 negres peó · e6 negres peó · a5 negres dama · b4 negres alfil · d4 blanques peó · f4 blanques alfil · a3 blanques peó · c3 blanques cavall · f3 blanques dama · h3 blanques peó · b2 blanques peó · c2 blanques peó · e2 blanques alfil · f2 blanques peó · g2 blanques peó · a1 blanques torre · e1 blanques rei · h1 blanques torre | c8 negres rei · d8 negres torre · g8 negres cavall · h8 negres torre · a7 negres peó · b7 negres peó · d7 negres cavall · f7 negres peó · g7 negres peó · h7 negres peó · c6 negres peó · e6 negres peó · a5 negres dama · b4 negres alfil · d4 blanques peó · f4 blanques alfil · a3 blanques peó · c3 blanques cavall · f3 blanques dama · h3 blanques peó · b2 blanques peó · c2 blanques peó · e2 blanques alfil · f2 blanques peó · g2 blanques peó · a1 blanques torre · e1 blanques rei · h1 blanques torre | c8 negres rei · d8 negres torre · g8 negres cavall · h8 negres torre · a7 negres peó · b7 negres peó · d7 negres cavall · f7 negres peó · g7 negres peó · h7 negres peó · c6 negres peó · e6 negres peó · a5 negres dama · b4 negres alfil · d4 blanques peó · f4 blanques alfil · a3 blanques peó · c3 blanques cavall · f3 blanques dama · h3 blanques peó · b2 blanques peó · c2 blanques peó · e2 blanques alfil · f2 blanques peó · g2 blanques peó · a1 blanques torre · e1 blanques rei · h1 blanques torre | c8 negres rei · d8 negres torre · g8 negres cavall · h8 negres torre · a7 negres peó · b7 negres peó · d7 negres cavall · f7 negres peó · g7 negres peó · h7 negres peó · c6 negres peó · e6 negres peó · a5 negres dama · b4 negres alfil · d4 blanques peó · f4 blanques alfil · a3 blanques peó · c3 blanques cavall · f3 blanques dama · h3 blanques peó · b2 blanques peó · c2 blanques peó · e2 blanques alfil · f2 blanques peó · g2 blanques peó · a1 blanques torre · e1 blanques rei · h1 blanques torre | c8 negres rei · d8 negres torre · g8 negres cavall · h8 negres torre · a7 negres peó · b7 negres peó · d7 negres cavall · f7 negres peó · g7 negres peó · h7 negres peó · c6 negres peó · e6 negres peó · a5 negres dama · b4 negres alfil · d4 blanques peó · f4 blanques alfil · a3 blanques peó · c3 blanques cavall · f3 blanques dama · h3 blanques peó · b2 blanques peó · c2 blanques peó · e2 blanques alfil · f2 blanques peó · g2 blanques peó · a1 blanques torre · e1 blanques rei · h1 blanques torre | c8 negres rei · d8 negres torre · g8 negres cavall · h8 negres torre · a7 negres peó · b7 negres peó · d7 negres cavall · f7 negres peó · g7 negres peó · h7 negres peó · c6 negres peó · e6 negres peó · a5 negres dama · b4 negres alfil · d4 blanques peó · f4 blanques alfil · a3 blanques peó · c3 blanques cavall · f3 blanques dama · h3 blanques peó · b2 blanques peó · c2 blanques peó · e2 blanques alfil · f2 blanques peó · g2 blanques peó · a1 blanques torre · e1 blanques rei · h1 blanques torre | c8 negres rei · d8 negres torre · g8 negres cavall · h8 negres torre · a7 negres peó · b7 negres peó · d7 negres cavall · f7 negres peó · g7 negres peó · h7 negres peó · c6 negres peó · e6 negres peó · a5 negres dama · b4 negres alfil · d4 blanques peó · f4 blanques alfil · a3 blanques peó · c3 blanques cavall · f3 blanques dama · h3 blanques peó · b2 blanques peó · c2 blanques peó · e2 blanques alfil · f2 blanques peó · g2 blanques peó · a1 blanques torre · e1 blanques rei · h1 blanques torre | c8 negres rei · d8 negres torre · g8 negres cavall · h8 negres torre · a7 negres peó · b7 negres peó · d7 negres cavall · f7 negres peó · g7 negres peó · h7 negres peó · c6 negres peó · e6 negres peó · a5 negres dama · b4 negres alfil · d4 blanques peó · f4 blanques alfil · a3 blanques peó · c3 blanques cavall · f3 blanques dama · h3 blanques peó · b2 blanques peó · c2 blanques peó · e2 blanques alfil · f2 blanques peó · g2 blanques peó · a1 blanques torre · e1 blanques rei · h1 blanques torre | 6 |
| 5 | c8 negres rei · d8 negres torre · g8 negres cavall · h8 negres torre · a7 negres peó · b7 negres peó · d7 negres cavall · f7 negres peó · g7 negres peó · h7 negres peó · c6 negres peó · e6 negres peó · a5 negres dama · b4 negres alfil · d4 blanques peó · f4 blanques alfil · a3 blanques peó · c3 blanques cavall · f3 blanques dama · h3 blanques peó · b2 blanques peó · c2 blanques peó · e2 blanques alfil · f2 blanques peó · g2 blanques peó · a1 blanques torre · e1 blanques rei · h1 blanques torre | c8 negres rei · d8 negres torre · g8 negres cavall · h8 negres torre · a7 negres peó · b7 negres peó · d7 negres cavall · f7 negres peó · g7 negres peó · h7 negres peó · c6 negres peó · e6 negres peó · a5 negres dama · b4 negres alfil · d4 blanques peó · f4 blanques alfil · a3 blanques peó · c3 blanques cavall · f3 blanques dama · h3 blanques peó · b2 blanques peó · c2 blanques peó · e2 blanques alfil · f2 blanques peó · g2 blanques peó · a1 blanques torre · e1 blanques rei · h1 blanques torre | c8 negres rei · d8 negres torre · g8 negres cavall · h8 negres torre · a7 negres peó · b7 negres peó · d7 negres cavall · f7 negres peó · g7 negres peó · h7 negres peó · c6 negres peó · e6 negres peó · a5 negres dama · b4 negres alfil · d4 blanques peó · f4 blanques alfil · a3 blanques peó · c3 blanques cavall · f3 blanques dama · h3 blanques peó · b2 blanques peó · c2 blanques peó · e2 blanques alfil · f2 blanques peó · g2 blanques peó · a1 blanques torre · e1 blanques rei · h1 blanques torre | c8 negres rei · d8 negres torre · g8 negres cavall · h8 negres torre · a7 negres peó · b7 negres peó · d7 negres cavall · f7 negres peó · g7 negres peó · h7 negres peó · c6 negres peó · e6 negres peó · a5 negres dama · b4 negres alfil · d4 blanques peó · f4 blanques alfil · a3 blanques peó · c3 blanques cavall · f3 blanques dama · h3 blanques peó · b2 blanques peó · c2 blanques peó · e2 blanques alfil · f2 blanques peó · g2 blanques peó · a1 blanques torre · e1 blanques rei · h1 blanques torre | c8 negres rei · d8 negres torre · g8 negres cavall · h8 negres torre · a7 negres peó · b7 negres peó · d7 negres cavall · f7 negres peó · g7 negres peó · h7 negres peó · c6 negres peó · e6 negres peó · a5 negres dama · b4 negres alfil · d4 blanques peó · f4 blanques alfil · a3 blanques peó · c3 blanques cavall · f3 blanques dama · h3 blanques peó · b2 blanques peó · c2 blanques peó · e2 blanques alfil · f2 blanques peó · g2 blanques peó · a1 blanques torre · e1 blanques rei · h1 blanques torre | c8 negres rei · d8 negres torre · g8 negres cavall · h8 negres torre · a7 negres peó · b7 negres peó · d7 negres cavall · f7 negres peó · g7 negres peó · h7 negres peó · c6 negres peó · e6 negres peó · a5 negres dama · b4 negres alfil · d4 blanques peó · f4 blanques alfil · a3 blanques peó · c3 blanques cavall · f3 blanques dama · h3 blanques peó · b2 blanques peó · c2 blanques peó · e2 blanques alfil · f2 blanques peó · g2 blanques peó · a1 blanques torre · e1 blanques rei · h1 blanques torre | c8 negres rei · d8 negres torre · g8 negres cavall · h8 negres torre · a7 negres peó · b7 negres peó · d7 negres cavall · f7 negres peó · g7 negres peó · h7 negres peó · c6 negres peó · e6 negres peó · a5 negres dama · b4 negres alfil · d4 blanques peó · f4 blanques alfil · a3 blanques peó · c3 blanques cavall · f3 blanques dama · h3 blanques peó · b2 blanques peó · c2 blanques peó · e2 blanques alfil · f2 blanques peó · g2 blanques peó · a1 blanques torre · e1 blanques rei · h1 blanques torre | c8 negres rei · d8 negres torre · g8 negres cavall · h8 negres torre · a7 negres peó · b7 negres peó · d7 negres cavall · f7 negres peó · g7 negres peó · h7 negres peó · c6 negres peó · e6 negres peó · a5 negres dama · b4 negres alfil · d4 blanques peó · f4 blanques alfil · a3 blanques peó · c3 blanques cavall · f3 blanques dama · h3 blanques peó · b2 blanques peó · c2 blanques peó · e2 blanques alfil · f2 blanques peó · g2 blanques peó · a1 blanques torre · e1 blanques rei · h1 blanques torre | 5 |
| 4 | c8 negres rei · d8 negres torre · g8 negres cavall · h8 negres torre · a7 negres peó · b7 negres peó · d7 negres cavall · f7 negres peó · g7 negres peó · h7 negres peó · c6 negres peó · e6 negres peó · a5 negres dama · b4 negres alfil · d4 blanques peó · f4 blanques alfil · a3 blanques peó · c3 blanques cavall · f3 blanques dama · h3 blanques peó · b2 blanques peó · c2 blanques peó · e2 blanques alfil · f2 blanques peó · g2 blanques peó · a1 blanques torre · e1 blanques rei · h1 blanques torre | c8 negres rei · d8 negres torre · g8 negres cavall · h8 negres torre · a7 negres peó · b7 negres peó · d7 negres cavall · f7 negres peó · g7 negres peó · h7 negres peó · c6 negres peó · e6 negres peó · a5 negres dama · b4 negres alfil · d4 blanques peó · f4 blanques alfil · a3 blanques peó · c3 blanques cavall · f3 blanques dama · h3 blanques peó · b2 blanques peó · c2 blanques peó · e2 blanques alfil · f2 blanques peó · g2 blanques peó · a1 blanques torre · e1 blanques rei · h1 blanques torre | c8 negres rei · d8 negres torre · g8 negres cavall · h8 negres torre · a7 negres peó · b7 negres peó · d7 negres cavall · f7 negres peó · g7 negres peó · h7 negres peó · c6 negres peó · e6 negres peó · a5 negres dama · b4 negres alfil · d4 blanques peó · f4 blanques alfil · a3 blanques peó · c3 blanques cavall · f3 blanques dama · h3 blanques peó · b2 blanques peó · c2 blanques peó · e2 blanques alfil · f2 blanques peó · g2 blanques peó · a1 blanques torre · e1 blanques rei · h1 blanques torre | c8 negres rei · d8 negres torre · g8 negres cavall · h8 negres torre · a7 negres peó · b7 negres peó · d7 negres cavall · f7 negres peó · g7 negres peó · h7 negres peó · c6 negres peó · e6 negres peó · a5 negres dama · b4 negres alfil · d4 blanques peó · f4 blanques alfil · a3 blanques peó · c3 blanques cavall · f3 blanques dama · h3 blanques peó · b2 blanques peó · c2 blanques peó · e2 blanques alfil · f2 blanques peó · g2 blanques peó · a1 blanques torre · e1 blanques rei · h1 blanques torre | c8 negres rei · d8 negres torre · g8 negres cavall · h8 negres torre · a7 negres peó · b7 negres peó · d7 negres cavall · f7 negres peó · g7 negres peó · h7 negres peó · c6 negres peó · e6 negres peó · a5 negres dama · b4 negres alfil · d4 blanques peó · f4 blanques alfil · a3 blanques peó · c3 blanques cavall · f3 blanques dama · h3 blanques peó · b2 blanques peó · c2 blanques peó · e2 blanques alfil · f2 blanques peó · g2 blanques peó · a1 blanques torre · e1 blanques rei · h1 blanques torre | c8 negres rei · d8 negres torre · g8 negres cavall · h8 negres torre · a7 negres peó · b7 negres peó · d7 negres cavall · f7 negres peó · g7 negres peó · h7 negres peó · c6 negres peó · e6 negres peó · a5 negres dama · b4 negres alfil · d4 blanques peó · f4 blanques alfil · a3 blanques peó · c3 blanques cavall · f3 blanques dama · h3 blanques peó · b2 blanques peó · c2 blanques peó · e2 blanques alfil · f2 blanques peó · g2 blanques peó · a1 blanques torre · e1 blanques rei · h1 blanques torre | c8 negres rei · d8 negres torre · g8 negres cavall · h8 negres torre · a7 negres peó · b7 negres peó · d7 negres cavall · f7 negres peó · g7 negres peó · h7 negres peó · c6 negres peó · e6 negres peó · a5 negres dama · b4 negres alfil · d4 blanques peó · f4 blanques alfil · a3 blanques peó · c3 blanques cavall · f3 blanques dama · h3 blanques peó · b2 blanques peó · c2 blanques peó · e2 blanques alfil · f2 blanques peó · g2 blanques peó · a1 blanques torre · e1 blanques rei · h1 blanques torre | c8 negres rei · d8 negres torre · g8 negres cavall · h8 negres torre · a7 negres peó · b7 negres peó · d7 negres cavall · f7 negres peó · g7 negres peó · h7 negres peó · c6 negres peó · e6 negres peó · a5 negres dama · b4 negres alfil · d4 blanques peó · f4 blanques alfil · a3 blanques peó · c3 blanques cavall · f3 blanques dama · h3 blanques peó · b2 blanques peó · c2 blanques peó · e2 blanques alfil · f2 blanques peó · g2 blanques peó · a1 blanques torre · e1 blanques rei · h1 blanques torre | 4 |
| 3 | c8 negres rei · d8 negres torre · g8 negres cavall · h8 negres torre · a7 negres peó · b7 negres peó · d7 negres cavall · f7 negres peó · g7 negres peó · h7 negres peó · c6 negres peó · e6 negres peó · a5 negres dama · b4 negres alfil · d4 blanques peó · f4 blanques alfil · a3 blanques peó · c3 blanques cavall · f3 blanques dama · h3 blanques peó · b2 blanques peó · c2 blanques peó · e2 blanques alfil · f2 blanques peó · g2 blanques peó · a1 blanques torre · e1 blanques rei · h1 blanques torre | c8 negres rei · d8 negres torre · g8 negres cavall · h8 negres torre · a7 negres peó · b7 negres peó · d7 negres cavall · f7 negres peó · g7 negres peó · h7 negres peó · c6 negres peó · e6 negres peó · a5 negres dama · b4 negres alfil · d4 blanques peó · f4 blanques alfil · a3 blanques peó · c3 blanques cavall · f3 blanques dama · h3 blanques peó · b2 blanques peó · c2 blanques peó · e2 blanques alfil · f2 blanques peó · g2 blanques peó · a1 blanques torre · e1 blanques rei · h1 blanques torre | c8 negres rei · d8 negres torre · g8 negres cavall · h8 negres torre · a7 negres peó · b7 negres peó · d7 negres cavall · f7 negres peó · g7 negres peó · h7 negres peó · c6 negres peó · e6 negres peó · a5 negres dama · b4 negres alfil · d4 blanques peó · f4 blanques alfil · a3 blanques peó · c3 blanques cavall · f3 blanques dama · h3 blanques peó · b2 blanques peó · c2 blanques peó · e2 blanques alfil · f2 blanques peó · g2 blanques peó · a1 blanques torre · e1 blanques rei · h1 blanques torre | c8 negres rei · d8 negres torre · g8 negres cavall · h8 negres torre · a7 negres peó · b7 negres peó · d7 negres cavall · f7 negres peó · g7 negres peó · h7 negres peó · c6 negres peó · e6 negres peó · a5 negres dama · b4 negres alfil · d4 blanques peó · f4 blanques alfil · a3 blanques peó · c3 blanques cavall · f3 blanques dama · h3 blanques peó · b2 blanques peó · c2 blanques peó · e2 blanques alfil · f2 blanques peó · g2 blanques peó · a1 blanques torre · e1 blanques rei · h1 blanques torre | c8 negres rei · d8 negres torre · g8 negres cavall · h8 negres torre · a7 negres peó · b7 negres peó · d7 negres cavall · f7 negres peó · g7 negres peó · h7 negres peó · c6 negres peó · e6 negres peó · a5 negres dama · b4 negres alfil · d4 blanques peó · f4 blanques alfil · a3 blanques peó · c3 blanques cavall · f3 blanques dama · h3 blanques peó · b2 blanques peó · c2 blanques peó · e2 blanques alfil · f2 blanques peó · g2 blanques peó · a1 blanques torre · e1 blanques rei · h1 blanques torre | c8 negres rei · d8 negres torre · g8 negres cavall · h8 negres torre · a7 negres peó · b7 negres peó · d7 negres cavall · f7 negres peó · g7 negres peó · h7 negres peó · c6 negres peó · e6 negres peó · a5 negres dama · b4 negres alfil · d4 blanques peó · f4 blanques alfil · a3 blanques peó · c3 blanques cavall · f3 blanques dama · h3 blanques peó · b2 blanques peó · c2 blanques peó · e2 blanques alfil · f2 blanques peó · g2 blanques peó · a1 blanques torre · e1 blanques rei · h1 blanques torre | c8 negres rei · d8 negres torre · g8 negres cavall · h8 negres torre · a7 negres peó · b7 negres peó · d7 negres cavall · f7 negres peó · g7 negres peó · h7 negres peó · c6 negres peó · e6 negres peó · a5 negres dama · b4 negres alfil · d4 blanques peó · f4 blanques alfil · a3 blanques peó · c3 blanques cavall · f3 blanques dama · h3 blanques peó · b2 blanques peó · c2 blanques peó · e2 blanques alfil · f2 blanques peó · g2 blanques peó · a1 blanques torre · e1 blanques rei · h1 blanques torre | c8 negres rei · d8 negres torre · g8 negres cavall · h8 negres torre · a7 negres peó · b7 negres peó · d7 negres cavall · f7 negres peó · g7 negres peó · h7 negres peó · c6 negres peó · e6 negres peó · a5 negres dama · b4 negres alfil · d4 blanques peó · f4 blanques alfil · a3 blanques peó · c3 blanques cavall · f3 blanques dama · h3 blanques peó · b2 blanques peó · c2 blanques peó · e2 blanques alfil · f2 blanques peó · g2 blanques peó · a1 blanques torre · e1 blanques rei · h1 blanques torre | 3 |
| 2 | c8 negres rei · d8 negres torre · g8 negres cavall · h8 negres torre · a7 negres peó · b7 negres peó · d7 negres cavall · f7 negres peó · g7 negres peó · h7 negres peó · c6 negres peó · e6 negres peó · a5 negres dama · b4 negres alfil · d4 blanques peó · f4 blanques alfil · a3 blanques peó · c3 blanques cavall · f3 blanques dama · h3 blanques peó · b2 blanques peó · c2 blanques peó · e2 blanques alfil · f2 blanques peó · g2 blanques peó · a1 blanques torre · e1 blanques rei · h1 blanques torre | c8 negres rei · d8 negres torre · g8 negres cavall · h8 negres torre · a7 negres peó · b7 negres peó · d7 negres cavall · f7 negres peó · g7 negres peó · h7 negres peó · c6 negres peó · e6 negres peó · a5 negres dama · b4 negres alfil · d4 blanques peó · f4 blanques alfil · a3 blanques peó · c3 blanques cavall · f3 blanques dama · h3 blanques peó · b2 blanques peó · c2 blanques peó · e2 blanques alfil · f2 blanques peó · g2 blanques peó · a1 blanques torre · e1 blanques rei · h1 blanques torre | c8 negres rei · d8 negres torre · g8 negres cavall · h8 negres torre · a7 negres peó · b7 negres peó · d7 negres cavall · f7 negres peó · g7 negres peó · h7 negres peó · c6 negres peó · e6 negres peó · a5 negres dama · b4 negres alfil · d4 blanques peó · f4 blanques alfil · a3 blanques peó · c3 blanques cavall · f3 blanques dama · h3 blanques peó · b2 blanques peó · c2 blanques peó · e2 blanques alfil · f2 blanques peó · g2 blanques peó · a1 blanques torre · e1 blanques rei · h1 blanques torre | c8 negres rei · d8 negres torre · g8 negres cavall · h8 negres torre · a7 negres peó · b7 negres peó · d7 negres cavall · f7 negres peó · g7 negres peó · h7 negres peó · c6 negres peó · e6 negres peó · a5 negres dama · b4 negres alfil · d4 blanques peó · f4 blanques alfil · a3 blanques peó · c3 blanques cavall · f3 blanques dama · h3 blanques peó · b2 blanques peó · c2 blanques peó · e2 blanques alfil · f2 blanques peó · g2 blanques peó · a1 blanques torre · e1 blanques rei · h1 blanques torre | c8 negres rei · d8 negres torre · g8 negres cavall · h8 negres torre · a7 negres peó · b7 negres peó · d7 negres cavall · f7 negres peó · g7 negres peó · h7 negres peó · c6 negres peó · e6 negres peó · a5 negres dama · b4 negres alfil · d4 blanques peó · f4 blanques alfil · a3 blanques peó · c3 blanques cavall · f3 blanques dama · h3 blanques peó · b2 blanques peó · c2 blanques peó · e2 blanques alfil · f2 blanques peó · g2 blanques peó · a1 blanques torre · e1 blanques rei · h1 blanques torre | c8 negres rei · d8 negres torre · g8 negres cavall · h8 negres torre · a7 negres peó · b7 negres peó · d7 negres cavall · f7 negres peó · g7 negres peó · h7 negres peó · c6 negres peó · e6 negres peó · a5 negres dama · b4 negres alfil · d4 blanques peó · f4 blanques alfil · a3 blanques peó · c3 blanques cavall · f3 blanques dama · h3 blanques peó · b2 blanques peó · c2 blanques peó · e2 blanques alfil · f2 blanques peó · g2 blanques peó · a1 blanques torre · e1 blanques rei · h1 blanques torre | c8 negres rei · d8 negres torre · g8 negres cavall · h8 negres torre · a7 negres peó · b7 negres peó · d7 negres cavall · f7 negres peó · g7 negres peó · h7 negres peó · c6 negres peó · e6 negres peó · a5 negres dama · b4 negres alfil · d4 blanques peó · f4 blanques alfil · a3 blanques peó · c3 blanques cavall · f3 blanques dama · h3 blanques peó · b2 blanques peó · c2 blanques peó · e2 blanques alfil · f2 blanques peó · g2 blanques peó · a1 blanques torre · e1 blanques rei · h1 blanques torre | c8 negres rei · d8 negres torre · g8 negres cavall · h8 negres torre · a7 negres peó · b7 negres peó · d7 negres cavall · f7 negres peó · g7 negres peó · h7 negres peó · c6 negres peó · e6 negres peó · a5 negres dama · b4 negres alfil · d4 blanques peó · f4 blanques alfil · a3 blanques peó · c3 blanques cavall · f3 blanques dama · h3 blanques peó · b2 blanques peó · c2 blanques peó · e2 blanques alfil · f2 blanques peó · g2 blanques peó · a1 blanques torre · e1 blanques rei · h1 blanques torre | 2 |
| 1 | c8 negres rei · d8 negres torre · g8 negres cavall · h8 negres torre · a7 negres peó · b7 negres peó · d7 negres cavall · f7 negres peó · g7 negres peó · h7 negres peó · c6 negres peó · e6 negres peó · a5 negres dama · b4 negres alfil · d4 blanques peó · f4 blanques alfil · a3 blanques peó · c3 blanques cavall · f3 blanques dama · h3 blanques peó · b2 blanques peó · c2 blanques peó · e2 blanques alfil · f2 blanques peó · g2 blanques peó · a1 blanques torre · e1 blanques rei · h1 blanques torre | c8 negres rei · d8 negres torre · g8 negres cavall · h8 negres torre · a7 negres peó · b7 negres peó · d7 negres cavall · f7 negres peó · g7 negres peó · h7 negres peó · c6 negres peó · e6 negres peó · a5 negres dama · b4 negres alfil · d4 blanques peó · f4 blanques alfil · a3 blanques peó · c3 blanques cavall · f3 blanques dama · h3 blanques peó · b2 blanques peó · c2 blanques peó · e2 blanques alfil · f2 blanques peó · g2 blanques peó · a1 blanques torre · e1 blanques rei · h1 blanques torre | c8 negres rei · d8 negres torre · g8 negres cavall · h8 negres torre · a7 negres peó · b7 negres peó · d7 negres cavall · f7 negres peó · g7 negres peó · h7 negres peó · c6 negres peó · e6 negres peó · a5 negres dama · b4 negres alfil · d4 blanques peó · f4 blanques alfil · a3 blanques peó · c3 blanques cavall · f3 blanques dama · h3 blanques peó · b2 blanques peó · c2 blanques peó · e2 blanques alfil · f2 blanques peó · g2 blanques peó · a1 blanques torre · e1 blanques rei · h1 blanques torre | c8 negres rei · d8 negres torre · g8 negres cavall · h8 negres torre · a7 negres peó · b7 negres peó · d7 negres cavall · f7 negres peó · g7 negres peó · h7 negres peó · c6 negres peó · e6 negres peó · a5 negres dama · b4 negres alfil · d4 blanques peó · f4 blanques alfil · a3 blanques peó · c3 blanques cavall · f3 blanques dama · h3 blanques peó · b2 blanques peó · c2 blanques peó · e2 blanques alfil · f2 blanques peó · g2 blanques peó · a1 blanques torre · e1 blanques rei · h1 blanques torre | c8 negres rei · d8 negres torre · g8 negres cavall · h8 negres torre · a7 negres peó · b7 negres peó · d7 negres cavall · f7 negres peó · g7 negres peó · h7 negres peó · c6 negres peó · e6 negres peó · a5 negres dama · b4 negres alfil · d4 blanques peó · f4 blanques alfil · a3 blanques peó · c3 blanques cavall · f3 blanques dama · h3 blanques peó · b2 blanques peó · c2 blanques peó · e2 blanques alfil · f2 blanques peó · g2 blanques peó · a1 blanques torre · e1 blanques rei · h1 blanques torre | c8 negres rei · d8 negres torre · g8 negres cavall · h8 negres torre · a7 negres peó · b7 negres peó · d7 negres cavall · f7 negres peó · g7 negres peó · h7 negres peó · c6 negres peó · e6 negres peó · a5 negres dama · b4 negres alfil · d4 blanques peó · f4 blanques alfil · a3 blanques peó · c3 blanques cavall · f3 blanques dama · h3 blanques peó · b2 blanques peó · c2 blanques peó · e2 blanques alfil · f2 blanques peó · g2 blanques peó · a1 blanques torre · e1 blanques rei · h1 blanques torre | c8 negres rei · d8 negres torre · g8 negres cavall · h8 negres torre · a7 negres peó · b7 negres peó · d7 negres cavall · f7 negres peó · g7 negres peó · h7 negres peó · c6 negres peó · e6 negres peó · a5 negres dama · b4 negres alfil · d4 blanques peó · f4 blanques alfil · a3 blanques peó · c3 blanques cavall · f3 blanques dama · h3 blanques peó · b2 blanques peó · c2 blanques peó · e2 blanques alfil · f2 blanques peó · g2 blanques peó · a1 blanques torre · e1 blanques rei · h1 blanques torre | c8 negres rei · d8 negres torre · g8 negres cavall · h8 negres torre · a7 negres peó · b7 negres peó · d7 negres cavall · f7 negres peó · g7 negres peó · h7 negres peó · c6 negres peó · e6 negres peó · a5 negres dama · b4 negres alfil · d4 blanques peó · f4 blanques alfil · a3 blanques peó · c3 blanques cavall · f3 blanques dama · h3 blanques peó · b2 blanques peó · c2 blanques peó · e2 blanques alfil · f2 blanques peó · g2 blanques peó · a1 blanques torre · e1 blanques rei · h1 blanques torre | 1 |
|   | a | b | c | d | e | f | g | h |   |

|   | a | b | c | d | e | f | g | h |   |
| 8 | c8 negres rei · d8 negres torre · g8 negres cavall · h8 negres torre · a7 negres peó · d7 negres cavall · f7 negres peó · g7 negres peó · h7 negres peó · a6 blanques alfil · c6 negres peó · e6 negres peó · b4 blanques peó · d4 blanques peó · f4 blanques alfil · c3 blanques cavall · h3 blanques peó · b2 blanques peó · c2 blanques peó · d2 blanques rei · f2 blanques peó · g2 blanques peó · h1 negres dama | c8 negres rei · d8 negres torre · g8 negres cavall · h8 negres torre · a7 negres peó · d7 negres cavall · f7 negres peó · g7 negres peó · h7 negres peó · a6 blanques alfil · c6 negres peó · e6 negres peó · b4 blanques peó · d4 blanques peó · f4 blanques alfil · c3 blanques cavall · h3 blanques peó · b2 blanques peó · c2 blanques peó · d2 blanques rei · f2 blanques peó · g2 blanques peó · h1 negres dama | c8 negres rei · d8 negres torre · g8 negres cavall · h8 negres torre · a7 negres peó · d7 negres cavall · f7 negres peó · g7 negres peó · h7 negres peó · a6 blanques alfil · c6 negres peó · e6 negres peó · b4 blanques peó · d4 blanques peó · f4 blanques alfil · c3 blanques cavall · h3 blanques peó · b2 blanques peó · c2 blanques peó · d2 blanques rei · f2 blanques peó · g2 blanques peó · h1 negres dama | c8 negres rei · d8 negres torre · g8 negres cavall · h8 negres torre · a7 negres peó · d7 negres cavall · f7 negres peó · g7 negres peó · h7 negres peó · a6 blanques alfil · c6 negres peó · e6 negres peó · b4 blanques peó · d4 blanques peó · f4 blanques alfil · c3 blanques cavall · h3 blanques peó · b2 blanques peó · c2 blanques peó · d2 blanques rei · f2 blanques peó · g2 blanques peó · h1 negres dama | c8 negres rei · d8 negres torre · g8 negres cavall · h8 negres torre · a7 negres peó · d7 negres cavall · f7 negres peó · g7 negres peó · h7 negres peó · a6 blanques alfil · c6 negres peó · e6 negres peó · b4 blanques peó · d4 blanques peó · f4 blanques alfil · c3 blanques cavall · h3 blanques peó · b2 blanques peó · c2 blanques peó · d2 blanques rei · f2 blanques peó · g2 blanques peó · h1 negres dama | c8 negres rei · d8 negres torre · g8 negres cavall · h8 negres torre · a7 negres peó · d7 negres cavall · f7 negres peó · g7 negres peó · h7 negres peó · a6 blanques alfil · c6 negres peó · e6 negres peó · b4 blanques peó · d4 blanques peó · f4 blanques alfil · c3 blanques cavall · h3 blanques peó · b2 blanques peó · c2 blanques peó · d2 blanques rei · f2 blanques peó · g2 blanques peó · h1 negres dama | c8 negres rei · d8 negres torre · g8 negres cavall · h8 negres torre · a7 negres peó · d7 negres cavall · f7 negres peó · g7 negres peó · h7 negres peó · a6 blanques alfil · c6 negres peó · e6 negres peó · b4 blanques peó · d4 blanques peó · f4 blanques alfil · c3 blanques cavall · h3 blanques peó · b2 blanques peó · c2 blanques peó · d2 blanques rei · f2 blanques peó · g2 blanques peó · h1 negres dama | c8 negres rei · d8 negres torre · g8 negres cavall · h8 negres torre · a7 negres peó · d7 negres cavall · f7 negres peó · g7 negres peó · h7 negres peó · a6 blanques alfil · c6 negres peó · e6 negres peó · b4 blanques peó · d4 blanques peó · f4 blanques alfil · c3 blanques cavall · h3 blanques peó · b2 blanques peó · c2 blanques peó · d2 blanques rei · f2 blanques peó · g2 blanques peó · h1 negres dama | 8 |
| 7 | c8 negres rei · d8 negres torre · g8 negres cavall · h8 negres torre · a7 negres peó · d7 negres cavall · f7 negres peó · g7 negres peó · h7 negres peó · a6 blanques alfil · c6 negres peó · e6 negres peó · b4 blanques peó · d4 blanques peó · f4 blanques alfil · c3 blanques cavall · h3 blanques peó · b2 blanques peó · c2 blanques peó · d2 blanques rei · f2 blanques peó · g2 blanques peó · h1 negres dama | c8 negres rei · d8 negres torre · g8 negres cavall · h8 negres torre · a7 negres peó · d7 negres cavall · f7 negres peó · g7 negres peó · h7 negres peó · a6 blanques alfil · c6 negres peó · e6 negres peó · b4 blanques peó · d4 blanques peó · f4 blanques alfil · c3 blanques cavall · h3 blanques peó · b2 blanques peó · c2 blanques peó · d2 blanques rei · f2 blanques peó · g2 blanques peó · h1 negres dama | c8 negres rei · d8 negres torre · g8 negres cavall · h8 negres torre · a7 negres peó · d7 negres cavall · f7 negres peó · g7 negres peó · h7 negres peó · a6 blanques alfil · c6 negres peó · e6 negres peó · b4 blanques peó · d4 blanques peó · f4 blanques alfil · c3 blanques cavall · h3 blanques peó · b2 blanques peó · c2 blanques peó · d2 blanques rei · f2 blanques peó · g2 blanques peó · h1 negres dama | c8 negres rei · d8 negres torre · g8 negres cavall · h8 negres torre · a7 negres peó · d7 negres cavall · f7 negres peó · g7 negres peó · h7 negres peó · a6 blanques alfil · c6 negres peó · e6 negres peó · b4 blanques peó · d4 blanques peó · f4 blanques alfil · c3 blanques cavall · h3 blanques peó · b2 blanques peó · c2 blanques peó · d2 blanques rei · f2 blanques peó · g2 blanques peó · h1 negres dama | c8 negres rei · d8 negres torre · g8 negres cavall · h8 negres torre · a7 negres peó · d7 negres cavall · f7 negres peó · g7 negres peó · h7 negres peó · a6 blanques alfil · c6 negres peó · e6 negres peó · b4 blanques peó · d4 blanques peó · f4 blanques alfil · c3 blanques cavall · h3 blanques peó · b2 blanques peó · c2 blanques peó · d2 blanques rei · f2 blanques peó · g2 blanques peó · h1 negres dama | c8 negres rei · d8 negres torre · g8 negres cavall · h8 negres torre · a7 negres peó · d7 negres cavall · f7 negres peó · g7 negres peó · h7 negres peó · a6 blanques alfil · c6 negres peó · e6 negres peó · b4 blanques peó · d4 blanques peó · f4 blanques alfil · c3 blanques cavall · h3 blanques peó · b2 blanques peó · c2 blanques peó · d2 blanques rei · f2 blanques peó · g2 blanques peó · h1 negres dama | c8 negres rei · d8 negres torre · g8 negres cavall · h8 negres torre · a7 negres peó · d7 negres cavall · f7 negres peó · g7 negres peó · h7 negres peó · a6 blanques alfil · c6 negres peó · e6 negres peó · b4 blanques peó · d4 blanques peó · f4 blanques alfil · c3 blanques cavall · h3 blanques peó · b2 blanques peó · c2 blanques peó · d2 blanques rei · f2 blanques peó · g2 blanques peó · h1 negres dama | c8 negres rei · d8 negres torre · g8 negres cavall · h8 negres torre · a7 negres peó · d7 negres cavall · f7 negres peó · g7 negres peó · h7 negres peó · a6 blanques alfil · c6 negres peó · e6 negres peó · b4 blanques peó · d4 blanques peó · f4 blanques alfil · c3 blanques cavall · h3 blanques peó · b2 blanques peó · c2 blanques peó · d2 blanques rei · f2 blanques peó · g2 blanques peó · h1 negres dama | 7 |
| 6 | c8 negres rei · d8 negres torre · g8 negres cavall · h8 negres torre · a7 negres peó · d7 negres cavall · f7 negres peó · g7 negres peó · h7 negres peó · a6 blanques alfil · c6 negres peó · e6 negres peó · b4 blanques peó · d4 blanques peó · f4 blanques alfil · c3 blanques cavall · h3 blanques peó · b2 blanques peó · c2 blanques peó · d2 blanques rei · f2 blanques peó · g2 blanques peó · h1 negres dama | c8 negres rei · d8 negres torre · g8 negres cavall · h8 negres torre · a7 negres peó · d7 negres cavall · f7 negres peó · g7 negres peó · h7 negres peó · a6 blanques alfil · c6 negres peó · e6 negres peó · b4 blanques peó · d4 blanques peó · f4 blanques alfil · c3 blanques cavall · h3 blanques peó · b2 blanques peó · c2 blanques peó · d2 blanques rei · f2 blanques peó · g2 blanques peó · h1 negres dama | c8 negres rei · d8 negres torre · g8 negres cavall · h8 negres torre · a7 negres peó · d7 negres cavall · f7 negres peó · g7 negres peó · h7 negres peó · a6 blanques alfil · c6 negres peó · e6 negres peó · b4 blanques peó · d4 blanques peó · f4 blanques alfil · c3 blanques cavall · h3 blanques peó · b2 blanques peó · c2 blanques peó · d2 blanques rei · f2 blanques peó · g2 blanques peó · h1 negres dama | c8 negres rei · d8 negres torre · g8 negres cavall · h8 negres torre · a7 negres peó · d7 negres cavall · f7 negres peó · g7 negres peó · h7 negres peó · a6 blanques alfil · c6 negres peó · e6 negres peó · b4 blanques peó · d4 blanques peó · f4 blanques alfil · c3 blanques cavall · h3 blanques peó · b2 blanques peó · c2 blanques peó · d2 blanques rei · f2 blanques peó · g2 blanques peó · h1 negres dama | c8 negres rei · d8 negres torre · g8 negres cavall · h8 negres torre · a7 negres peó · d7 negres cavall · f7 negres peó · g7 negres peó · h7 negres peó · a6 blanques alfil · c6 negres peó · e6 negres peó · b4 blanques peó · d4 blanques peó · f4 blanques alfil · c3 blanques cavall · h3 blanques peó · b2 blanques peó · c2 blanques peó · d2 blanques rei · f2 blanques peó · g2 blanques peó · h1 negres dama | c8 negres rei · d8 negres torre · g8 negres cavall · h8 negres torre · a7 negres peó · d7 negres cavall · f7 negres peó · g7 negres peó · h7 negres peó · a6 blanques alfil · c6 negres peó · e6 negres peó · b4 blanques peó · d4 blanques peó · f4 blanques alfil · c3 blanques cavall · h3 blanques peó · b2 blanques peó · c2 blanques peó · d2 blanques rei · f2 blanques peó · g2 blanques peó · h1 negres dama | c8 negres rei · d8 negres torre · g8 negres cavall · h8 negres torre · a7 negres peó · d7 negres cavall · f7 negres peó · g7 negres peó · h7 negres peó · a6 blanques alfil · c6 negres peó · e6 negres peó · b4 blanques peó · d4 blanques peó · f4 blanques alfil · c3 blanques cavall · h3 blanques peó · b2 blanques peó · c2 blanques peó · d2 blanques rei · f2 blanques peó · g2 blanques peó · h1 negres dama | c8 negres rei · d8 negres torre · g8 negres cavall · h8 negres torre · a7 negres peó · d7 negres cavall · f7 negres peó · g7 negres peó · h7 negres peó · a6 blanques alfil · c6 negres peó · e6 negres peó · b4 blanques peó · d4 blanques peó · f4 blanques alfil · c3 blanques cavall · h3 blanques peó · b2 blanques peó · c2 blanques peó · d2 blanques rei · f2 blanques peó · g2 blanques peó · h1 negres dama | 6 |
| 5 | c8 negres rei · d8 negres torre · g8 negres cavall · h8 negres torre · a7 negres peó · d7 negres cavall · f7 negres peó · g7 negres peó · h7 negres peó · a6 blanques alfil · c6 negres peó · e6 negres peó · b4 blanques peó · d4 blanques peó · f4 blanques alfil · c3 blanques cavall · h3 blanques peó · b2 blanques peó · c2 blanques peó · d2 blanques rei · f2 blanques peó · g2 blanques peó · h1 negres dama | c8 negres rei · d8 negres torre · g8 negres cavall · h8 negres torre · a7 negres peó · d7 negres cavall · f7 negres peó · g7 negres peó · h7 negres peó · a6 blanques alfil · c6 negres peó · e6 negres peó · b4 blanques peó · d4 blanques peó · f4 blanques alfil · c3 blanques cavall · h3 blanques peó · b2 blanques peó · c2 blanques peó · d2 blanques rei · f2 blanques peó · g2 blanques peó · h1 negres dama | c8 negres rei · d8 negres torre · g8 negres cavall · h8 negres torre · a7 negres peó · d7 negres cavall · f7 negres peó · g7 negres peó · h7 negres peó · a6 blanques alfil · c6 negres peó · e6 negres peó · b4 blanques peó · d4 blanques peó · f4 blanques alfil · c3 blanques cavall · h3 blanques peó · b2 blanques peó · c2 blanques peó · d2 blanques rei · f2 blanques peó · g2 blanques peó · h1 negres dama | c8 negres rei · d8 negres torre · g8 negres cavall · h8 negres torre · a7 negres peó · d7 negres cavall · f7 negres peó · g7 negres peó · h7 negres peó · a6 blanques alfil · c6 negres peó · e6 negres peó · b4 blanques peó · d4 blanques peó · f4 blanques alfil · c3 blanques cavall · h3 blanques peó · b2 blanques peó · c2 blanques peó · d2 blanques rei · f2 blanques peó · g2 blanques peó · h1 negres dama | c8 negres rei · d8 negres torre · g8 negres cavall · h8 negres torre · a7 negres peó · d7 negres cavall · f7 negres peó · g7 negres peó · h7 negres peó · a6 blanques alfil · c6 negres peó · e6 negres peó · b4 blanques peó · d4 blanques peó · f4 blanques alfil · c3 blanques cavall · h3 blanques peó · b2 blanques peó · c2 blanques peó · d2 blanques rei · f2 blanques peó · g2 blanques peó · h1 negres dama | c8 negres rei · d8 negres torre · g8 negres cavall · h8 negres torre · a7 negres peó · d7 negres cavall · f7 negres peó · g7 negres peó · h7 negres peó · a6 blanques alfil · c6 negres peó · e6 negres peó · b4 blanques peó · d4 blanques peó · f4 blanques alfil · c3 blanques cavall · h3 blanques peó · b2 blanques peó · c2 blanques peó · d2 blanques rei · f2 blanques peó · g2 blanques peó · h1 negres dama | c8 negres rei · d8 negres torre · g8 negres cavall · h8 negres torre · a7 negres peó · d7 negres cavall · f7 negres peó · g7 negres peó · h7 negres peó · a6 blanques alfil · c6 negres peó · e6 negres peó · b4 blanques peó · d4 blanques peó · f4 blanques alfil · c3 blanques cavall · h3 blanques peó · b2 blanques peó · c2 blanques peó · d2 blanques rei · f2 blanques peó · g2 blanques peó · h1 negres dama | c8 negres rei · d8 negres torre · g8 negres cavall · h8 negres torre · a7 negres peó · d7 negres cavall · f7 negres peó · g7 negres peó · h7 negres peó · a6 blanques alfil · c6 negres peó · e6 negres peó · b4 blanques peó · d4 blanques peó · f4 blanques alfil · c3 blanques cavall · h3 blanques peó · b2 blanques peó · c2 blanques peó · d2 blanques rei · f2 blanques peó · g2 blanques peó · h1 negres dama | 5 |
| 4 | c8 negres rei · d8 negres torre · g8 negres cavall · h8 negres torre · a7 negres peó · d7 negres cavall · f7 negres peó · g7 negres peó · h7 negres peó · a6 blanques alfil · c6 negres peó · e6 negres peó · b4 blanques peó · d4 blanques peó · f4 blanques alfil · c3 blanques cavall · h3 blanques peó · b2 blanques peó · c2 blanques peó · d2 blanques rei · f2 blanques peó · g2 blanques peó · h1 negres dama | c8 negres rei · d8 negres torre · g8 negres cavall · h8 negres torre · a7 negres peó · d7 negres cavall · f7 negres peó · g7 negres peó · h7 negres peó · a6 blanques alfil · c6 negres peó · e6 negres peó · b4 blanques peó · d4 blanques peó · f4 blanques alfil · c3 blanques cavall · h3 blanques peó · b2 blanques peó · c2 blanques peó · d2 blanques rei · f2 blanques peó · g2 blanques peó · h1 negres dama | c8 negres rei · d8 negres torre · g8 negres cavall · h8 negres torre · a7 negres peó · d7 negres cavall · f7 negres peó · g7 negres peó · h7 negres peó · a6 blanques alfil · c6 negres peó · e6 negres peó · b4 blanques peó · d4 blanques peó · f4 blanques alfil · c3 blanques cavall · h3 blanques peó · b2 blanques peó · c2 blanques peó · d2 blanques rei · f2 blanques peó · g2 blanques peó · h1 negres dama | c8 negres rei · d8 negres torre · g8 negres cavall · h8 negres torre · a7 negres peó · d7 negres cavall · f7 negres peó · g7 negres peó · h7 negres peó · a6 blanques alfil · c6 negres peó · e6 negres peó · b4 blanques peó · d4 blanques peó · f4 blanques alfil · c3 blanques cavall · h3 blanques peó · b2 blanques peó · c2 blanques peó · d2 blanques rei · f2 blanques peó · g2 blanques peó · h1 negres dama | c8 negres rei · d8 negres torre · g8 negres cavall · h8 negres torre · a7 negres peó · d7 negres cavall · f7 negres peó · g7 negres peó · h7 negres peó · a6 blanques alfil · c6 negres peó · e6 negres peó · b4 blanques peó · d4 blanques peó · f4 blanques alfil · c3 blanques cavall · h3 blanques peó · b2 blanques peó · c2 blanques peó · d2 blanques rei · f2 blanques peó · g2 blanques peó · h1 negres dama | c8 negres rei · d8 negres torre · g8 negres cavall · h8 negres torre · a7 negres peó · d7 negres cavall · f7 negres peó · g7 negres peó · h7 negres peó · a6 blanques alfil · c6 negres peó · e6 negres peó · b4 blanques peó · d4 blanques peó · f4 blanques alfil · c3 blanques cavall · h3 blanques peó · b2 blanques peó · c2 blanques peó · d2 blanques rei · f2 blanques peó · g2 blanques peó · h1 negres dama | c8 negres rei · d8 negres torre · g8 negres cavall · h8 negres torre · a7 negres peó · d7 negres cavall · f7 negres peó · g7 negres peó · h7 negres peó · a6 blanques alfil · c6 negres peó · e6 negres peó · b4 blanques peó · d4 blanques peó · f4 blanques alfil · c3 blanques cavall · h3 blanques peó · b2 blanques peó · c2 blanques peó · d2 blanques rei · f2 blanques peó · g2 blanques peó · h1 negres dama | c8 negres rei · d8 negres torre · g8 negres cavall · h8 negres torre · a7 negres peó · d7 negres cavall · f7 negres peó · g7 negres peó · h7 negres peó · a6 blanques alfil · c6 negres peó · e6 negres peó · b4 blanques peó · d4 blanques peó · f4 blanques alfil · c3 blanques cavall · h3 blanques peó · b2 blanques peó · c2 blanques peó · d2 blanques rei · f2 blanques peó · g2 blanques peó · h1 negres dama | 4 |
| 3 | c8 negres rei · d8 negres torre · g8 negres cavall · h8 negres torre · a7 negres peó · d7 negres cavall · f7 negres peó · g7 negres peó · h7 negres peó · a6 blanques alfil · c6 negres peó · e6 negres peó · b4 blanques peó · d4 blanques peó · f4 blanques alfil · c3 blanques cavall · h3 blanques peó · b2 blanques peó · c2 blanques peó · d2 blanques rei · f2 blanques peó · g2 blanques peó · h1 negres dama | c8 negres rei · d8 negres torre · g8 negres cavall · h8 negres torre · a7 negres peó · d7 negres cavall · f7 negres peó · g7 negres peó · h7 negres peó · a6 blanques alfil · c6 negres peó · e6 negres peó · b4 blanques peó · d4 blanques peó · f4 blanques alfil · c3 blanques cavall · h3 blanques peó · b2 blanques peó · c2 blanques peó · d2 blanques rei · f2 blanques peó · g2 blanques peó · h1 negres dama | c8 negres rei · d8 negres torre · g8 negres cavall · h8 negres torre · a7 negres peó · d7 negres cavall · f7 negres peó · g7 negres peó · h7 negres peó · a6 blanques alfil · c6 negres peó · e6 negres peó · b4 blanques peó · d4 blanques peó · f4 blanques alfil · c3 blanques cavall · h3 blanques peó · b2 blanques peó · c2 blanques peó · d2 blanques rei · f2 blanques peó · g2 blanques peó · h1 negres dama | c8 negres rei · d8 negres torre · g8 negres cavall · h8 negres torre · a7 negres peó · d7 negres cavall · f7 negres peó · g7 negres peó · h7 negres peó · a6 blanques alfil · c6 negres peó · e6 negres peó · b4 blanques peó · d4 blanques peó · f4 blanques alfil · c3 blanques cavall · h3 blanques peó · b2 blanques peó · c2 blanques peó · d2 blanques rei · f2 blanques peó · g2 blanques peó · h1 negres dama | c8 negres rei · d8 negres torre · g8 negres cavall · h8 negres torre · a7 negres peó · d7 negres cavall · f7 negres peó · g7 negres peó · h7 negres peó · a6 blanques alfil · c6 negres peó · e6 negres peó · b4 blanques peó · d4 blanques peó · f4 blanques alfil · c3 blanques cavall · h3 blanques peó · b2 blanques peó · c2 blanques peó · d2 blanques rei · f2 blanques peó · g2 blanques peó · h1 negres dama | c8 negres rei · d8 negres torre · g8 negres cavall · h8 negres torre · a7 negres peó · d7 negres cavall · f7 negres peó · g7 negres peó · h7 negres peó · a6 blanques alfil · c6 negres peó · e6 negres peó · b4 blanques peó · d4 blanques peó · f4 blanques alfil · c3 blanques cavall · h3 blanques peó · b2 blanques peó · c2 blanques peó · d2 blanques rei · f2 blanques peó · g2 blanques peó · h1 negres dama | c8 negres rei · d8 negres torre · g8 negres cavall · h8 negres torre · a7 negres peó · d7 negres cavall · f7 negres peó · g7 negres peó · h7 negres peó · a6 blanques alfil · c6 negres peó · e6 negres peó · b4 blanques peó · d4 blanques peó · f4 blanques alfil · c3 blanques cavall · h3 blanques peó · b2 blanques peó · c2 blanques peó · d2 blanques rei · f2 blanques peó · g2 blanques peó · h1 negres dama | c8 negres rei · d8 negres torre · g8 negres cavall · h8 negres torre · a7 negres peó · d7 negres cavall · f7 negres peó · g7 negres peó · h7 negres peó · a6 blanques alfil · c6 negres peó · e6 negres peó · b4 blanques peó · d4 blanques peó · f4 blanques alfil · c3 blanques cavall · h3 blanques peó · b2 blanques peó · c2 blanques peó · d2 blanques rei · f2 blanques peó · g2 blanques peó · h1 negres dama | 3 |
| 2 | c8 negres rei · d8 negres torre · g8 negres cavall · h8 negres torre · a7 negres peó · d7 negres cavall · f7 negres peó · g7 negres peó · h7 negres peó · a6 blanques alfil · c6 negres peó · e6 negres peó · b4 blanques peó · d4 blanques peó · f4 blanques alfil · c3 blanques cavall · h3 blanques peó · b2 blanques peó · c2 blanques peó · d2 blanques rei · f2 blanques peó · g2 blanques peó · h1 negres dama | c8 negres rei · d8 negres torre · g8 negres cavall · h8 negres torre · a7 negres peó · d7 negres cavall · f7 negres peó · g7 negres peó · h7 negres peó · a6 blanques alfil · c6 negres peó · e6 negres peó · b4 blanques peó · d4 blanques peó · f4 blanques alfil · c3 blanques cavall · h3 blanques peó · b2 blanques peó · c2 blanques peó · d2 blanques rei · f2 blanques peó · g2 blanques peó · h1 negres dama | c8 negres rei · d8 negres torre · g8 negres cavall · h8 negres torre · a7 negres peó · d7 negres cavall · f7 negres peó · g7 negres peó · h7 negres peó · a6 blanques alfil · c6 negres peó · e6 negres peó · b4 blanques peó · d4 blanques peó · f4 blanques alfil · c3 blanques cavall · h3 blanques peó · b2 blanques peó · c2 blanques peó · d2 blanques rei · f2 blanques peó · g2 blanques peó · h1 negres dama | c8 negres rei · d8 negres torre · g8 negres cavall · h8 negres torre · a7 negres peó · d7 negres cavall · f7 negres peó · g7 negres peó · h7 negres peó · a6 blanques alfil · c6 negres peó · e6 negres peó · b4 blanques peó · d4 blanques peó · f4 blanques alfil · c3 blanques cavall · h3 blanques peó · b2 blanques peó · c2 blanques peó · d2 blanques rei · f2 blanques peó · g2 blanques peó · h1 negres dama | c8 negres rei · d8 negres torre · g8 negres cavall · h8 negres torre · a7 negres peó · d7 negres cavall · f7 negres peó · g7 negres peó · h7 negres peó · a6 blanques alfil · c6 negres peó · e6 negres peó · b4 blanques peó · d4 blanques peó · f4 blanques alfil · c3 blanques cavall · h3 blanques peó · b2 blanques peó · c2 blanques peó · d2 blanques rei · f2 blanques peó · g2 blanques peó · h1 negres dama | c8 negres rei · d8 negres torre · g8 negres cavall · h8 negres torre · a7 negres peó · d7 negres cavall · f7 negres peó · g7 negres peó · h7 negres peó · a6 blanques alfil · c6 negres peó · e6 negres peó · b4 blanques peó · d4 blanques peó · f4 blanques alfil · c3 blanques cavall · h3 blanques peó · b2 blanques peó · c2 blanques peó · d2 blanques rei · f2 blanques peó · g2 blanques peó · h1 negres dama | c8 negres rei · d8 negres torre · g8 negres cavall · h8 negres torre · a7 negres peó · d7 negres cavall · f7 negres peó · g7 negres peó · h7 negres peó · a6 blanques alfil · c6 negres peó · e6 negres peó · b4 blanques peó · d4 blanques peó · f4 blanques alfil · c3 blanques cavall · h3 blanques peó · b2 blanques peó · c2 blanques peó · d2 blanques rei · f2 blanques peó · g2 blanques peó · h1 negres dama | c8 negres rei · d8 negres torre · g8 negres cavall · h8 negres torre · a7 negres peó · d7 negres cavall · f7 negres peó · g7 negres peó · h7 negres peó · a6 blanques alfil · c6 negres peó · e6 negres peó · b4 blanques peó · d4 blanques peó · f4 blanques alfil · c3 blanques cavall · h3 blanques peó · b2 blanques peó · c2 blanques peó · d2 blanques rei · f2 blanques peó · g2 blanques peó · h1 negres dama | 2 |
| 1 | c8 negres rei · d8 negres torre · g8 negres cavall · h8 negres torre · a7 negres peó · d7 negres cavall · f7 negres peó · g7 negres peó · h7 negres peó · a6 blanques alfil · c6 negres peó · e6 negres peó · b4 blanques peó · d4 blanques peó · f4 blanques alfil · c3 blanques cavall · h3 blanques peó · b2 blanques peó · c2 blanques peó · d2 blanques rei · f2 blanques peó · g2 blanques peó · h1 negres dama | c8 negres rei · d8 negres torre · g8 negres cavall · h8 negres torre · a7 negres peó · d7 negres cavall · f7 negres peó · g7 negres peó · h7 negres peó · a6 blanques alfil · c6 negres peó · e6 negres peó · b4 blanques peó · d4 blanques peó · f4 blanques alfil · c3 blanques cavall · h3 blanques peó · b2 blanques peó · c2 blanques peó · d2 blanques rei · f2 blanques peó · g2 blanques peó · h1 negres dama | c8 negres rei · d8 negres torre · g8 negres cavall · h8 negres torre · a7 negres peó · d7 negres cavall · f7 negres peó · g7 negres peó · h7 negres peó · a6 blanques alfil · c6 negres peó · e6 negres peó · b4 blanques peó · d4 blanques peó · f4 blanques alfil · c3 blanques cavall · h3 blanques peó · b2 blanques peó · c2 blanques peó · d2 blanques rei · f2 blanques peó · g2 blanques peó · h1 negres dama | c8 negres rei · d8 negres torre · g8 negres cavall · h8 negres torre · a7 negres peó · d7 negres cavall · f7 negres peó · g7 negres peó · h7 negres peó · a6 blanques alfil · c6 negres peó · e6 negres peó · b4 blanques peó · d4 blanques peó · f4 blanques alfil · c3 blanques cavall · h3 blanques peó · b2 blanques peó · c2 blanques peó · d2 blanques rei · f2 blanques peó · g2 blanques peó · h1 negres dama | c8 negres rei · d8 negres torre · g8 negres cavall · h8 negres torre · a7 negres peó · d7 negres cavall · f7 negres peó · g7 negres peó · h7 negres peó · a6 blanques alfil · c6 negres peó · e6 negres peó · b4 blanques peó · d4 blanques peó · f4 blanques alfil · c3 blanques cavall · h3 blanques peó · b2 blanques peó · c2 blanques peó · d2 blanques rei · f2 blanques peó · g2 blanques peó · h1 negres dama | c8 negres rei · d8 negres torre · g8 negres cavall · h8 negres torre · a7 negres peó · d7 negres cavall · f7 negres peó · g7 negres peó · h7 negres peó · a6 blanques alfil · c6 negres peó · e6 negres peó · b4 blanques peó · d4 blanques peó · f4 blanques alfil · c3 blanques cavall · h3 blanques peó · b2 blanques peó · c2 blanques peó · d2 blanques rei · f2 blanques peó · g2 blanques peó · h1 negres dama | c8 negres rei · d8 negres torre · g8 negres cavall · h8 negres torre · a7 negres peó · d7 negres cavall · f7 negres peó · g7 negres peó · h7 negres peó · a6 blanques alfil · c6 negres peó · e6 negres peó · b4 blanques peó · d4 blanques peó · f4 blanques alfil · c3 blanques cavall · h3 blanques peó · b2 blanques peó · c2 blanques peó · d2 blanques rei · f2 blanques peó · g2 blanques peó · h1 negres dama | c8 negres rei · d8 negres torre · g8 negres cavall · h8 negres torre · a7 negres peó · d7 negres cavall · f7 negres peó · g7 negres peó · h7 negres peó · a6 blanques alfil · c6 negres peó · e6 negres peó · b4 blanques peó · d4 blanques peó · f4 blanques alfil · c3 blanques cavall · h3 blanques peó · b2 blanques peó · c2 blanques peó · d2 blanques rei · f2 blanques peó · g2 blanques peó · h1 negres dama | 1 |
|   | a | b | c | d | e | f | g | h |   |

El mat de Boden s'ha produït en moltes partides posteriors, normalment, com en les partides de Boden i Horwitz, després que el rei perdedor hagi enrocat al flanc de dama, i que el bàndol guanyador prepari el mat amb un sacrifici de dama a c3 o c6.
Potser l'exemple més conegut del mat de Boden és l'anomenada Immortal peruana, Canal–NN, exhibició de simultànies, Budapest 1934: 1.e4 d5 2.exd5 Dxd5 3.Cc3 Da5 4.d4 c6 5.Cf3 Ag4 6.Af4 e6 7.h3 Axf3 8.Dxf3 Ab4 9.Ae2 Cd7 10.a3 O-O-O?? 11.axb4!! Dxa1+ 12.Rd2! Dxh1 13.Dxc6+! bxc6 14.Aa6#.

## Esquemes atípics
|   | a | b | c | d | e | f | g | h |   |
| 8 | a8 negres torre · c8 negres alfil · d8 negres dama · e8 negres rei · h8 negres torre · a7 negres peó · c7 negres peó · d7 negres cavall · f7 negres peó · g7 negres peó · b6 negres peó · e6 negres peó · f6 negres cavall · h6 negres peó · d4 blanques peó · a3 blanques alfil · c3 blanques peó · d3 blanques alfil · a2 blanques peó · c2 blanques peó · e2 blanques dama · f2 blanques peó · g2 blanques peó · h2 blanques peó · a1 blanques torre · e1 blanques rei · g1 blanques cavall · h1 blanques torre | a8 negres torre · c8 negres alfil · d8 negres dama · e8 negres rei · h8 negres torre · a7 negres peó · c7 negres peó · d7 negres cavall · f7 negres peó · g7 negres peó · b6 negres peó · e6 negres peó · f6 negres cavall · h6 negres peó · d4 blanques peó · a3 blanques alfil · c3 blanques peó · d3 blanques alfil · a2 blanques peó · c2 blanques peó · e2 blanques dama · f2 blanques peó · g2 blanques peó · h2 blanques peó · a1 blanques torre · e1 blanques rei · g1 blanques cavall · h1 blanques torre | a8 negres torre · c8 negres alfil · d8 negres dama · e8 negres rei · h8 negres torre · a7 negres peó · c7 negres peó · d7 negres cavall · f7 negres peó · g7 negres peó · b6 negres peó · e6 negres peó · f6 negres cavall · h6 negres peó · d4 blanques peó · a3 blanques alfil · c3 blanques peó · d3 blanques alfil · a2 blanques peó · c2 blanques peó · e2 blanques dama · f2 blanques peó · g2 blanques peó · h2 blanques peó · a1 blanques torre · e1 blanques rei · g1 blanques cavall · h1 blanques torre | a8 negres torre · c8 negres alfil · d8 negres dama · e8 negres rei · h8 negres torre · a7 negres peó · c7 negres peó · d7 negres cavall · f7 negres peó · g7 negres peó · b6 negres peó · e6 negres peó · f6 negres cavall · h6 negres peó · d4 blanques peó · a3 blanques alfil · c3 blanques peó · d3 blanques alfil · a2 blanques peó · c2 blanques peó · e2 blanques dama · f2 blanques peó · g2 blanques peó · h2 blanques peó · a1 blanques torre · e1 blanques rei · g1 blanques cavall · h1 blanques torre | a8 negres torre · c8 negres alfil · d8 negres dama · e8 negres rei · h8 negres torre · a7 negres peó · c7 negres peó · d7 negres cavall · f7 negres peó · g7 negres peó · b6 negres peó · e6 negres peó · f6 negres cavall · h6 negres peó · d4 blanques peó · a3 blanques alfil · c3 blanques peó · d3 blanques alfil · a2 blanques peó · c2 blanques peó · e2 blanques dama · f2 blanques peó · g2 blanques peó · h2 blanques peó · a1 blanques torre · e1 blanques rei · g1 blanques cavall · h1 blanques torre | a8 negres torre · c8 negres alfil · d8 negres dama · e8 negres rei · h8 negres torre · a7 negres peó · c7 negres peó · d7 negres cavall · f7 negres peó · g7 negres peó · b6 negres peó · e6 negres peó · f6 negres cavall · h6 negres peó · d4 blanques peó · a3 blanques alfil · c3 blanques peó · d3 blanques alfil · a2 blanques peó · c2 blanques peó · e2 blanques dama · f2 blanques peó · g2 blanques peó · h2 blanques peó · a1 blanques torre · e1 blanques rei · g1 blanques cavall · h1 blanques torre | a8 negres torre · c8 negres alfil · d8 negres dama · e8 negres rei · h8 negres torre · a7 negres peó · c7 negres peó · d7 negres cavall · f7 negres peó · g7 negres peó · b6 negres peó · e6 negres peó · f6 negres cavall · h6 negres peó · d4 blanques peó · a3 blanques alfil · c3 blanques peó · d3 blanques alfil · a2 blanques peó · c2 blanques peó · e2 blanques dama · f2 blanques peó · g2 blanques peó · h2 blanques peó · a1 blanques torre · e1 blanques rei · g1 blanques cavall · h1 blanques torre | a8 negres torre · c8 negres alfil · d8 negres dama · e8 negres rei · h8 negres torre · a7 negres peó · c7 negres peó · d7 negres cavall · f7 negres peó · g7 negres peó · b6 negres peó · e6 negres peó · f6 negres cavall · h6 negres peó · d4 blanques peó · a3 blanques alfil · c3 blanques peó · d3 blanques alfil · a2 blanques peó · c2 blanques peó · e2 blanques dama · f2 blanques peó · g2 blanques peó · h2 blanques peó · a1 blanques torre · e1 blanques rei · g1 blanques cavall · h1 blanques torre | 8 |
| 7 | a8 negres torre · c8 negres alfil · d8 negres dama · e8 negres rei · h8 negres torre · a7 negres peó · c7 negres peó · d7 negres cavall · f7 negres peó · g7 negres peó · b6 negres peó · e6 negres peó · f6 negres cavall · h6 negres peó · d4 blanques peó · a3 blanques alfil · c3 blanques peó · d3 blanques alfil · a2 blanques peó · c2 blanques peó · e2 blanques dama · f2 blanques peó · g2 blanques peó · h2 blanques peó · a1 blanques torre · e1 blanques rei · g1 blanques cavall · h1 blanques torre | a8 negres torre · c8 negres alfil · d8 negres dama · e8 negres rei · h8 negres torre · a7 negres peó · c7 negres peó · d7 negres cavall · f7 negres peó · g7 negres peó · b6 negres peó · e6 negres peó · f6 negres cavall · h6 negres peó · d4 blanques peó · a3 blanques alfil · c3 blanques peó · d3 blanques alfil · a2 blanques peó · c2 blanques peó · e2 blanques dama · f2 blanques peó · g2 blanques peó · h2 blanques peó · a1 blanques torre · e1 blanques rei · g1 blanques cavall · h1 blanques torre | a8 negres torre · c8 negres alfil · d8 negres dama · e8 negres rei · h8 negres torre · a7 negres peó · c7 negres peó · d7 negres cavall · f7 negres peó · g7 negres peó · b6 negres peó · e6 negres peó · f6 negres cavall · h6 negres peó · d4 blanques peó · a3 blanques alfil · c3 blanques peó · d3 blanques alfil · a2 blanques peó · c2 blanques peó · e2 blanques dama · f2 blanques peó · g2 blanques peó · h2 blanques peó · a1 blanques torre · e1 blanques rei · g1 blanques cavall · h1 blanques torre | a8 negres torre · c8 negres alfil · d8 negres dama · e8 negres rei · h8 negres torre · a7 negres peó · c7 negres peó · d7 negres cavall · f7 negres peó · g7 negres peó · b6 negres peó · e6 negres peó · f6 negres cavall · h6 negres peó · d4 blanques peó · a3 blanques alfil · c3 blanques peó · d3 blanques alfil · a2 blanques peó · c2 blanques peó · e2 blanques dama · f2 blanques peó · g2 blanques peó · h2 blanques peó · a1 blanques torre · e1 blanques rei · g1 blanques cavall · h1 blanques torre | a8 negres torre · c8 negres alfil · d8 negres dama · e8 negres rei · h8 negres torre · a7 negres peó · c7 negres peó · d7 negres cavall · f7 negres peó · g7 negres peó · b6 negres peó · e6 negres peó · f6 negres cavall · h6 negres peó · d4 blanques peó · a3 blanques alfil · c3 blanques peó · d3 blanques alfil · a2 blanques peó · c2 blanques peó · e2 blanques dama · f2 blanques peó · g2 blanques peó · h2 blanques peó · a1 blanques torre · e1 blanques rei · g1 blanques cavall · h1 blanques torre | a8 negres torre · c8 negres alfil · d8 negres dama · e8 negres rei · h8 negres torre · a7 negres peó · c7 negres peó · d7 negres cavall · f7 negres peó · g7 negres peó · b6 negres peó · e6 negres peó · f6 negres cavall · h6 negres peó · d4 blanques peó · a3 blanques alfil · c3 blanques peó · d3 blanques alfil · a2 blanques peó · c2 blanques peó · e2 blanques dama · f2 blanques peó · g2 blanques peó · h2 blanques peó · a1 blanques torre · e1 blanques rei · g1 blanques cavall · h1 blanques torre | a8 negres torre · c8 negres alfil · d8 negres dama · e8 negres rei · h8 negres torre · a7 negres peó · c7 negres peó · d7 negres cavall · f7 negres peó · g7 negres peó · b6 negres peó · e6 negres peó · f6 negres cavall · h6 negres peó · d4 blanques peó · a3 blanques alfil · c3 blanques peó · d3 blanques alfil · a2 blanques peó · c2 blanques peó · e2 blanques dama · f2 blanques peó · g2 blanques peó · h2 blanques peó · a1 blanques torre · e1 blanques rei · g1 blanques cavall · h1 blanques torre | a8 negres torre · c8 negres alfil · d8 negres dama · e8 negres rei · h8 negres torre · a7 negres peó · c7 negres peó · d7 negres cavall · f7 negres peó · g7 negres peó · b6 negres peó · e6 negres peó · f6 negres cavall · h6 negres peó · d4 blanques peó · a3 blanques alfil · c3 blanques peó · d3 blanques alfil · a2 blanques peó · c2 blanques peó · e2 blanques dama · f2 blanques peó · g2 blanques peó · h2 blanques peó · a1 blanques torre · e1 blanques rei · g1 blanques cavall · h1 blanques torre | 7 |
| 6 | a8 negres torre · c8 negres alfil · d8 negres dama · e8 negres rei · h8 negres torre · a7 negres peó · c7 negres peó · d7 negres cavall · f7 negres peó · g7 negres peó · b6 negres peó · e6 negres peó · f6 negres cavall · h6 negres peó · d4 blanques peó · a3 blanques alfil · c3 blanques peó · d3 blanques alfil · a2 blanques peó · c2 blanques peó · e2 blanques dama · f2 blanques peó · g2 blanques peó · h2 blanques peó · a1 blanques torre · e1 blanques rei · g1 blanques cavall · h1 blanques torre | a8 negres torre · c8 negres alfil · d8 negres dama · e8 negres rei · h8 negres torre · a7 negres peó · c7 negres peó · d7 negres cavall · f7 negres peó · g7 negres peó · b6 negres peó · e6 negres peó · f6 negres cavall · h6 negres peó · d4 blanques peó · a3 blanques alfil · c3 blanques peó · d3 blanques alfil · a2 blanques peó · c2 blanques peó · e2 blanques dama · f2 blanques peó · g2 blanques peó · h2 blanques peó · a1 blanques torre · e1 blanques rei · g1 blanques cavall · h1 blanques torre | a8 negres torre · c8 negres alfil · d8 negres dama · e8 negres rei · h8 negres torre · a7 negres peó · c7 negres peó · d7 negres cavall · f7 negres peó · g7 negres peó · b6 negres peó · e6 negres peó · f6 negres cavall · h6 negres peó · d4 blanques peó · a3 blanques alfil · c3 blanques peó · d3 blanques alfil · a2 blanques peó · c2 blanques peó · e2 blanques dama · f2 blanques peó · g2 blanques peó · h2 blanques peó · a1 blanques torre · e1 blanques rei · g1 blanques cavall · h1 blanques torre | a8 negres torre · c8 negres alfil · d8 negres dama · e8 negres rei · h8 negres torre · a7 negres peó · c7 negres peó · d7 negres cavall · f7 negres peó · g7 negres peó · b6 negres peó · e6 negres peó · f6 negres cavall · h6 negres peó · d4 blanques peó · a3 blanques alfil · c3 blanques peó · d3 blanques alfil · a2 blanques peó · c2 blanques peó · e2 blanques dama · f2 blanques peó · g2 blanques peó · h2 blanques peó · a1 blanques torre · e1 blanques rei · g1 blanques cavall · h1 blanques torre | a8 negres torre · c8 negres alfil · d8 negres dama · e8 negres rei · h8 negres torre · a7 negres peó · c7 negres peó · d7 negres cavall · f7 negres peó · g7 negres peó · b6 negres peó · e6 negres peó · f6 negres cavall · h6 negres peó · d4 blanques peó · a3 blanques alfil · c3 blanques peó · d3 blanques alfil · a2 blanques peó · c2 blanques peó · e2 blanques dama · f2 blanques peó · g2 blanques peó · h2 blanques peó · a1 blanques torre · e1 blanques rei · g1 blanques cavall · h1 blanques torre | a8 negres torre · c8 negres alfil · d8 negres dama · e8 negres rei · h8 negres torre · a7 negres peó · c7 negres peó · d7 negres cavall · f7 negres peó · g7 negres peó · b6 negres peó · e6 negres peó · f6 negres cavall · h6 negres peó · d4 blanques peó · a3 blanques alfil · c3 blanques peó · d3 blanques alfil · a2 blanques peó · c2 blanques peó · e2 blanques dama · f2 blanques peó · g2 blanques peó · h2 blanques peó · a1 blanques torre · e1 blanques rei · g1 blanques cavall · h1 blanques torre | a8 negres torre · c8 negres alfil · d8 negres dama · e8 negres rei · h8 negres torre · a7 negres peó · c7 negres peó · d7 negres cavall · f7 negres peó · g7 negres peó · b6 negres peó · e6 negres peó · f6 negres cavall · h6 negres peó · d4 blanques peó · a3 blanques alfil · c3 blanques peó · d3 blanques alfil · a2 blanques peó · c2 blanques peó · e2 blanques dama · f2 blanques peó · g2 blanques peó · h2 blanques peó · a1 blanques torre · e1 blanques rei · g1 blanques cavall · h1 blanques torre | a8 negres torre · c8 negres alfil · d8 negres dama · e8 negres rei · h8 negres torre · a7 negres peó · c7 negres peó · d7 negres cavall · f7 negres peó · g7 negres peó · b6 negres peó · e6 negres peó · f6 negres cavall · h6 negres peó · d4 blanques peó · a3 blanques alfil · c3 blanques peó · d3 blanques alfil · a2 blanques peó · c2 blanques peó · e2 blanques dama · f2 blanques peó · g2 blanques peó · h2 blanques peó · a1 blanques torre · e1 blanques rei · g1 blanques cavall · h1 blanques torre | 6 |
| 5 | a8 negres torre · c8 negres alfil · d8 negres dama · e8 negres rei · h8 negres torre · a7 negres peó · c7 negres peó · d7 negres cavall · f7 negres peó · g7 negres peó · b6 negres peó · e6 negres peó · f6 negres cavall · h6 negres peó · d4 blanques peó · a3 blanques alfil · c3 blanques peó · d3 blanques alfil · a2 blanques peó · c2 blanques peó · e2 blanques dama · f2 blanques peó · g2 blanques peó · h2 blanques peó · a1 blanques torre · e1 blanques rei · g1 blanques cavall · h1 blanques torre | a8 negres torre · c8 negres alfil · d8 negres dama · e8 negres rei · h8 negres torre · a7 negres peó · c7 negres peó · d7 negres cavall · f7 negres peó · g7 negres peó · b6 negres peó · e6 negres peó · f6 negres cavall · h6 negres peó · d4 blanques peó · a3 blanques alfil · c3 blanques peó · d3 blanques alfil · a2 blanques peó · c2 blanques peó · e2 blanques dama · f2 blanques peó · g2 blanques peó · h2 blanques peó · a1 blanques torre · e1 blanques rei · g1 blanques cavall · h1 blanques torre | a8 negres torre · c8 negres alfil · d8 negres dama · e8 negres rei · h8 negres torre · a7 negres peó · c7 negres peó · d7 negres cavall · f7 negres peó · g7 negres peó · b6 negres peó · e6 negres peó · f6 negres cavall · h6 negres peó · d4 blanques peó · a3 blanques alfil · c3 blanques peó · d3 blanques alfil · a2 blanques peó · c2 blanques peó · e2 blanques dama · f2 blanques peó · g2 blanques peó · h2 blanques peó · a1 blanques torre · e1 blanques rei · g1 blanques cavall · h1 blanques torre | a8 negres torre · c8 negres alfil · d8 negres dama · e8 negres rei · h8 negres torre · a7 negres peó · c7 negres peó · d7 negres cavall · f7 negres peó · g7 negres peó · b6 negres peó · e6 negres peó · f6 negres cavall · h6 negres peó · d4 blanques peó · a3 blanques alfil · c3 blanques peó · d3 blanques alfil · a2 blanques peó · c2 blanques peó · e2 blanques dama · f2 blanques peó · g2 blanques peó · h2 blanques peó · a1 blanques torre · e1 blanques rei · g1 blanques cavall · h1 blanques torre | a8 negres torre · c8 negres alfil · d8 negres dama · e8 negres rei · h8 negres torre · a7 negres peó · c7 negres peó · d7 negres cavall · f7 negres peó · g7 negres peó · b6 negres peó · e6 negres peó · f6 negres cavall · h6 negres peó · d4 blanques peó · a3 blanques alfil · c3 blanques peó · d3 blanques alfil · a2 blanques peó · c2 blanques peó · e2 blanques dama · f2 blanques peó · g2 blanques peó · h2 blanques peó · a1 blanques torre · e1 blanques rei · g1 blanques cavall · h1 blanques torre | a8 negres torre · c8 negres alfil · d8 negres dama · e8 negres rei · h8 negres torre · a7 negres peó · c7 negres peó · d7 negres cavall · f7 negres peó · g7 negres peó · b6 negres peó · e6 negres peó · f6 negres cavall · h6 negres peó · d4 blanques peó · a3 blanques alfil · c3 blanques peó · d3 blanques alfil · a2 blanques peó · c2 blanques peó · e2 blanques dama · f2 blanques peó · g2 blanques peó · h2 blanques peó · a1 blanques torre · e1 blanques rei · g1 blanques cavall · h1 blanques torre | a8 negres torre · c8 negres alfil · d8 negres dama · e8 negres rei · h8 negres torre · a7 negres peó · c7 negres peó · d7 negres cavall · f7 negres peó · g7 negres peó · b6 negres peó · e6 negres peó · f6 negres cavall · h6 negres peó · d4 blanques peó · a3 blanques alfil · c3 blanques peó · d3 blanques alfil · a2 blanques peó · c2 blanques peó · e2 blanques dama · f2 blanques peó · g2 blanques peó · h2 blanques peó · a1 blanques torre · e1 blanques rei · g1 blanques cavall · h1 blanques torre | a8 negres torre · c8 negres alfil · d8 negres dama · e8 negres rei · h8 negres torre · a7 negres peó · c7 negres peó · d7 negres cavall · f7 negres peó · g7 negres peó · b6 negres peó · e6 negres peó · f6 negres cavall · h6 negres peó · d4 blanques peó · a3 blanques alfil · c3 blanques peó · d3 blanques alfil · a2 blanques peó · c2 blanques peó · e2 blanques dama · f2 blanques peó · g2 blanques peó · h2 blanques peó · a1 blanques torre · e1 blanques rei · g1 blanques cavall · h1 blanques torre | 5 |
| 4 | a8 negres torre · c8 negres alfil · d8 negres dama · e8 negres rei · h8 negres torre · a7 negres peó · c7 negres peó · d7 negres cavall · f7 negres peó · g7 negres peó · b6 negres peó · e6 negres peó · f6 negres cavall · h6 negres peó · d4 blanques peó · a3 blanques alfil · c3 blanques peó · d3 blanques alfil · a2 blanques peó · c2 blanques peó · e2 blanques dama · f2 blanques peó · g2 blanques peó · h2 blanques peó · a1 blanques torre · e1 blanques rei · g1 blanques cavall · h1 blanques torre | a8 negres torre · c8 negres alfil · d8 negres dama · e8 negres rei · h8 negres torre · a7 negres peó · c7 negres peó · d7 negres cavall · f7 negres peó · g7 negres peó · b6 negres peó · e6 negres peó · f6 negres cavall · h6 negres peó · d4 blanques peó · a3 blanques alfil · c3 blanques peó · d3 blanques alfil · a2 blanques peó · c2 blanques peó · e2 blanques dama · f2 blanques peó · g2 blanques peó · h2 blanques peó · a1 blanques torre · e1 blanques rei · g1 blanques cavall · h1 blanques torre | a8 negres torre · c8 negres alfil · d8 negres dama · e8 negres rei · h8 negres torre · a7 negres peó · c7 negres peó · d7 negres cavall · f7 negres peó · g7 negres peó · b6 negres peó · e6 negres peó · f6 negres cavall · h6 negres peó · d4 blanques peó · a3 blanques alfil · c3 blanques peó · d3 blanques alfil · a2 blanques peó · c2 blanques peó · e2 blanques dama · f2 blanques peó · g2 blanques peó · h2 blanques peó · a1 blanques torre · e1 blanques rei · g1 blanques cavall · h1 blanques torre | a8 negres torre · c8 negres alfil · d8 negres dama · e8 negres rei · h8 negres torre · a7 negres peó · c7 negres peó · d7 negres cavall · f7 negres peó · g7 negres peó · b6 negres peó · e6 negres peó · f6 negres cavall · h6 negres peó · d4 blanques peó · a3 blanques alfil · c3 blanques peó · d3 blanques alfil · a2 blanques peó · c2 blanques peó · e2 blanques dama · f2 blanques peó · g2 blanques peó · h2 blanques peó · a1 blanques torre · e1 blanques rei · g1 blanques cavall · h1 blanques torre | a8 negres torre · c8 negres alfil · d8 negres dama · e8 negres rei · h8 negres torre · a7 negres peó · c7 negres peó · d7 negres cavall · f7 negres peó · g7 negres peó · b6 negres peó · e6 negres peó · f6 negres cavall · h6 negres peó · d4 blanques peó · a3 blanques alfil · c3 blanques peó · d3 blanques alfil · a2 blanques peó · c2 blanques peó · e2 blanques dama · f2 blanques peó · g2 blanques peó · h2 blanques peó · a1 blanques torre · e1 blanques rei · g1 blanques cavall · h1 blanques torre | a8 negres torre · c8 negres alfil · d8 negres dama · e8 negres rei · h8 negres torre · a7 negres peó · c7 negres peó · d7 negres cavall · f7 negres peó · g7 negres peó · b6 negres peó · e6 negres peó · f6 negres cavall · h6 negres peó · d4 blanques peó · a3 blanques alfil · c3 blanques peó · d3 blanques alfil · a2 blanques peó · c2 blanques peó · e2 blanques dama · f2 blanques peó · g2 blanques peó · h2 blanques peó · a1 blanques torre · e1 blanques rei · g1 blanques cavall · h1 blanques torre | a8 negres torre · c8 negres alfil · d8 negres dama · e8 negres rei · h8 negres torre · a7 negres peó · c7 negres peó · d7 negres cavall · f7 negres peó · g7 negres peó · b6 negres peó · e6 negres peó · f6 negres cavall · h6 negres peó · d4 blanques peó · a3 blanques alfil · c3 blanques peó · d3 blanques alfil · a2 blanques peó · c2 blanques peó · e2 blanques dama · f2 blanques peó · g2 blanques peó · h2 blanques peó · a1 blanques torre · e1 blanques rei · g1 blanques cavall · h1 blanques torre | a8 negres torre · c8 negres alfil · d8 negres dama · e8 negres rei · h8 negres torre · a7 negres peó · c7 negres peó · d7 negres cavall · f7 negres peó · g7 negres peó · b6 negres peó · e6 negres peó · f6 negres cavall · h6 negres peó · d4 blanques peó · a3 blanques alfil · c3 blanques peó · d3 blanques alfil · a2 blanques peó · c2 blanques peó · e2 blanques dama · f2 blanques peó · g2 blanques peó · h2 blanques peó · a1 blanques torre · e1 blanques rei · g1 blanques cavall · h1 blanques torre | 4 |
| 3 | a8 negres torre · c8 negres alfil · d8 negres dama · e8 negres rei · h8 negres torre · a7 negres peó · c7 negres peó · d7 negres cavall · f7 negres peó · g7 negres peó · b6 negres peó · e6 negres peó · f6 negres cavall · h6 negres peó · d4 blanques peó · a3 blanques alfil · c3 blanques peó · d3 blanques alfil · a2 blanques peó · c2 blanques peó · e2 blanques dama · f2 blanques peó · g2 blanques peó · h2 blanques peó · a1 blanques torre · e1 blanques rei · g1 blanques cavall · h1 blanques torre | a8 negres torre · c8 negres alfil · d8 negres dama · e8 negres rei · h8 negres torre · a7 negres peó · c7 negres peó · d7 negres cavall · f7 negres peó · g7 negres peó · b6 negres peó · e6 negres peó · f6 negres cavall · h6 negres peó · d4 blanques peó · a3 blanques alfil · c3 blanques peó · d3 blanques alfil · a2 blanques peó · c2 blanques peó · e2 blanques dama · f2 blanques peó · g2 blanques peó · h2 blanques peó · a1 blanques torre · e1 blanques rei · g1 blanques cavall · h1 blanques torre | a8 negres torre · c8 negres alfil · d8 negres dama · e8 negres rei · h8 negres torre · a7 negres peó · c7 negres peó · d7 negres cavall · f7 negres peó · g7 negres peó · b6 negres peó · e6 negres peó · f6 negres cavall · h6 negres peó · d4 blanques peó · a3 blanques alfil · c3 blanques peó · d3 blanques alfil · a2 blanques peó · c2 blanques peó · e2 blanques dama · f2 blanques peó · g2 blanques peó · h2 blanques peó · a1 blanques torre · e1 blanques rei · g1 blanques cavall · h1 blanques torre | a8 negres torre · c8 negres alfil · d8 negres dama · e8 negres rei · h8 negres torre · a7 negres peó · c7 negres peó · d7 negres cavall · f7 negres peó · g7 negres peó · b6 negres peó · e6 negres peó · f6 negres cavall · h6 negres peó · d4 blanques peó · a3 blanques alfil · c3 blanques peó · d3 blanques alfil · a2 blanques peó · c2 blanques peó · e2 blanques dama · f2 blanques peó · g2 blanques peó · h2 blanques peó · a1 blanques torre · e1 blanques rei · g1 blanques cavall · h1 blanques torre | a8 negres torre · c8 negres alfil · d8 negres dama · e8 negres rei · h8 negres torre · a7 negres peó · c7 negres peó · d7 negres cavall · f7 negres peó · g7 negres peó · b6 negres peó · e6 negres peó · f6 negres cavall · h6 negres peó · d4 blanques peó · a3 blanques alfil · c3 blanques peó · d3 blanques alfil · a2 blanques peó · c2 blanques peó · e2 blanques dama · f2 blanques peó · g2 blanques peó · h2 blanques peó · a1 blanques torre · e1 blanques rei · g1 blanques cavall · h1 blanques torre | a8 negres torre · c8 negres alfil · d8 negres dama · e8 negres rei · h8 negres torre · a7 negres peó · c7 negres peó · d7 negres cavall · f7 negres peó · g7 negres peó · b6 negres peó · e6 negres peó · f6 negres cavall · h6 negres peó · d4 blanques peó · a3 blanques alfil · c3 blanques peó · d3 blanques alfil · a2 blanques peó · c2 blanques peó · e2 blanques dama · f2 blanques peó · g2 blanques peó · h2 blanques peó · a1 blanques torre · e1 blanques rei · g1 blanques cavall · h1 blanques torre | a8 negres torre · c8 negres alfil · d8 negres dama · e8 negres rei · h8 negres torre · a7 negres peó · c7 negres peó · d7 negres cavall · f7 negres peó · g7 negres peó · b6 negres peó · e6 negres peó · f6 negres cavall · h6 negres peó · d4 blanques peó · a3 blanques alfil · c3 blanques peó · d3 blanques alfil · a2 blanques peó · c2 blanques peó · e2 blanques dama · f2 blanques peó · g2 blanques peó · h2 blanques peó · a1 blanques torre · e1 blanques rei · g1 blanques cavall · h1 blanques torre | a8 negres torre · c8 negres alfil · d8 negres dama · e8 negres rei · h8 negres torre · a7 negres peó · c7 negres peó · d7 negres cavall · f7 negres peó · g7 negres peó · b6 negres peó · e6 negres peó · f6 negres cavall · h6 negres peó · d4 blanques peó · a3 blanques alfil · c3 blanques peó · d3 blanques alfil · a2 blanques peó · c2 blanques peó · e2 blanques dama · f2 blanques peó · g2 blanques peó · h2 blanques peó · a1 blanques torre · e1 blanques rei · g1 blanques cavall · h1 blanques torre | 3 |
| 2 | a8 negres torre · c8 negres alfil · d8 negres dama · e8 negres rei · h8 negres torre · a7 negres peó · c7 negres peó · d7 negres cavall · f7 negres peó · g7 negres peó · b6 negres peó · e6 negres peó · f6 negres cavall · h6 negres peó · d4 blanques peó · a3 blanques alfil · c3 blanques peó · d3 blanques alfil · a2 blanques peó · c2 blanques peó · e2 blanques dama · f2 blanques peó · g2 blanques peó · h2 blanques peó · a1 blanques torre · e1 blanques rei · g1 blanques cavall · h1 blanques torre | a8 negres torre · c8 negres alfil · d8 negres dama · e8 negres rei · h8 negres torre · a7 negres peó · c7 negres peó · d7 negres cavall · f7 negres peó · g7 negres peó · b6 negres peó · e6 negres peó · f6 negres cavall · h6 negres peó · d4 blanques peó · a3 blanques alfil · c3 blanques peó · d3 blanques alfil · a2 blanques peó · c2 blanques peó · e2 blanques dama · f2 blanques peó · g2 blanques peó · h2 blanques peó · a1 blanques torre · e1 blanques rei · g1 blanques cavall · h1 blanques torre | a8 negres torre · c8 negres alfil · d8 negres dama · e8 negres rei · h8 negres torre · a7 negres peó · c7 negres peó · d7 negres cavall · f7 negres peó · g7 negres peó · b6 negres peó · e6 negres peó · f6 negres cavall · h6 negres peó · d4 blanques peó · a3 blanques alfil · c3 blanques peó · d3 blanques alfil · a2 blanques peó · c2 blanques peó · e2 blanques dama · f2 blanques peó · g2 blanques peó · h2 blanques peó · a1 blanques torre · e1 blanques rei · g1 blanques cavall · h1 blanques torre | a8 negres torre · c8 negres alfil · d8 negres dama · e8 negres rei · h8 negres torre · a7 negres peó · c7 negres peó · d7 negres cavall · f7 negres peó · g7 negres peó · b6 negres peó · e6 negres peó · f6 negres cavall · h6 negres peó · d4 blanques peó · a3 blanques alfil · c3 blanques peó · d3 blanques alfil · a2 blanques peó · c2 blanques peó · e2 blanques dama · f2 blanques peó · g2 blanques peó · h2 blanques peó · a1 blanques torre · e1 blanques rei · g1 blanques cavall · h1 blanques torre | a8 negres torre · c8 negres alfil · d8 negres dama · e8 negres rei · h8 negres torre · a7 negres peó · c7 negres peó · d7 negres cavall · f7 negres peó · g7 negres peó · b6 negres peó · e6 negres peó · f6 negres cavall · h6 negres peó · d4 blanques peó · a3 blanques alfil · c3 blanques peó · d3 blanques alfil · a2 blanques peó · c2 blanques peó · e2 blanques dama · f2 blanques peó · g2 blanques peó · h2 blanques peó · a1 blanques torre · e1 blanques rei · g1 blanques cavall · h1 blanques torre | a8 negres torre · c8 negres alfil · d8 negres dama · e8 negres rei · h8 negres torre · a7 negres peó · c7 negres peó · d7 negres cavall · f7 negres peó · g7 negres peó · b6 negres peó · e6 negres peó · f6 negres cavall · h6 negres peó · d4 blanques peó · a3 blanques alfil · c3 blanques peó · d3 blanques alfil · a2 blanques peó · c2 blanques peó · e2 blanques dama · f2 blanques peó · g2 blanques peó · h2 blanques peó · a1 blanques torre · e1 blanques rei · g1 blanques cavall · h1 blanques torre | a8 negres torre · c8 negres alfil · d8 negres dama · e8 negres rei · h8 negres torre · a7 negres peó · c7 negres peó · d7 negres cavall · f7 negres peó · g7 negres peó · b6 negres peó · e6 negres peó · f6 negres cavall · h6 negres peó · d4 blanques peó · a3 blanques alfil · c3 blanques peó · d3 blanques alfil · a2 blanques peó · c2 blanques peó · e2 blanques dama · f2 blanques peó · g2 blanques peó · h2 blanques peó · a1 blanques torre · e1 blanques rei · g1 blanques cavall · h1 blanques torre | a8 negres torre · c8 negres alfil · d8 negres dama · e8 negres rei · h8 negres torre · a7 negres peó · c7 negres peó · d7 negres cavall · f7 negres peó · g7 negres peó · b6 negres peó · e6 negres peó · f6 negres cavall · h6 negres peó · d4 blanques peó · a3 blanques alfil · c3 blanques peó · d3 blanques alfil · a2 blanques peó · c2 blanques peó · e2 blanques dama · f2 blanques peó · g2 blanques peó · h2 blanques peó · a1 blanques torre · e1 blanques rei · g1 blanques cavall · h1 blanques torre | 2 |
| 1 | a8 negres torre · c8 negres alfil · d8 negres dama · e8 negres rei · h8 negres torre · a7 negres peó · c7 negres peó · d7 negres cavall · f7 negres peó · g7 negres peó · b6 negres peó · e6 negres peó · f6 negres cavall · h6 negres peó · d4 blanques peó · a3 blanques alfil · c3 blanques peó · d3 blanques alfil · a2 blanques peó · c2 blanques peó · e2 blanques dama · f2 blanques peó · g2 blanques peó · h2 blanques peó · a1 blanques torre · e1 blanques rei · g1 blanques cavall · h1 blanques torre | a8 negres torre · c8 negres alfil · d8 negres dama · e8 negres rei · h8 negres torre · a7 negres peó · c7 negres peó · d7 negres cavall · f7 negres peó · g7 negres peó · b6 negres peó · e6 negres peó · f6 negres cavall · h6 negres peó · d4 blanques peó · a3 blanques alfil · c3 blanques peó · d3 blanques alfil · a2 blanques peó · c2 blanques peó · e2 blanques dama · f2 blanques peó · g2 blanques peó · h2 blanques peó · a1 blanques torre · e1 blanques rei · g1 blanques cavall · h1 blanques torre | a8 negres torre · c8 negres alfil · d8 negres dama · e8 negres rei · h8 negres torre · a7 negres peó · c7 negres peó · d7 negres cavall · f7 negres peó · g7 negres peó · b6 negres peó · e6 negres peó · f6 negres cavall · h6 negres peó · d4 blanques peó · a3 blanques alfil · c3 blanques peó · d3 blanques alfil · a2 blanques peó · c2 blanques peó · e2 blanques dama · f2 blanques peó · g2 blanques peó · h2 blanques peó · a1 blanques torre · e1 blanques rei · g1 blanques cavall · h1 blanques torre | a8 negres torre · c8 negres alfil · d8 negres dama · e8 negres rei · h8 negres torre · a7 negres peó · c7 negres peó · d7 negres cavall · f7 negres peó · g7 negres peó · b6 negres peó · e6 negres peó · f6 negres cavall · h6 negres peó · d4 blanques peó · a3 blanques alfil · c3 blanques peó · d3 blanques alfil · a2 blanques peó · c2 blanques peó · e2 blanques dama · f2 blanques peó · g2 blanques peó · h2 blanques peó · a1 blanques torre · e1 blanques rei · g1 blanques cavall · h1 blanques torre | a8 negres torre · c8 negres alfil · d8 negres dama · e8 negres rei · h8 negres torre · a7 negres peó · c7 negres peó · d7 negres cavall · f7 negres peó · g7 negres peó · b6 negres peó · e6 negres peó · f6 negres cavall · h6 negres peó · d4 blanques peó · a3 blanques alfil · c3 blanques peó · d3 blanques alfil · a2 blanques peó · c2 blanques peó · e2 blanques dama · f2 blanques peó · g2 blanques peó · h2 blanques peó · a1 blanques torre · e1 blanques rei · g1 blanques cavall · h1 blanques torre | a8 negres torre · c8 negres alfil · d8 negres dama · e8 negres rei · h8 negres torre · a7 negres peó · c7 negres peó · d7 negres cavall · f7 negres peó · g7 negres peó · b6 negres peó · e6 negres peó · f6 negres cavall · h6 negres peó · d4 blanques peó · a3 blanques alfil · c3 blanques peó · d3 blanques alfil · a2 blanques peó · c2 blanques peó · e2 blanques dama · f2 blanques peó · g2 blanques peó · h2 blanques peó · a1 blanques torre · e1 blanques rei · g1 blanques cavall · h1 blanques torre | a8 negres torre · c8 negres alfil · d8 negres dama · e8 negres rei · h8 negres torre · a7 negres peó · c7 negres peó · d7 negres cavall · f7 negres peó · g7 negres peó · b6 negres peó · e6 negres peó · f6 negres cavall · h6 negres peó · d4 blanques peó · a3 blanques alfil · c3 blanques peó · d3 blanques alfil · a2 blanques peó · c2 blanques peó · e2 blanques dama · f2 blanques peó · g2 blanques peó · h2 blanques peó · a1 blanques torre · e1 blanques rei · g1 blanques cavall · h1 blanques torre | a8 negres torre · c8 negres alfil · d8 negres dama · e8 negres rei · h8 negres torre · a7 negres peó · c7 negres peó · d7 negres cavall · f7 negres peó · g7 negres peó · b6 negres peó · e6 negres peó · f6 negres cavall · h6 negres peó · d4 blanques peó · a3 blanques alfil · c3 blanques peó · d3 blanques alfil · a2 blanques peó · c2 blanques peó · e2 blanques dama · f2 blanques peó · g2 blanques peó · h2 blanques peó · a1 blanques torre · e1 blanques rei · g1 blanques cavall · h1 blanques torre | 1 |
|   | a | b | c | d | e | f | g | h |   |

|   | a | b | c | d | e | f | g | h |   |
| 8 | a8 negres torre · b8 negres cavall · c8 negres alfil · e8 negres dama · f8 negres rei · g8 negres cavall · h8 negres torre · a7 negres peó · b7 negres peó · c7 negres peó · e7 negres alfil · h7 negres peó · f5 negres peó · h5 blanques dama · c4 blanques alfil · e4 blanques peó · h3 negres peó · a2 blanques peó · b2 blanques peó · c2 blanques peó · g2 blanques peó · h2 blanques peó · a1 blanques torre · b1 blanques cavall · c1 blanques alfil · e1 blanques rei · h1 blanques torre | a8 negres torre · b8 negres cavall · c8 negres alfil · e8 negres dama · f8 negres rei · g8 negres cavall · h8 negres torre · a7 negres peó · b7 negres peó · c7 negres peó · e7 negres alfil · h7 negres peó · f5 negres peó · h5 blanques dama · c4 blanques alfil · e4 blanques peó · h3 negres peó · a2 blanques peó · b2 blanques peó · c2 blanques peó · g2 blanques peó · h2 blanques peó · a1 blanques torre · b1 blanques cavall · c1 blanques alfil · e1 blanques rei · h1 blanques torre | a8 negres torre · b8 negres cavall · c8 negres alfil · e8 negres dama · f8 negres rei · g8 negres cavall · h8 negres torre · a7 negres peó · b7 negres peó · c7 negres peó · e7 negres alfil · h7 negres peó · f5 negres peó · h5 blanques dama · c4 blanques alfil · e4 blanques peó · h3 negres peó · a2 blanques peó · b2 blanques peó · c2 blanques peó · g2 blanques peó · h2 blanques peó · a1 blanques torre · b1 blanques cavall · c1 blanques alfil · e1 blanques rei · h1 blanques torre | a8 negres torre · b8 negres cavall · c8 negres alfil · e8 negres dama · f8 negres rei · g8 negres cavall · h8 negres torre · a7 negres peó · b7 negres peó · c7 negres peó · e7 negres alfil · h7 negres peó · f5 negres peó · h5 blanques dama · c4 blanques alfil · e4 blanques peó · h3 negres peó · a2 blanques peó · b2 blanques peó · c2 blanques peó · g2 blanques peó · h2 blanques peó · a1 blanques torre · b1 blanques cavall · c1 blanques alfil · e1 blanques rei · h1 blanques torre | a8 negres torre · b8 negres cavall · c8 negres alfil · e8 negres dama · f8 negres rei · g8 negres cavall · h8 negres torre · a7 negres peó · b7 negres peó · c7 negres peó · e7 negres alfil · h7 negres peó · f5 negres peó · h5 blanques dama · c4 blanques alfil · e4 blanques peó · h3 negres peó · a2 blanques peó · b2 blanques peó · c2 blanques peó · g2 blanques peó · h2 blanques peó · a1 blanques torre · b1 blanques cavall · c1 blanques alfil · e1 blanques rei · h1 blanques torre | a8 negres torre · b8 negres cavall · c8 negres alfil · e8 negres dama · f8 negres rei · g8 negres cavall · h8 negres torre · a7 negres peó · b7 negres peó · c7 negres peó · e7 negres alfil · h7 negres peó · f5 negres peó · h5 blanques dama · c4 blanques alfil · e4 blanques peó · h3 negres peó · a2 blanques peó · b2 blanques peó · c2 blanques peó · g2 blanques peó · h2 blanques peó · a1 blanques torre · b1 blanques cavall · c1 blanques alfil · e1 blanques rei · h1 blanques torre | a8 negres torre · b8 negres cavall · c8 negres alfil · e8 negres dama · f8 negres rei · g8 negres cavall · h8 negres torre · a7 negres peó · b7 negres peó · c7 negres peó · e7 negres alfil · h7 negres peó · f5 negres peó · h5 blanques dama · c4 blanques alfil · e4 blanques peó · h3 negres peó · a2 blanques peó · b2 blanques peó · c2 blanques peó · g2 blanques peó · h2 blanques peó · a1 blanques torre · b1 blanques cavall · c1 blanques alfil · e1 blanques rei · h1 blanques torre | a8 negres torre · b8 negres cavall · c8 negres alfil · e8 negres dama · f8 negres rei · g8 negres cavall · h8 negres torre · a7 negres peó · b7 negres peó · c7 negres peó · e7 negres alfil · h7 negres peó · f5 negres peó · h5 blanques dama · c4 blanques alfil · e4 blanques peó · h3 negres peó · a2 blanques peó · b2 blanques peó · c2 blanques peó · g2 blanques peó · h2 blanques peó · a1 blanques torre · b1 blanques cavall · c1 blanques alfil · e1 blanques rei · h1 blanques torre | 8 |
| 7 | a8 negres torre · b8 negres cavall · c8 negres alfil · e8 negres dama · f8 negres rei · g8 negres cavall · h8 negres torre · a7 negres peó · b7 negres peó · c7 negres peó · e7 negres alfil · h7 negres peó · f5 negres peó · h5 blanques dama · c4 blanques alfil · e4 blanques peó · h3 negres peó · a2 blanques peó · b2 blanques peó · c2 blanques peó · g2 blanques peó · h2 blanques peó · a1 blanques torre · b1 blanques cavall · c1 blanques alfil · e1 blanques rei · h1 blanques torre | a8 negres torre · b8 negres cavall · c8 negres alfil · e8 negres dama · f8 negres rei · g8 negres cavall · h8 negres torre · a7 negres peó · b7 negres peó · c7 negres peó · e7 negres alfil · h7 negres peó · f5 negres peó · h5 blanques dama · c4 blanques alfil · e4 blanques peó · h3 negres peó · a2 blanques peó · b2 blanques peó · c2 blanques peó · g2 blanques peó · h2 blanques peó · a1 blanques torre · b1 blanques cavall · c1 blanques alfil · e1 blanques rei · h1 blanques torre | a8 negres torre · b8 negres cavall · c8 negres alfil · e8 negres dama · f8 negres rei · g8 negres cavall · h8 negres torre · a7 negres peó · b7 negres peó · c7 negres peó · e7 negres alfil · h7 negres peó · f5 negres peó · h5 blanques dama · c4 blanques alfil · e4 blanques peó · h3 negres peó · a2 blanques peó · b2 blanques peó · c2 blanques peó · g2 blanques peó · h2 blanques peó · a1 blanques torre · b1 blanques cavall · c1 blanques alfil · e1 blanques rei · h1 blanques torre | a8 negres torre · b8 negres cavall · c8 negres alfil · e8 negres dama · f8 negres rei · g8 negres cavall · h8 negres torre · a7 negres peó · b7 negres peó · c7 negres peó · e7 negres alfil · h7 negres peó · f5 negres peó · h5 blanques dama · c4 blanques alfil · e4 blanques peó · h3 negres peó · a2 blanques peó · b2 blanques peó · c2 blanques peó · g2 blanques peó · h2 blanques peó · a1 blanques torre · b1 blanques cavall · c1 blanques alfil · e1 blanques rei · h1 blanques torre | a8 negres torre · b8 negres cavall · c8 negres alfil · e8 negres dama · f8 negres rei · g8 negres cavall · h8 negres torre · a7 negres peó · b7 negres peó · c7 negres peó · e7 negres alfil · h7 negres peó · f5 negres peó · h5 blanques dama · c4 blanques alfil · e4 blanques peó · h3 negres peó · a2 blanques peó · b2 blanques peó · c2 blanques peó · g2 blanques peó · h2 blanques peó · a1 blanques torre · b1 blanques cavall · c1 blanques alfil · e1 blanques rei · h1 blanques torre | a8 negres torre · b8 negres cavall · c8 negres alfil · e8 negres dama · f8 negres rei · g8 negres cavall · h8 negres torre · a7 negres peó · b7 negres peó · c7 negres peó · e7 negres alfil · h7 negres peó · f5 negres peó · h5 blanques dama · c4 blanques alfil · e4 blanques peó · h3 negres peó · a2 blanques peó · b2 blanques peó · c2 blanques peó · g2 blanques peó · h2 blanques peó · a1 blanques torre · b1 blanques cavall · c1 blanques alfil · e1 blanques rei · h1 blanques torre | a8 negres torre · b8 negres cavall · c8 negres alfil · e8 negres dama · f8 negres rei · g8 negres cavall · h8 negres torre · a7 negres peó · b7 negres peó · c7 negres peó · e7 negres alfil · h7 negres peó · f5 negres peó · h5 blanques dama · c4 blanques alfil · e4 blanques peó · h3 negres peó · a2 blanques peó · b2 blanques peó · c2 blanques peó · g2 blanques peó · h2 blanques peó · a1 blanques torre · b1 blanques cavall · c1 blanques alfil · e1 blanques rei · h1 blanques torre | a8 negres torre · b8 negres cavall · c8 negres alfil · e8 negres dama · f8 negres rei · g8 negres cavall · h8 negres torre · a7 negres peó · b7 negres peó · c7 negres peó · e7 negres alfil · h7 negres peó · f5 negres peó · h5 blanques dama · c4 blanques alfil · e4 blanques peó · h3 negres peó · a2 blanques peó · b2 blanques peó · c2 blanques peó · g2 blanques peó · h2 blanques peó · a1 blanques torre · b1 blanques cavall · c1 blanques alfil · e1 blanques rei · h1 blanques torre | 7 |
| 6 | a8 negres torre · b8 negres cavall · c8 negres alfil · e8 negres dama · f8 negres rei · g8 negres cavall · h8 negres torre · a7 negres peó · b7 negres peó · c7 negres peó · e7 negres alfil · h7 negres peó · f5 negres peó · h5 blanques dama · c4 blanques alfil · e4 blanques peó · h3 negres peó · a2 blanques peó · b2 blanques peó · c2 blanques peó · g2 blanques peó · h2 blanques peó · a1 blanques torre · b1 blanques cavall · c1 blanques alfil · e1 blanques rei · h1 blanques torre | a8 negres torre · b8 negres cavall · c8 negres alfil · e8 negres dama · f8 negres rei · g8 negres cavall · h8 negres torre · a7 negres peó · b7 negres peó · c7 negres peó · e7 negres alfil · h7 negres peó · f5 negres peó · h5 blanques dama · c4 blanques alfil · e4 blanques peó · h3 negres peó · a2 blanques peó · b2 blanques peó · c2 blanques peó · g2 blanques peó · h2 blanques peó · a1 blanques torre · b1 blanques cavall · c1 blanques alfil · e1 blanques rei · h1 blanques torre | a8 negres torre · b8 negres cavall · c8 negres alfil · e8 negres dama · f8 negres rei · g8 negres cavall · h8 negres torre · a7 negres peó · b7 negres peó · c7 negres peó · e7 negres alfil · h7 negres peó · f5 negres peó · h5 blanques dama · c4 blanques alfil · e4 blanques peó · h3 negres peó · a2 blanques peó · b2 blanques peó · c2 blanques peó · g2 blanques peó · h2 blanques peó · a1 blanques torre · b1 blanques cavall · c1 blanques alfil · e1 blanques rei · h1 blanques torre | a8 negres torre · b8 negres cavall · c8 negres alfil · e8 negres dama · f8 negres rei · g8 negres cavall · h8 negres torre · a7 negres peó · b7 negres peó · c7 negres peó · e7 negres alfil · h7 negres peó · f5 negres peó · h5 blanques dama · c4 blanques alfil · e4 blanques peó · h3 negres peó · a2 blanques peó · b2 blanques peó · c2 blanques peó · g2 blanques peó · h2 blanques peó · a1 blanques torre · b1 blanques cavall · c1 blanques alfil · e1 blanques rei · h1 blanques torre | a8 negres torre · b8 negres cavall · c8 negres alfil · e8 negres dama · f8 negres rei · g8 negres cavall · h8 negres torre · a7 negres peó · b7 negres peó · c7 negres peó · e7 negres alfil · h7 negres peó · f5 negres peó · h5 blanques dama · c4 blanques alfil · e4 blanques peó · h3 negres peó · a2 blanques peó · b2 blanques peó · c2 blanques peó · g2 blanques peó · h2 blanques peó · a1 blanques torre · b1 blanques cavall · c1 blanques alfil · e1 blanques rei · h1 blanques torre | a8 negres torre · b8 negres cavall · c8 negres alfil · e8 negres dama · f8 negres rei · g8 negres cavall · h8 negres torre · a7 negres peó · b7 negres peó · c7 negres peó · e7 negres alfil · h7 negres peó · f5 negres peó · h5 blanques dama · c4 blanques alfil · e4 blanques peó · h3 negres peó · a2 blanques peó · b2 blanques peó · c2 blanques peó · g2 blanques peó · h2 blanques peó · a1 blanques torre · b1 blanques cavall · c1 blanques alfil · e1 blanques rei · h1 blanques torre | a8 negres torre · b8 negres cavall · c8 negres alfil · e8 negres dama · f8 negres rei · g8 negres cavall · h8 negres torre · a7 negres peó · b7 negres peó · c7 negres peó · e7 negres alfil · h7 negres peó · f5 negres peó · h5 blanques dama · c4 blanques alfil · e4 blanques peó · h3 negres peó · a2 blanques peó · b2 blanques peó · c2 blanques peó · g2 blanques peó · h2 blanques peó · a1 blanques torre · b1 blanques cavall · c1 blanques alfil · e1 blanques rei · h1 blanques torre | a8 negres torre · b8 negres cavall · c8 negres alfil · e8 negres dama · f8 negres rei · g8 negres cavall · h8 negres torre · a7 negres peó · b7 negres peó · c7 negres peó · e7 negres alfil · h7 negres peó · f5 negres peó · h5 blanques dama · c4 blanques alfil · e4 blanques peó · h3 negres peó · a2 blanques peó · b2 blanques peó · c2 blanques peó · g2 blanques peó · h2 blanques peó · a1 blanques torre · b1 blanques cavall · c1 blanques alfil · e1 blanques rei · h1 blanques torre | 6 |
| 5 | a8 negres torre · b8 negres cavall · c8 negres alfil · e8 negres dama · f8 negres rei · g8 negres cavall · h8 negres torre · a7 negres peó · b7 negres peó · c7 negres peó · e7 negres alfil · h7 negres peó · f5 negres peó · h5 blanques dama · c4 blanques alfil · e4 blanques peó · h3 negres peó · a2 blanques peó · b2 blanques peó · c2 blanques peó · g2 blanques peó · h2 blanques peó · a1 blanques torre · b1 blanques cavall · c1 blanques alfil · e1 blanques rei · h1 blanques torre | a8 negres torre · b8 negres cavall · c8 negres alfil · e8 negres dama · f8 negres rei · g8 negres cavall · h8 negres torre · a7 negres peó · b7 negres peó · c7 negres peó · e7 negres alfil · h7 negres peó · f5 negres peó · h5 blanques dama · c4 blanques alfil · e4 blanques peó · h3 negres peó · a2 blanques peó · b2 blanques peó · c2 blanques peó · g2 blanques peó · h2 blanques peó · a1 blanques torre · b1 blanques cavall · c1 blanques alfil · e1 blanques rei · h1 blanques torre | a8 negres torre · b8 negres cavall · c8 negres alfil · e8 negres dama · f8 negres rei · g8 negres cavall · h8 negres torre · a7 negres peó · b7 negres peó · c7 negres peó · e7 negres alfil · h7 negres peó · f5 negres peó · h5 blanques dama · c4 blanques alfil · e4 blanques peó · h3 negres peó · a2 blanques peó · b2 blanques peó · c2 blanques peó · g2 blanques peó · h2 blanques peó · a1 blanques torre · b1 blanques cavall · c1 blanques alfil · e1 blanques rei · h1 blanques torre | a8 negres torre · b8 negres cavall · c8 negres alfil · e8 negres dama · f8 negres rei · g8 negres cavall · h8 negres torre · a7 negres peó · b7 negres peó · c7 negres peó · e7 negres alfil · h7 negres peó · f5 negres peó · h5 blanques dama · c4 blanques alfil · e4 blanques peó · h3 negres peó · a2 blanques peó · b2 blanques peó · c2 blanques peó · g2 blanques peó · h2 blanques peó · a1 blanques torre · b1 blanques cavall · c1 blanques alfil · e1 blanques rei · h1 blanques torre | a8 negres torre · b8 negres cavall · c8 negres alfil · e8 negres dama · f8 negres rei · g8 negres cavall · h8 negres torre · a7 negres peó · b7 negres peó · c7 negres peó · e7 negres alfil · h7 negres peó · f5 negres peó · h5 blanques dama · c4 blanques alfil · e4 blanques peó · h3 negres peó · a2 blanques peó · b2 blanques peó · c2 blanques peó · g2 blanques peó · h2 blanques peó · a1 blanques torre · b1 blanques cavall · c1 blanques alfil · e1 blanques rei · h1 blanques torre | a8 negres torre · b8 negres cavall · c8 negres alfil · e8 negres dama · f8 negres rei · g8 negres cavall · h8 negres torre · a7 negres peó · b7 negres peó · c7 negres peó · e7 negres alfil · h7 negres peó · f5 negres peó · h5 blanques dama · c4 blanques alfil · e4 blanques peó · h3 negres peó · a2 blanques peó · b2 blanques peó · c2 blanques peó · g2 blanques peó · h2 blanques peó · a1 blanques torre · b1 blanques cavall · c1 blanques alfil · e1 blanques rei · h1 blanques torre | a8 negres torre · b8 negres cavall · c8 negres alfil · e8 negres dama · f8 negres rei · g8 negres cavall · h8 negres torre · a7 negres peó · b7 negres peó · c7 negres peó · e7 negres alfil · h7 negres peó · f5 negres peó · h5 blanques dama · c4 blanques alfil · e4 blanques peó · h3 negres peó · a2 blanques peó · b2 blanques peó · c2 blanques peó · g2 blanques peó · h2 blanques peó · a1 blanques torre · b1 blanques cavall · c1 blanques alfil · e1 blanques rei · h1 blanques torre | a8 negres torre · b8 negres cavall · c8 negres alfil · e8 negres dama · f8 negres rei · g8 negres cavall · h8 negres torre · a7 negres peó · b7 negres peó · c7 negres peó · e7 negres alfil · h7 negres peó · f5 negres peó · h5 blanques dama · c4 blanques alfil · e4 blanques peó · h3 negres peó · a2 blanques peó · b2 blanques peó · c2 blanques peó · g2 blanques peó · h2 blanques peó · a1 blanques torre · b1 blanques cavall · c1 blanques alfil · e1 blanques rei · h1 blanques torre | 5 |
| 4 | a8 negres torre · b8 negres cavall · c8 negres alfil · e8 negres dama · f8 negres rei · g8 negres cavall · h8 negres torre · a7 negres peó · b7 negres peó · c7 negres peó · e7 negres alfil · h7 negres peó · f5 negres peó · h5 blanques dama · c4 blanques alfil · e4 blanques peó · h3 negres peó · a2 blanques peó · b2 blanques peó · c2 blanques peó · g2 blanques peó · h2 blanques peó · a1 blanques torre · b1 blanques cavall · c1 blanques alfil · e1 blanques rei · h1 blanques torre | a8 negres torre · b8 negres cavall · c8 negres alfil · e8 negres dama · f8 negres rei · g8 negres cavall · h8 negres torre · a7 negres peó · b7 negres peó · c7 negres peó · e7 negres alfil · h7 negres peó · f5 negres peó · h5 blanques dama · c4 blanques alfil · e4 blanques peó · h3 negres peó · a2 blanques peó · b2 blanques peó · c2 blanques peó · g2 blanques peó · h2 blanques peó · a1 blanques torre · b1 blanques cavall · c1 blanques alfil · e1 blanques rei · h1 blanques torre | a8 negres torre · b8 negres cavall · c8 negres alfil · e8 negres dama · f8 negres rei · g8 negres cavall · h8 negres torre · a7 negres peó · b7 negres peó · c7 negres peó · e7 negres alfil · h7 negres peó · f5 negres peó · h5 blanques dama · c4 blanques alfil · e4 blanques peó · h3 negres peó · a2 blanques peó · b2 blanques peó · c2 blanques peó · g2 blanques peó · h2 blanques peó · a1 blanques torre · b1 blanques cavall · c1 blanques alfil · e1 blanques rei · h1 blanques torre | a8 negres torre · b8 negres cavall · c8 negres alfil · e8 negres dama · f8 negres rei · g8 negres cavall · h8 negres torre · a7 negres peó · b7 negres peó · c7 negres peó · e7 negres alfil · h7 negres peó · f5 negres peó · h5 blanques dama · c4 blanques alfil · e4 blanques peó · h3 negres peó · a2 blanques peó · b2 blanques peó · c2 blanques peó · g2 blanques peó · h2 blanques peó · a1 blanques torre · b1 blanques cavall · c1 blanques alfil · e1 blanques rei · h1 blanques torre | a8 negres torre · b8 negres cavall · c8 negres alfil · e8 negres dama · f8 negres rei · g8 negres cavall · h8 negres torre · a7 negres peó · b7 negres peó · c7 negres peó · e7 negres alfil · h7 negres peó · f5 negres peó · h5 blanques dama · c4 blanques alfil · e4 blanques peó · h3 negres peó · a2 blanques peó · b2 blanques peó · c2 blanques peó · g2 blanques peó · h2 blanques peó · a1 blanques torre · b1 blanques cavall · c1 blanques alfil · e1 blanques rei · h1 blanques torre | a8 negres torre · b8 negres cavall · c8 negres alfil · e8 negres dama · f8 negres rei · g8 negres cavall · h8 negres torre · a7 negres peó · b7 negres peó · c7 negres peó · e7 negres alfil · h7 negres peó · f5 negres peó · h5 blanques dama · c4 blanques alfil · e4 blanques peó · h3 negres peó · a2 blanques peó · b2 blanques peó · c2 blanques peó · g2 blanques peó · h2 blanques peó · a1 blanques torre · b1 blanques cavall · c1 blanques alfil · e1 blanques rei · h1 blanques torre | a8 negres torre · b8 negres cavall · c8 negres alfil · e8 negres dama · f8 negres rei · g8 negres cavall · h8 negres torre · a7 negres peó · b7 negres peó · c7 negres peó · e7 negres alfil · h7 negres peó · f5 negres peó · h5 blanques dama · c4 blanques alfil · e4 blanques peó · h3 negres peó · a2 blanques peó · b2 blanques peó · c2 blanques peó · g2 blanques peó · h2 blanques peó · a1 blanques torre · b1 blanques cavall · c1 blanques alfil · e1 blanques rei · h1 blanques torre | a8 negres torre · b8 negres cavall · c8 negres alfil · e8 negres dama · f8 negres rei · g8 negres cavall · h8 negres torre · a7 negres peó · b7 negres peó · c7 negres peó · e7 negres alfil · h7 negres peó · f5 negres peó · h5 blanques dama · c4 blanques alfil · e4 blanques peó · h3 negres peó · a2 blanques peó · b2 blanques peó · c2 blanques peó · g2 blanques peó · h2 blanques peó · a1 blanques torre · b1 blanques cavall · c1 blanques alfil · e1 blanques rei · h1 blanques torre | 4 |
| 3 | a8 negres torre · b8 negres cavall · c8 negres alfil · e8 negres dama · f8 negres rei · g8 negres cavall · h8 negres torre · a7 negres peó · b7 negres peó · c7 negres peó · e7 negres alfil · h7 negres peó · f5 negres peó · h5 blanques dama · c4 blanques alfil · e4 blanques peó · h3 negres peó · a2 blanques peó · b2 blanques peó · c2 blanques peó · g2 blanques peó · h2 blanques peó · a1 blanques torre · b1 blanques cavall · c1 blanques alfil · e1 blanques rei · h1 blanques torre | a8 negres torre · b8 negres cavall · c8 negres alfil · e8 negres dama · f8 negres rei · g8 negres cavall · h8 negres torre · a7 negres peó · b7 negres peó · c7 negres peó · e7 negres alfil · h7 negres peó · f5 negres peó · h5 blanques dama · c4 blanques alfil · e4 blanques peó · h3 negres peó · a2 blanques peó · b2 blanques peó · c2 blanques peó · g2 blanques peó · h2 blanques peó · a1 blanques torre · b1 blanques cavall · c1 blanques alfil · e1 blanques rei · h1 blanques torre | a8 negres torre · b8 negres cavall · c8 negres alfil · e8 negres dama · f8 negres rei · g8 negres cavall · h8 negres torre · a7 negres peó · b7 negres peó · c7 negres peó · e7 negres alfil · h7 negres peó · f5 negres peó · h5 blanques dama · c4 blanques alfil · e4 blanques peó · h3 negres peó · a2 blanques peó · b2 blanques peó · c2 blanques peó · g2 blanques peó · h2 blanques peó · a1 blanques torre · b1 blanques cavall · c1 blanques alfil · e1 blanques rei · h1 blanques torre | a8 negres torre · b8 negres cavall · c8 negres alfil · e8 negres dama · f8 negres rei · g8 negres cavall · h8 negres torre · a7 negres peó · b7 negres peó · c7 negres peó · e7 negres alfil · h7 negres peó · f5 negres peó · h5 blanques dama · c4 blanques alfil · e4 blanques peó · h3 negres peó · a2 blanques peó · b2 blanques peó · c2 blanques peó · g2 blanques peó · h2 blanques peó · a1 blanques torre · b1 blanques cavall · c1 blanques alfil · e1 blanques rei · h1 blanques torre | a8 negres torre · b8 negres cavall · c8 negres alfil · e8 negres dama · f8 negres rei · g8 negres cavall · h8 negres torre · a7 negres peó · b7 negres peó · c7 negres peó · e7 negres alfil · h7 negres peó · f5 negres peó · h5 blanques dama · c4 blanques alfil · e4 blanques peó · h3 negres peó · a2 blanques peó · b2 blanques peó · c2 blanques peó · g2 blanques peó · h2 blanques peó · a1 blanques torre · b1 blanques cavall · c1 blanques alfil · e1 blanques rei · h1 blanques torre | a8 negres torre · b8 negres cavall · c8 negres alfil · e8 negres dama · f8 negres rei · g8 negres cavall · h8 negres torre · a7 negres peó · b7 negres peó · c7 negres peó · e7 negres alfil · h7 negres peó · f5 negres peó · h5 blanques dama · c4 blanques alfil · e4 blanques peó · h3 negres peó · a2 blanques peó · b2 blanques peó · c2 blanques peó · g2 blanques peó · h2 blanques peó · a1 blanques torre · b1 blanques cavall · c1 blanques alfil · e1 blanques rei · h1 blanques torre | a8 negres torre · b8 negres cavall · c8 negres alfil · e8 negres dama · f8 negres rei · g8 negres cavall · h8 negres torre · a7 negres peó · b7 negres peó · c7 negres peó · e7 negres alfil · h7 negres peó · f5 negres peó · h5 blanques dama · c4 blanques alfil · e4 blanques peó · h3 negres peó · a2 blanques peó · b2 blanques peó · c2 blanques peó · g2 blanques peó · h2 blanques peó · a1 blanques torre · b1 blanques cavall · c1 blanques alfil · e1 blanques rei · h1 blanques torre | a8 negres torre · b8 negres cavall · c8 negres alfil · e8 negres dama · f8 negres rei · g8 negres cavall · h8 negres torre · a7 negres peó · b7 negres peó · c7 negres peó · e7 negres alfil · h7 negres peó · f5 negres peó · h5 blanques dama · c4 blanques alfil · e4 blanques peó · h3 negres peó · a2 blanques peó · b2 blanques peó · c2 blanques peó · g2 blanques peó · h2 blanques peó · a1 blanques torre · b1 blanques cavall · c1 blanques alfil · e1 blanques rei · h1 blanques torre | 3 |
| 2 | a8 negres torre · b8 negres cavall · c8 negres alfil · e8 negres dama · f8 negres rei · g8 negres cavall · h8 negres torre · a7 negres peó · b7 negres peó · c7 negres peó · e7 negres alfil · h7 negres peó · f5 negres peó · h5 blanques dama · c4 blanques alfil · e4 blanques peó · h3 negres peó · a2 blanques peó · b2 blanques peó · c2 blanques peó · g2 blanques peó · h2 blanques peó · a1 blanques torre · b1 blanques cavall · c1 blanques alfil · e1 blanques rei · h1 blanques torre | a8 negres torre · b8 negres cavall · c8 negres alfil · e8 negres dama · f8 negres rei · g8 negres cavall · h8 negres torre · a7 negres peó · b7 negres peó · c7 negres peó · e7 negres alfil · h7 negres peó · f5 negres peó · h5 blanques dama · c4 blanques alfil · e4 blanques peó · h3 negres peó · a2 blanques peó · b2 blanques peó · c2 blanques peó · g2 blanques peó · h2 blanques peó · a1 blanques torre · b1 blanques cavall · c1 blanques alfil · e1 blanques rei · h1 blanques torre | a8 negres torre · b8 negres cavall · c8 negres alfil · e8 negres dama · f8 negres rei · g8 negres cavall · h8 negres torre · a7 negres peó · b7 negres peó · c7 negres peó · e7 negres alfil · h7 negres peó · f5 negres peó · h5 blanques dama · c4 blanques alfil · e4 blanques peó · h3 negres peó · a2 blanques peó · b2 blanques peó · c2 blanques peó · g2 blanques peó · h2 blanques peó · a1 blanques torre · b1 blanques cavall · c1 blanques alfil · e1 blanques rei · h1 blanques torre | a8 negres torre · b8 negres cavall · c8 negres alfil · e8 negres dama · f8 negres rei · g8 negres cavall · h8 negres torre · a7 negres peó · b7 negres peó · c7 negres peó · e7 negres alfil · h7 negres peó · f5 negres peó · h5 blanques dama · c4 blanques alfil · e4 blanques peó · h3 negres peó · a2 blanques peó · b2 blanques peó · c2 blanques peó · g2 blanques peó · h2 blanques peó · a1 blanques torre · b1 blanques cavall · c1 blanques alfil · e1 blanques rei · h1 blanques torre | a8 negres torre · b8 negres cavall · c8 negres alfil · e8 negres dama · f8 negres rei · g8 negres cavall · h8 negres torre · a7 negres peó · b7 negres peó · c7 negres peó · e7 negres alfil · h7 negres peó · f5 negres peó · h5 blanques dama · c4 blanques alfil · e4 blanques peó · h3 negres peó · a2 blanques peó · b2 blanques peó · c2 blanques peó · g2 blanques peó · h2 blanques peó · a1 blanques torre · b1 blanques cavall · c1 blanques alfil · e1 blanques rei · h1 blanques torre | a8 negres torre · b8 negres cavall · c8 negres alfil · e8 negres dama · f8 negres rei · g8 negres cavall · h8 negres torre · a7 negres peó · b7 negres peó · c7 negres peó · e7 negres alfil · h7 negres peó · f5 negres peó · h5 blanques dama · c4 blanques alfil · e4 blanques peó · h3 negres peó · a2 blanques peó · b2 blanques peó · c2 blanques peó · g2 blanques peó · h2 blanques peó · a1 blanques torre · b1 blanques cavall · c1 blanques alfil · e1 blanques rei · h1 blanques torre | a8 negres torre · b8 negres cavall · c8 negres alfil · e8 negres dama · f8 negres rei · g8 negres cavall · h8 negres torre · a7 negres peó · b7 negres peó · c7 negres peó · e7 negres alfil · h7 negres peó · f5 negres peó · h5 blanques dama · c4 blanques alfil · e4 blanques peó · h3 negres peó · a2 blanques peó · b2 blanques peó · c2 blanques peó · g2 blanques peó · h2 blanques peó · a1 blanques torre · b1 blanques cavall · c1 blanques alfil · e1 blanques rei · h1 blanques torre | a8 negres torre · b8 negres cavall · c8 negres alfil · e8 negres dama · f8 negres rei · g8 negres cavall · h8 negres torre · a7 negres peó · b7 negres peó · c7 negres peó · e7 negres alfil · h7 negres peó · f5 negres peó · h5 blanques dama · c4 blanques alfil · e4 blanques peó · h3 negres peó · a2 blanques peó · b2 blanques peó · c2 blanques peó · g2 blanques peó · h2 blanques peó · a1 blanques torre · b1 blanques cavall · c1 blanques alfil · e1 blanques rei · h1 blanques torre | 2 |
| 1 | a8 negres torre · b8 negres cavall · c8 negres alfil · e8 negres dama · f8 negres rei · g8 negres cavall · h8 negres torre · a7 negres peó · b7 negres peó · c7 negres peó · e7 negres alfil · h7 negres peó · f5 negres peó · h5 blanques dama · c4 blanques alfil · e4 blanques peó · h3 negres peó · a2 blanques peó · b2 blanques peó · c2 blanques peó · g2 blanques peó · h2 blanques peó · a1 blanques torre · b1 blanques cavall · c1 blanques alfil · e1 blanques rei · h1 blanques torre | a8 negres torre · b8 negres cavall · c8 negres alfil · e8 negres dama · f8 negres rei · g8 negres cavall · h8 negres torre · a7 negres peó · b7 negres peó · c7 negres peó · e7 negres alfil · h7 negres peó · f5 negres peó · h5 blanques dama · c4 blanques alfil · e4 blanques peó · h3 negres peó · a2 blanques peó · b2 blanques peó · c2 blanques peó · g2 blanques peó · h2 blanques peó · a1 blanques torre · b1 blanques cavall · c1 blanques alfil · e1 blanques rei · h1 blanques torre | a8 negres torre · b8 negres cavall · c8 negres alfil · e8 negres dama · f8 negres rei · g8 negres cavall · h8 negres torre · a7 negres peó · b7 negres peó · c7 negres peó · e7 negres alfil · h7 negres peó · f5 negres peó · h5 blanques dama · c4 blanques alfil · e4 blanques peó · h3 negres peó · a2 blanques peó · b2 blanques peó · c2 blanques peó · g2 blanques peó · h2 blanques peó · a1 blanques torre · b1 blanques cavall · c1 blanques alfil · e1 blanques rei · h1 blanques torre | a8 negres torre · b8 negres cavall · c8 negres alfil · e8 negres dama · f8 negres rei · g8 negres cavall · h8 negres torre · a7 negres peó · b7 negres peó · c7 negres peó · e7 negres alfil · h7 negres peó · f5 negres peó · h5 blanques dama · c4 blanques alfil · e4 blanques peó · h3 negres peó · a2 blanques peó · b2 blanques peó · c2 blanques peó · g2 blanques peó · h2 blanques peó · a1 blanques torre · b1 blanques cavall · c1 blanques alfil · e1 blanques rei · h1 blanques torre | a8 negres torre · b8 negres cavall · c8 negres alfil · e8 negres dama · f8 negres rei · g8 negres cavall · h8 negres torre · a7 negres peó · b7 negres peó · c7 negres peó · e7 negres alfil · h7 negres peó · f5 negres peó · h5 blanques dama · c4 blanques alfil · e4 blanques peó · h3 negres peó · a2 blanques peó · b2 blanques peó · c2 blanques peó · g2 blanques peó · h2 blanques peó · a1 blanques torre · b1 blanques cavall · c1 blanques alfil · e1 blanques rei · h1 blanques torre | a8 negres torre · b8 negres cavall · c8 negres alfil · e8 negres dama · f8 negres rei · g8 negres cavall · h8 negres torre · a7 negres peó · b7 negres peó · c7 negres peó · e7 negres alfil · h7 negres peó · f5 negres peó · h5 blanques dama · c4 blanques alfil · e4 blanques peó · h3 negres peó · a2 blanques peó · b2 blanques peó · c2 blanques peó · g2 blanques peó · h2 blanques peó · a1 blanques torre · b1 blanques cavall · c1 blanques alfil · e1 blanques rei · h1 blanques torre | a8 negres torre · b8 negres cavall · c8 negres alfil · e8 negres dama · f8 negres rei · g8 negres cavall · h8 negres torre · a7 negres peó · b7 negres peó · c7 negres peó · e7 negres alfil · h7 negres peó · f5 negres peó · h5 blanques dama · c4 blanques alfil · e4 blanques peó · h3 negres peó · a2 blanques peó · b2 blanques peó · c2 blanques peó · g2 blanques peó · h2 blanques peó · a1 blanques torre · b1 blanques cavall · c1 blanques alfil · e1 blanques rei · h1 blanques torre | a8 negres torre · b8 negres cavall · c8 negres alfil · e8 negres dama · f8 negres rei · g8 negres cavall · h8 negres torre · a7 negres peó · b7 negres peó · c7 negres peó · e7 negres alfil · h7 negres peó · f5 negres peó · h5 blanques dama · c4 blanques alfil · e4 blanques peó · h3 negres peó · a2 blanques peó · b2 blanques peó · c2 blanques peó · g2 blanques peó · h2 blanques peó · a1 blanques torre · b1 blanques cavall · c1 blanques alfil · e1 blanques rei · h1 blanques torre | 1 |
|   | a | b | c | d | e | f | g | h |   |

Més rarament, el mat de Boden pot ocórrer, per exemple, (a) quan l'alfil blanc a g6 fa mat a un rei situat a e8, on està confinat per un alfil blanc a a3, amb la seva pròpia dama a d8 i un cavall a d7 o (b) quan un alfil a h6 fa mat a un rei a f8, on està confinat per un alfil blanc a c4, amb la seva pròpia dama a e8 i un alfil a e7. Un exemple del primer cas és la partida Alekhin–Vasic, Banja Luka 1931: 1.e4 e6 2.d4 d5 3.Cc3 Ab4 4.Ad3 Axc3+? 5.bxc3 h6? 6.Aa3 Cd7 7.De2 dxe4 8.Axe4 Cgf6 9.Ad3 b6??, quan les blanques fan mat amb 10.Dxe6+ fxe6 11.Ag6#. Un exemple del segon cas va ocórrer a la partida Elyashov–NN, París 1948, que il·lustra una trampa d'obertura que sorgeix en el gambit From. Després de 1.f4 e5!? 2.fxe5 d6 3.exd6 Axd6 4.Cf3 g5 5.d4 g4 6.Cg5?! f5 7.e4 Ae7? 8.Ch3! gxh3 9.Dh5+ Rf8 10.Ac4 De8, les blanques fan mat amb 11.Dh6+! Cxh6 12.Axh6#.
|   | a | b | c | d | e | f | g | h |   |
| 8 | a8 negres torre · e8 negres dama · f8 negres alfil · h8 negres torre · a7 negres peó · b7 negres peó · c7 negres peó · d7 negres alfil · e7 negres rei · g7 negres peó · c6 negres cavall · d6 negres peó · g6 negres cavall · h6 negres peó · h5 blanques dama · c4 blanques alfil · d4 blanques peó · e4 blanques peó · c3 blanques peó · a2 blanques peó · b2 blanques peó · f2 blanques peó · g2 blanques peó · h2 blanques peó · a1 blanques torre · c1 blanques alfil · e1 blanques rei · h1 blanques torre | a8 negres torre · e8 negres dama · f8 negres alfil · h8 negres torre · a7 negres peó · b7 negres peó · c7 negres peó · d7 negres alfil · e7 negres rei · g7 negres peó · c6 negres cavall · d6 negres peó · g6 negres cavall · h6 negres peó · h5 blanques dama · c4 blanques alfil · d4 blanques peó · e4 blanques peó · c3 blanques peó · a2 blanques peó · b2 blanques peó · f2 blanques peó · g2 blanques peó · h2 blanques peó · a1 blanques torre · c1 blanques alfil · e1 blanques rei · h1 blanques torre | a8 negres torre · e8 negres dama · f8 negres alfil · h8 negres torre · a7 negres peó · b7 negres peó · c7 negres peó · d7 negres alfil · e7 negres rei · g7 negres peó · c6 negres cavall · d6 negres peó · g6 negres cavall · h6 negres peó · h5 blanques dama · c4 blanques alfil · d4 blanques peó · e4 blanques peó · c3 blanques peó · a2 blanques peó · b2 blanques peó · f2 blanques peó · g2 blanques peó · h2 blanques peó · a1 blanques torre · c1 blanques alfil · e1 blanques rei · h1 blanques torre | a8 negres torre · e8 negres dama · f8 negres alfil · h8 negres torre · a7 negres peó · b7 negres peó · c7 negres peó · d7 negres alfil · e7 negres rei · g7 negres peó · c6 negres cavall · d6 negres peó · g6 negres cavall · h6 negres peó · h5 blanques dama · c4 blanques alfil · d4 blanques peó · e4 blanques peó · c3 blanques peó · a2 blanques peó · b2 blanques peó · f2 blanques peó · g2 blanques peó · h2 blanques peó · a1 blanques torre · c1 blanques alfil · e1 blanques rei · h1 blanques torre | a8 negres torre · e8 negres dama · f8 negres alfil · h8 negres torre · a7 negres peó · b7 negres peó · c7 negres peó · d7 negres alfil · e7 negres rei · g7 negres peó · c6 negres cavall · d6 negres peó · g6 negres cavall · h6 negres peó · h5 blanques dama · c4 blanques alfil · d4 blanques peó · e4 blanques peó · c3 blanques peó · a2 blanques peó · b2 blanques peó · f2 blanques peó · g2 blanques peó · h2 blanques peó · a1 blanques torre · c1 blanques alfil · e1 blanques rei · h1 blanques torre | a8 negres torre · e8 negres dama · f8 negres alfil · h8 negres torre · a7 negres peó · b7 negres peó · c7 negres peó · d7 negres alfil · e7 negres rei · g7 negres peó · c6 negres cavall · d6 negres peó · g6 negres cavall · h6 negres peó · h5 blanques dama · c4 blanques alfil · d4 blanques peó · e4 blanques peó · c3 blanques peó · a2 blanques peó · b2 blanques peó · f2 blanques peó · g2 blanques peó · h2 blanques peó · a1 blanques torre · c1 blanques alfil · e1 blanques rei · h1 blanques torre | a8 negres torre · e8 negres dama · f8 negres alfil · h8 negres torre · a7 negres peó · b7 negres peó · c7 negres peó · d7 negres alfil · e7 negres rei · g7 negres peó · c6 negres cavall · d6 negres peó · g6 negres cavall · h6 negres peó · h5 blanques dama · c4 blanques alfil · d4 blanques peó · e4 blanques peó · c3 blanques peó · a2 blanques peó · b2 blanques peó · f2 blanques peó · g2 blanques peó · h2 blanques peó · a1 blanques torre · c1 blanques alfil · e1 blanques rei · h1 blanques torre | a8 negres torre · e8 negres dama · f8 negres alfil · h8 negres torre · a7 negres peó · b7 negres peó · c7 negres peó · d7 negres alfil · e7 negres rei · g7 negres peó · c6 negres cavall · d6 negres peó · g6 negres cavall · h6 negres peó · h5 blanques dama · c4 blanques alfil · d4 blanques peó · e4 blanques peó · c3 blanques peó · a2 blanques peó · b2 blanques peó · f2 blanques peó · g2 blanques peó · h2 blanques peó · a1 blanques torre · c1 blanques alfil · e1 blanques rei · h1 blanques torre | 8 |
| 7 | a8 negres torre · e8 negres dama · f8 negres alfil · h8 negres torre · a7 negres peó · b7 negres peó · c7 negres peó · d7 negres alfil · e7 negres rei · g7 negres peó · c6 negres cavall · d6 negres peó · g6 negres cavall · h6 negres peó · h5 blanques dama · c4 blanques alfil · d4 blanques peó · e4 blanques peó · c3 blanques peó · a2 blanques peó · b2 blanques peó · f2 blanques peó · g2 blanques peó · h2 blanques peó · a1 blanques torre · c1 blanques alfil · e1 blanques rei · h1 blanques torre | a8 negres torre · e8 negres dama · f8 negres alfil · h8 negres torre · a7 negres peó · b7 negres peó · c7 negres peó · d7 negres alfil · e7 negres rei · g7 negres peó · c6 negres cavall · d6 negres peó · g6 negres cavall · h6 negres peó · h5 blanques dama · c4 blanques alfil · d4 blanques peó · e4 blanques peó · c3 blanques peó · a2 blanques peó · b2 blanques peó · f2 blanques peó · g2 blanques peó · h2 blanques peó · a1 blanques torre · c1 blanques alfil · e1 blanques rei · h1 blanques torre | a8 negres torre · e8 negres dama · f8 negres alfil · h8 negres torre · a7 negres peó · b7 negres peó · c7 negres peó · d7 negres alfil · e7 negres rei · g7 negres peó · c6 negres cavall · d6 negres peó · g6 negres cavall · h6 negres peó · h5 blanques dama · c4 blanques alfil · d4 blanques peó · e4 blanques peó · c3 blanques peó · a2 blanques peó · b2 blanques peó · f2 blanques peó · g2 blanques peó · h2 blanques peó · a1 blanques torre · c1 blanques alfil · e1 blanques rei · h1 blanques torre | a8 negres torre · e8 negres dama · f8 negres alfil · h8 negres torre · a7 negres peó · b7 negres peó · c7 negres peó · d7 negres alfil · e7 negres rei · g7 negres peó · c6 negres cavall · d6 negres peó · g6 negres cavall · h6 negres peó · h5 blanques dama · c4 blanques alfil · d4 blanques peó · e4 blanques peó · c3 blanques peó · a2 blanques peó · b2 blanques peó · f2 blanques peó · g2 blanques peó · h2 blanques peó · a1 blanques torre · c1 blanques alfil · e1 blanques rei · h1 blanques torre | a8 negres torre · e8 negres dama · f8 negres alfil · h8 negres torre · a7 negres peó · b7 negres peó · c7 negres peó · d7 negres alfil · e7 negres rei · g7 negres peó · c6 negres cavall · d6 negres peó · g6 negres cavall · h6 negres peó · h5 blanques dama · c4 blanques alfil · d4 blanques peó · e4 blanques peó · c3 blanques peó · a2 blanques peó · b2 blanques peó · f2 blanques peó · g2 blanques peó · h2 blanques peó · a1 blanques torre · c1 blanques alfil · e1 blanques rei · h1 blanques torre | a8 negres torre · e8 negres dama · f8 negres alfil · h8 negres torre · a7 negres peó · b7 negres peó · c7 negres peó · d7 negres alfil · e7 negres rei · g7 negres peó · c6 negres cavall · d6 negres peó · g6 negres cavall · h6 negres peó · h5 blanques dama · c4 blanques alfil · d4 blanques peó · e4 blanques peó · c3 blanques peó · a2 blanques peó · b2 blanques peó · f2 blanques peó · g2 blanques peó · h2 blanques peó · a1 blanques torre · c1 blanques alfil · e1 blanques rei · h1 blanques torre | a8 negres torre · e8 negres dama · f8 negres alfil · h8 negres torre · a7 negres peó · b7 negres peó · c7 negres peó · d7 negres alfil · e7 negres rei · g7 negres peó · c6 negres cavall · d6 negres peó · g6 negres cavall · h6 negres peó · h5 blanques dama · c4 blanques alfil · d4 blanques peó · e4 blanques peó · c3 blanques peó · a2 blanques peó · b2 blanques peó · f2 blanques peó · g2 blanques peó · h2 blanques peó · a1 blanques torre · c1 blanques alfil · e1 blanques rei · h1 blanques torre | a8 negres torre · e8 negres dama · f8 negres alfil · h8 negres torre · a7 negres peó · b7 negres peó · c7 negres peó · d7 negres alfil · e7 negres rei · g7 negres peó · c6 negres cavall · d6 negres peó · g6 negres cavall · h6 negres peó · h5 blanques dama · c4 blanques alfil · d4 blanques peó · e4 blanques peó · c3 blanques peó · a2 blanques peó · b2 blanques peó · f2 blanques peó · g2 blanques peó · h2 blanques peó · a1 blanques torre · c1 blanques alfil · e1 blanques rei · h1 blanques torre | 7 |
| 6 | a8 negres torre · e8 negres dama · f8 negres alfil · h8 negres torre · a7 negres peó · b7 negres peó · c7 negres peó · d7 negres alfil · e7 negres rei · g7 negres peó · c6 negres cavall · d6 negres peó · g6 negres cavall · h6 negres peó · h5 blanques dama · c4 blanques alfil · d4 blanques peó · e4 blanques peó · c3 blanques peó · a2 blanques peó · b2 blanques peó · f2 blanques peó · g2 blanques peó · h2 blanques peó · a1 blanques torre · c1 blanques alfil · e1 blanques rei · h1 blanques torre | a8 negres torre · e8 negres dama · f8 negres alfil · h8 negres torre · a7 negres peó · b7 negres peó · c7 negres peó · d7 negres alfil · e7 negres rei · g7 negres peó · c6 negres cavall · d6 negres peó · g6 negres cavall · h6 negres peó · h5 blanques dama · c4 blanques alfil · d4 blanques peó · e4 blanques peó · c3 blanques peó · a2 blanques peó · b2 blanques peó · f2 blanques peó · g2 blanques peó · h2 blanques peó · a1 blanques torre · c1 blanques alfil · e1 blanques rei · h1 blanques torre | a8 negres torre · e8 negres dama · f8 negres alfil · h8 negres torre · a7 negres peó · b7 negres peó · c7 negres peó · d7 negres alfil · e7 negres rei · g7 negres peó · c6 negres cavall · d6 negres peó · g6 negres cavall · h6 negres peó · h5 blanques dama · c4 blanques alfil · d4 blanques peó · e4 blanques peó · c3 blanques peó · a2 blanques peó · b2 blanques peó · f2 blanques peó · g2 blanques peó · h2 blanques peó · a1 blanques torre · c1 blanques alfil · e1 blanques rei · h1 blanques torre | a8 negres torre · e8 negres dama · f8 negres alfil · h8 negres torre · a7 negres peó · b7 negres peó · c7 negres peó · d7 negres alfil · e7 negres rei · g7 negres peó · c6 negres cavall · d6 negres peó · g6 negres cavall · h6 negres peó · h5 blanques dama · c4 blanques alfil · d4 blanques peó · e4 blanques peó · c3 blanques peó · a2 blanques peó · b2 blanques peó · f2 blanques peó · g2 blanques peó · h2 blanques peó · a1 blanques torre · c1 blanques alfil · e1 blanques rei · h1 blanques torre | a8 negres torre · e8 negres dama · f8 negres alfil · h8 negres torre · a7 negres peó · b7 negres peó · c7 negres peó · d7 negres alfil · e7 negres rei · g7 negres peó · c6 negres cavall · d6 negres peó · g6 negres cavall · h6 negres peó · h5 blanques dama · c4 blanques alfil · d4 blanques peó · e4 blanques peó · c3 blanques peó · a2 blanques peó · b2 blanques peó · f2 blanques peó · g2 blanques peó · h2 blanques peó · a1 blanques torre · c1 blanques alfil · e1 blanques rei · h1 blanques torre | a8 negres torre · e8 negres dama · f8 negres alfil · h8 negres torre · a7 negres peó · b7 negres peó · c7 negres peó · d7 negres alfil · e7 negres rei · g7 negres peó · c6 negres cavall · d6 negres peó · g6 negres cavall · h6 negres peó · h5 blanques dama · c4 blanques alfil · d4 blanques peó · e4 blanques peó · c3 blanques peó · a2 blanques peó · b2 blanques peó · f2 blanques peó · g2 blanques peó · h2 blanques peó · a1 blanques torre · c1 blanques alfil · e1 blanques rei · h1 blanques torre | a8 negres torre · e8 negres dama · f8 negres alfil · h8 negres torre · a7 negres peó · b7 negres peó · c7 negres peó · d7 negres alfil · e7 negres rei · g7 negres peó · c6 negres cavall · d6 negres peó · g6 negres cavall · h6 negres peó · h5 blanques dama · c4 blanques alfil · d4 blanques peó · e4 blanques peó · c3 blanques peó · a2 blanques peó · b2 blanques peó · f2 blanques peó · g2 blanques peó · h2 blanques peó · a1 blanques torre · c1 blanques alfil · e1 blanques rei · h1 blanques torre | a8 negres torre · e8 negres dama · f8 negres alfil · h8 negres torre · a7 negres peó · b7 negres peó · c7 negres peó · d7 negres alfil · e7 negres rei · g7 negres peó · c6 negres cavall · d6 negres peó · g6 negres cavall · h6 negres peó · h5 blanques dama · c4 blanques alfil · d4 blanques peó · e4 blanques peó · c3 blanques peó · a2 blanques peó · b2 blanques peó · f2 blanques peó · g2 blanques peó · h2 blanques peó · a1 blanques torre · c1 blanques alfil · e1 blanques rei · h1 blanques torre | 6 |
| 5 | a8 negres torre · e8 negres dama · f8 negres alfil · h8 negres torre · a7 negres peó · b7 negres peó · c7 negres peó · d7 negres alfil · e7 negres rei · g7 negres peó · c6 negres cavall · d6 negres peó · g6 negres cavall · h6 negres peó · h5 blanques dama · c4 blanques alfil · d4 blanques peó · e4 blanques peó · c3 blanques peó · a2 blanques peó · b2 blanques peó · f2 blanques peó · g2 blanques peó · h2 blanques peó · a1 blanques torre · c1 blanques alfil · e1 blanques rei · h1 blanques torre | a8 negres torre · e8 negres dama · f8 negres alfil · h8 negres torre · a7 negres peó · b7 negres peó · c7 negres peó · d7 negres alfil · e7 negres rei · g7 negres peó · c6 negres cavall · d6 negres peó · g6 negres cavall · h6 negres peó · h5 blanques dama · c4 blanques alfil · d4 blanques peó · e4 blanques peó · c3 blanques peó · a2 blanques peó · b2 blanques peó · f2 blanques peó · g2 blanques peó · h2 blanques peó · a1 blanques torre · c1 blanques alfil · e1 blanques rei · h1 blanques torre | a8 negres torre · e8 negres dama · f8 negres alfil · h8 negres torre · a7 negres peó · b7 negres peó · c7 negres peó · d7 negres alfil · e7 negres rei · g7 negres peó · c6 negres cavall · d6 negres peó · g6 negres cavall · h6 negres peó · h5 blanques dama · c4 blanques alfil · d4 blanques peó · e4 blanques peó · c3 blanques peó · a2 blanques peó · b2 blanques peó · f2 blanques peó · g2 blanques peó · h2 blanques peó · a1 blanques torre · c1 blanques alfil · e1 blanques rei · h1 blanques torre | a8 negres torre · e8 negres dama · f8 negres alfil · h8 negres torre · a7 negres peó · b7 negres peó · c7 negres peó · d7 negres alfil · e7 negres rei · g7 negres peó · c6 negres cavall · d6 negres peó · g6 negres cavall · h6 negres peó · h5 blanques dama · c4 blanques alfil · d4 blanques peó · e4 blanques peó · c3 blanques peó · a2 blanques peó · b2 blanques peó · f2 blanques peó · g2 blanques peó · h2 blanques peó · a1 blanques torre · c1 blanques alfil · e1 blanques rei · h1 blanques torre | a8 negres torre · e8 negres dama · f8 negres alfil · h8 negres torre · a7 negres peó · b7 negres peó · c7 negres peó · d7 negres alfil · e7 negres rei · g7 negres peó · c6 negres cavall · d6 negres peó · g6 negres cavall · h6 negres peó · h5 blanques dama · c4 blanques alfil · d4 blanques peó · e4 blanques peó · c3 blanques peó · a2 blanques peó · b2 blanques peó · f2 blanques peó · g2 blanques peó · h2 blanques peó · a1 blanques torre · c1 blanques alfil · e1 blanques rei · h1 blanques torre | a8 negres torre · e8 negres dama · f8 negres alfil · h8 negres torre · a7 negres peó · b7 negres peó · c7 negres peó · d7 negres alfil · e7 negres rei · g7 negres peó · c6 negres cavall · d6 negres peó · g6 negres cavall · h6 negres peó · h5 blanques dama · c4 blanques alfil · d4 blanques peó · e4 blanques peó · c3 blanques peó · a2 blanques peó · b2 blanques peó · f2 blanques peó · g2 blanques peó · h2 blanques peó · a1 blanques torre · c1 blanques alfil · e1 blanques rei · h1 blanques torre | a8 negres torre · e8 negres dama · f8 negres alfil · h8 negres torre · a7 negres peó · b7 negres peó · c7 negres peó · d7 negres alfil · e7 negres rei · g7 negres peó · c6 negres cavall · d6 negres peó · g6 negres cavall · h6 negres peó · h5 blanques dama · c4 blanques alfil · d4 blanques peó · e4 blanques peó · c3 blanques peó · a2 blanques peó · b2 blanques peó · f2 blanques peó · g2 blanques peó · h2 blanques peó · a1 blanques torre · c1 blanques alfil · e1 blanques rei · h1 blanques torre | a8 negres torre · e8 negres dama · f8 negres alfil · h8 negres torre · a7 negres peó · b7 negres peó · c7 negres peó · d7 negres alfil · e7 negres rei · g7 negres peó · c6 negres cavall · d6 negres peó · g6 negres cavall · h6 negres peó · h5 blanques dama · c4 blanques alfil · d4 blanques peó · e4 blanques peó · c3 blanques peó · a2 blanques peó · b2 blanques peó · f2 blanques peó · g2 blanques peó · h2 blanques peó · a1 blanques torre · c1 blanques alfil · e1 blanques rei · h1 blanques torre | 5 |
| 4 | a8 negres torre · e8 negres dama · f8 negres alfil · h8 negres torre · a7 negres peó · b7 negres peó · c7 negres peó · d7 negres alfil · e7 negres rei · g7 negres peó · c6 negres cavall · d6 negres peó · g6 negres cavall · h6 negres peó · h5 blanques dama · c4 blanques alfil · d4 blanques peó · e4 blanques peó · c3 blanques peó · a2 blanques peó · b2 blanques peó · f2 blanques peó · g2 blanques peó · h2 blanques peó · a1 blanques torre · c1 blanques alfil · e1 blanques rei · h1 blanques torre | a8 negres torre · e8 negres dama · f8 negres alfil · h8 negres torre · a7 negres peó · b7 negres peó · c7 negres peó · d7 negres alfil · e7 negres rei · g7 negres peó · c6 negres cavall · d6 negres peó · g6 negres cavall · h6 negres peó · h5 blanques dama · c4 blanques alfil · d4 blanques peó · e4 blanques peó · c3 blanques peó · a2 blanques peó · b2 blanques peó · f2 blanques peó · g2 blanques peó · h2 blanques peó · a1 blanques torre · c1 blanques alfil · e1 blanques rei · h1 blanques torre | a8 negres torre · e8 negres dama · f8 negres alfil · h8 negres torre · a7 negres peó · b7 negres peó · c7 negres peó · d7 negres alfil · e7 negres rei · g7 negres peó · c6 negres cavall · d6 negres peó · g6 negres cavall · h6 negres peó · h5 blanques dama · c4 blanques alfil · d4 blanques peó · e4 blanques peó · c3 blanques peó · a2 blanques peó · b2 blanques peó · f2 blanques peó · g2 blanques peó · h2 blanques peó · a1 blanques torre · c1 blanques alfil · e1 blanques rei · h1 blanques torre | a8 negres torre · e8 negres dama · f8 negres alfil · h8 negres torre · a7 negres peó · b7 negres peó · c7 negres peó · d7 negres alfil · e7 negres rei · g7 negres peó · c6 negres cavall · d6 negres peó · g6 negres cavall · h6 negres peó · h5 blanques dama · c4 blanques alfil · d4 blanques peó · e4 blanques peó · c3 blanques peó · a2 blanques peó · b2 blanques peó · f2 blanques peó · g2 blanques peó · h2 blanques peó · a1 blanques torre · c1 blanques alfil · e1 blanques rei · h1 blanques torre | a8 negres torre · e8 negres dama · f8 negres alfil · h8 negres torre · a7 negres peó · b7 negres peó · c7 negres peó · d7 negres alfil · e7 negres rei · g7 negres peó · c6 negres cavall · d6 negres peó · g6 negres cavall · h6 negres peó · h5 blanques dama · c4 blanques alfil · d4 blanques peó · e4 blanques peó · c3 blanques peó · a2 blanques peó · b2 blanques peó · f2 blanques peó · g2 blanques peó · h2 blanques peó · a1 blanques torre · c1 blanques alfil · e1 blanques rei · h1 blanques torre | a8 negres torre · e8 negres dama · f8 negres alfil · h8 negres torre · a7 negres peó · b7 negres peó · c7 negres peó · d7 negres alfil · e7 negres rei · g7 negres peó · c6 negres cavall · d6 negres peó · g6 negres cavall · h6 negres peó · h5 blanques dama · c4 blanques alfil · d4 blanques peó · e4 blanques peó · c3 blanques peó · a2 blanques peó · b2 blanques peó · f2 blanques peó · g2 blanques peó · h2 blanques peó · a1 blanques torre · c1 blanques alfil · e1 blanques rei · h1 blanques torre | a8 negres torre · e8 negres dama · f8 negres alfil · h8 negres torre · a7 negres peó · b7 negres peó · c7 negres peó · d7 negres alfil · e7 negres rei · g7 negres peó · c6 negres cavall · d6 negres peó · g6 negres cavall · h6 negres peó · h5 blanques dama · c4 blanques alfil · d4 blanques peó · e4 blanques peó · c3 blanques peó · a2 blanques peó · b2 blanques peó · f2 blanques peó · g2 blanques peó · h2 blanques peó · a1 blanques torre · c1 blanques alfil · e1 blanques rei · h1 blanques torre | a8 negres torre · e8 negres dama · f8 negres alfil · h8 negres torre · a7 negres peó · b7 negres peó · c7 negres peó · d7 negres alfil · e7 negres rei · g7 negres peó · c6 negres cavall · d6 negres peó · g6 negres cavall · h6 negres peó · h5 blanques dama · c4 blanques alfil · d4 blanques peó · e4 blanques peó · c3 blanques peó · a2 blanques peó · b2 blanques peó · f2 blanques peó · g2 blanques peó · h2 blanques peó · a1 blanques torre · c1 blanques alfil · e1 blanques rei · h1 blanques torre | 4 |
| 3 | a8 negres torre · e8 negres dama · f8 negres alfil · h8 negres torre · a7 negres peó · b7 negres peó · c7 negres peó · d7 negres alfil · e7 negres rei · g7 negres peó · c6 negres cavall · d6 negres peó · g6 negres cavall · h6 negres peó · h5 blanques dama · c4 blanques alfil · d4 blanques peó · e4 blanques peó · c3 blanques peó · a2 blanques peó · b2 blanques peó · f2 blanques peó · g2 blanques peó · h2 blanques peó · a1 blanques torre · c1 blanques alfil · e1 blanques rei · h1 blanques torre | a8 negres torre · e8 negres dama · f8 negres alfil · h8 negres torre · a7 negres peó · b7 negres peó · c7 negres peó · d7 negres alfil · e7 negres rei · g7 negres peó · c6 negres cavall · d6 negres peó · g6 negres cavall · h6 negres peó · h5 blanques dama · c4 blanques alfil · d4 blanques peó · e4 blanques peó · c3 blanques peó · a2 blanques peó · b2 blanques peó · f2 blanques peó · g2 blanques peó · h2 blanques peó · a1 blanques torre · c1 blanques alfil · e1 blanques rei · h1 blanques torre | a8 negres torre · e8 negres dama · f8 negres alfil · h8 negres torre · a7 negres peó · b7 negres peó · c7 negres peó · d7 negres alfil · e7 negres rei · g7 negres peó · c6 negres cavall · d6 negres peó · g6 negres cavall · h6 negres peó · h5 blanques dama · c4 blanques alfil · d4 blanques peó · e4 blanques peó · c3 blanques peó · a2 blanques peó · b2 blanques peó · f2 blanques peó · g2 blanques peó · h2 blanques peó · a1 blanques torre · c1 blanques alfil · e1 blanques rei · h1 blanques torre | a8 negres torre · e8 negres dama · f8 negres alfil · h8 negres torre · a7 negres peó · b7 negres peó · c7 negres peó · d7 negres alfil · e7 negres rei · g7 negres peó · c6 negres cavall · d6 negres peó · g6 negres cavall · h6 negres peó · h5 blanques dama · c4 blanques alfil · d4 blanques peó · e4 blanques peó · c3 blanques peó · a2 blanques peó · b2 blanques peó · f2 blanques peó · g2 blanques peó · h2 blanques peó · a1 blanques torre · c1 blanques alfil · e1 blanques rei · h1 blanques torre | a8 negres torre · e8 negres dama · f8 negres alfil · h8 negres torre · a7 negres peó · b7 negres peó · c7 negres peó · d7 negres alfil · e7 negres rei · g7 negres peó · c6 negres cavall · d6 negres peó · g6 negres cavall · h6 negres peó · h5 blanques dama · c4 blanques alfil · d4 blanques peó · e4 blanques peó · c3 blanques peó · a2 blanques peó · b2 blanques peó · f2 blanques peó · g2 blanques peó · h2 blanques peó · a1 blanques torre · c1 blanques alfil · e1 blanques rei · h1 blanques torre | a8 negres torre · e8 negres dama · f8 negres alfil · h8 negres torre · a7 negres peó · b7 negres peó · c7 negres peó · d7 negres alfil · e7 negres rei · g7 negres peó · c6 negres cavall · d6 negres peó · g6 negres cavall · h6 negres peó · h5 blanques dama · c4 blanques alfil · d4 blanques peó · e4 blanques peó · c3 blanques peó · a2 blanques peó · b2 blanques peó · f2 blanques peó · g2 blanques peó · h2 blanques peó · a1 blanques torre · c1 blanques alfil · e1 blanques rei · h1 blanques torre | a8 negres torre · e8 negres dama · f8 negres alfil · h8 negres torre · a7 negres peó · b7 negres peó · c7 negres peó · d7 negres alfil · e7 negres rei · g7 negres peó · c6 negres cavall · d6 negres peó · g6 negres cavall · h6 negres peó · h5 blanques dama · c4 blanques alfil · d4 blanques peó · e4 blanques peó · c3 blanques peó · a2 blanques peó · b2 blanques peó · f2 blanques peó · g2 blanques peó · h2 blanques peó · a1 blanques torre · c1 blanques alfil · e1 blanques rei · h1 blanques torre | a8 negres torre · e8 negres dama · f8 negres alfil · h8 negres torre · a7 negres peó · b7 negres peó · c7 negres peó · d7 negres alfil · e7 negres rei · g7 negres peó · c6 negres cavall · d6 negres peó · g6 negres cavall · h6 negres peó · h5 blanques dama · c4 blanques alfil · d4 blanques peó · e4 blanques peó · c3 blanques peó · a2 blanques peó · b2 blanques peó · f2 blanques peó · g2 blanques peó · h2 blanques peó · a1 blanques torre · c1 blanques alfil · e1 blanques rei · h1 blanques torre | 3 |
| 2 | a8 negres torre · e8 negres dama · f8 negres alfil · h8 negres torre · a7 negres peó · b7 negres peó · c7 negres peó · d7 negres alfil · e7 negres rei · g7 negres peó · c6 negres cavall · d6 negres peó · g6 negres cavall · h6 negres peó · h5 blanques dama · c4 blanques alfil · d4 blanques peó · e4 blanques peó · c3 blanques peó · a2 blanques peó · b2 blanques peó · f2 blanques peó · g2 blanques peó · h2 blanques peó · a1 blanques torre · c1 blanques alfil · e1 blanques rei · h1 blanques torre | a8 negres torre · e8 negres dama · f8 negres alfil · h8 negres torre · a7 negres peó · b7 negres peó · c7 negres peó · d7 negres alfil · e7 negres rei · g7 negres peó · c6 negres cavall · d6 negres peó · g6 negres cavall · h6 negres peó · h5 blanques dama · c4 blanques alfil · d4 blanques peó · e4 blanques peó · c3 blanques peó · a2 blanques peó · b2 blanques peó · f2 blanques peó · g2 blanques peó · h2 blanques peó · a1 blanques torre · c1 blanques alfil · e1 blanques rei · h1 blanques torre | a8 negres torre · e8 negres dama · f8 negres alfil · h8 negres torre · a7 negres peó · b7 negres peó · c7 negres peó · d7 negres alfil · e7 negres rei · g7 negres peó · c6 negres cavall · d6 negres peó · g6 negres cavall · h6 negres peó · h5 blanques dama · c4 blanques alfil · d4 blanques peó · e4 blanques peó · c3 blanques peó · a2 blanques peó · b2 blanques peó · f2 blanques peó · g2 blanques peó · h2 blanques peó · a1 blanques torre · c1 blanques alfil · e1 blanques rei · h1 blanques torre | a8 negres torre · e8 negres dama · f8 negres alfil · h8 negres torre · a7 negres peó · b7 negres peó · c7 negres peó · d7 negres alfil · e7 negres rei · g7 negres peó · c6 negres cavall · d6 negres peó · g6 negres cavall · h6 negres peó · h5 blanques dama · c4 blanques alfil · d4 blanques peó · e4 blanques peó · c3 blanques peó · a2 blanques peó · b2 blanques peó · f2 blanques peó · g2 blanques peó · h2 blanques peó · a1 blanques torre · c1 blanques alfil · e1 blanques rei · h1 blanques torre | a8 negres torre · e8 negres dama · f8 negres alfil · h8 negres torre · a7 negres peó · b7 negres peó · c7 negres peó · d7 negres alfil · e7 negres rei · g7 negres peó · c6 negres cavall · d6 negres peó · g6 negres cavall · h6 negres peó · h5 blanques dama · c4 blanques alfil · d4 blanques peó · e4 blanques peó · c3 blanques peó · a2 blanques peó · b2 blanques peó · f2 blanques peó · g2 blanques peó · h2 blanques peó · a1 blanques torre · c1 blanques alfil · e1 blanques rei · h1 blanques torre | a8 negres torre · e8 negres dama · f8 negres alfil · h8 negres torre · a7 negres peó · b7 negres peó · c7 negres peó · d7 negres alfil · e7 negres rei · g7 negres peó · c6 negres cavall · d6 negres peó · g6 negres cavall · h6 negres peó · h5 blanques dama · c4 blanques alfil · d4 blanques peó · e4 blanques peó · c3 blanques peó · a2 blanques peó · b2 blanques peó · f2 blanques peó · g2 blanques peó · h2 blanques peó · a1 blanques torre · c1 blanques alfil · e1 blanques rei · h1 blanques torre | a8 negres torre · e8 negres dama · f8 negres alfil · h8 negres torre · a7 negres peó · b7 negres peó · c7 negres peó · d7 negres alfil · e7 negres rei · g7 negres peó · c6 negres cavall · d6 negres peó · g6 negres cavall · h6 negres peó · h5 blanques dama · c4 blanques alfil · d4 blanques peó · e4 blanques peó · c3 blanques peó · a2 blanques peó · b2 blanques peó · f2 blanques peó · g2 blanques peó · h2 blanques peó · a1 blanques torre · c1 blanques alfil · e1 blanques rei · h1 blanques torre | a8 negres torre · e8 negres dama · f8 negres alfil · h8 negres torre · a7 negres peó · b7 negres peó · c7 negres peó · d7 negres alfil · e7 negres rei · g7 negres peó · c6 negres cavall · d6 negres peó · g6 negres cavall · h6 negres peó · h5 blanques dama · c4 blanques alfil · d4 blanques peó · e4 blanques peó · c3 blanques peó · a2 blanques peó · b2 blanques peó · f2 blanques peó · g2 blanques peó · h2 blanques peó · a1 blanques torre · c1 blanques alfil · e1 blanques rei · h1 blanques torre | 2 |
| 1 | a8 negres torre · e8 negres dama · f8 negres alfil · h8 negres torre · a7 negres peó · b7 negres peó · c7 negres peó · d7 negres alfil · e7 negres rei · g7 negres peó · c6 negres cavall · d6 negres peó · g6 negres cavall · h6 negres peó · h5 blanques dama · c4 blanques alfil · d4 blanques peó · e4 blanques peó · c3 blanques peó · a2 blanques peó · b2 blanques peó · f2 blanques peó · g2 blanques peó · h2 blanques peó · a1 blanques torre · c1 blanques alfil · e1 blanques rei · h1 blanques torre | a8 negres torre · e8 negres dama · f8 negres alfil · h8 negres torre · a7 negres peó · b7 negres peó · c7 negres peó · d7 negres alfil · e7 negres rei · g7 negres peó · c6 negres cavall · d6 negres peó · g6 negres cavall · h6 negres peó · h5 blanques dama · c4 blanques alfil · d4 blanques peó · e4 blanques peó · c3 blanques peó · a2 blanques peó · b2 blanques peó · f2 blanques peó · g2 blanques peó · h2 blanques peó · a1 blanques torre · c1 blanques alfil · e1 blanques rei · h1 blanques torre | a8 negres torre · e8 negres dama · f8 negres alfil · h8 negres torre · a7 negres peó · b7 negres peó · c7 negres peó · d7 negres alfil · e7 negres rei · g7 negres peó · c6 negres cavall · d6 negres peó · g6 negres cavall · h6 negres peó · h5 blanques dama · c4 blanques alfil · d4 blanques peó · e4 blanques peó · c3 blanques peó · a2 blanques peó · b2 blanques peó · f2 blanques peó · g2 blanques peó · h2 blanques peó · a1 blanques torre · c1 blanques alfil · e1 blanques rei · h1 blanques torre | a8 negres torre · e8 negres dama · f8 negres alfil · h8 negres torre · a7 negres peó · b7 negres peó · c7 negres peó · d7 negres alfil · e7 negres rei · g7 negres peó · c6 negres cavall · d6 negres peó · g6 negres cavall · h6 negres peó · h5 blanques dama · c4 blanques alfil · d4 blanques peó · e4 blanques peó · c3 blanques peó · a2 blanques peó · b2 blanques peó · f2 blanques peó · g2 blanques peó · h2 blanques peó · a1 blanques torre · c1 blanques alfil · e1 blanques rei · h1 blanques torre | a8 negres torre · e8 negres dama · f8 negres alfil · h8 negres torre · a7 negres peó · b7 negres peó · c7 negres peó · d7 negres alfil · e7 negres rei · g7 negres peó · c6 negres cavall · d6 negres peó · g6 negres cavall · h6 negres peó · h5 blanques dama · c4 blanques alfil · d4 blanques peó · e4 blanques peó · c3 blanques peó · a2 blanques peó · b2 blanques peó · f2 blanques peó · g2 blanques peó · h2 blanques peó · a1 blanques torre · c1 blanques alfil · e1 blanques rei · h1 blanques torre | a8 negres torre · e8 negres dama · f8 negres alfil · h8 negres torre · a7 negres peó · b7 negres peó · c7 negres peó · d7 negres alfil · e7 negres rei · g7 negres peó · c6 negres cavall · d6 negres peó · g6 negres cavall · h6 negres peó · h5 blanques dama · c4 blanques alfil · d4 blanques peó · e4 blanques peó · c3 blanques peó · a2 blanques peó · b2 blanques peó · f2 blanques peó · g2 blanques peó · h2 blanques peó · a1 blanques torre · c1 blanques alfil · e1 blanques rei · h1 blanques torre | a8 negres torre · e8 negres dama · f8 negres alfil · h8 negres torre · a7 negres peó · b7 negres peó · c7 negres peó · d7 negres alfil · e7 negres rei · g7 negres peó · c6 negres cavall · d6 negres peó · g6 negres cavall · h6 negres peó · h5 blanques dama · c4 blanques alfil · d4 blanques peó · e4 blanques peó · c3 blanques peó · a2 blanques peó · b2 blanques peó · f2 blanques peó · g2 blanques peó · h2 blanques peó · a1 blanques torre · c1 blanques alfil · e1 blanques rei · h1 blanques torre | a8 negres torre · e8 negres dama · f8 negres alfil · h8 negres torre · a7 negres peó · b7 negres peó · c7 negres peó · d7 negres alfil · e7 negres rei · g7 negres peó · c6 negres cavall · d6 negres peó · g6 negres cavall · h6 negres peó · h5 blanques dama · c4 blanques alfil · d4 blanques peó · e4 blanques peó · c3 blanques peó · a2 blanques peó · b2 blanques peó · f2 blanques peó · g2 blanques peó · h2 blanques peó · a1 blanques torre · c1 blanques alfil · e1 blanques rei · h1 blanques torre | 1 |
|   | a | b | c | d | e | f | g | h |   |

|   | a | b | c | d | e | f | g | h |   |
| 8 | a8 negres torre · c8 negres alfil · d8 negres rei · h8 negres torre · b7 negres peó · c7 negres peó · g7 negres peó · h7 negres peó · a6 negres peó · f5 negres peó · g5 blanques alfil · a4 blanques alfil · e4 negres peó · a2 blanques peó · b2 blanques peó · c2 blanques peó · f2 blanques peó · g2 blanques peó · h2 blanques rei · a1 blanques torre · b1 blanques cavall | a8 negres torre · c8 negres alfil · d8 negres rei · h8 negres torre · b7 negres peó · c7 negres peó · g7 negres peó · h7 negres peó · a6 negres peó · f5 negres peó · g5 blanques alfil · a4 blanques alfil · e4 negres peó · a2 blanques peó · b2 blanques peó · c2 blanques peó · f2 blanques peó · g2 blanques peó · h2 blanques rei · a1 blanques torre · b1 blanques cavall | a8 negres torre · c8 negres alfil · d8 negres rei · h8 negres torre · b7 negres peó · c7 negres peó · g7 negres peó · h7 negres peó · a6 negres peó · f5 negres peó · g5 blanques alfil · a4 blanques alfil · e4 negres peó · a2 blanques peó · b2 blanques peó · c2 blanques peó · f2 blanques peó · g2 blanques peó · h2 blanques rei · a1 blanques torre · b1 blanques cavall | a8 negres torre · c8 negres alfil · d8 negres rei · h8 negres torre · b7 negres peó · c7 negres peó · g7 negres peó · h7 negres peó · a6 negres peó · f5 negres peó · g5 blanques alfil · a4 blanques alfil · e4 negres peó · a2 blanques peó · b2 blanques peó · c2 blanques peó · f2 blanques peó · g2 blanques peó · h2 blanques rei · a1 blanques torre · b1 blanques cavall | a8 negres torre · c8 negres alfil · d8 negres rei · h8 negres torre · b7 negres peó · c7 negres peó · g7 negres peó · h7 negres peó · a6 negres peó · f5 negres peó · g5 blanques alfil · a4 blanques alfil · e4 negres peó · a2 blanques peó · b2 blanques peó · c2 blanques peó · f2 blanques peó · g2 blanques peó · h2 blanques rei · a1 blanques torre · b1 blanques cavall | a8 negres torre · c8 negres alfil · d8 negres rei · h8 negres torre · b7 negres peó · c7 negres peó · g7 negres peó · h7 negres peó · a6 negres peó · f5 negres peó · g5 blanques alfil · a4 blanques alfil · e4 negres peó · a2 blanques peó · b2 blanques peó · c2 blanques peó · f2 blanques peó · g2 blanques peó · h2 blanques rei · a1 blanques torre · b1 blanques cavall | a8 negres torre · c8 negres alfil · d8 negres rei · h8 negres torre · b7 negres peó · c7 negres peó · g7 negres peó · h7 negres peó · a6 negres peó · f5 negres peó · g5 blanques alfil · a4 blanques alfil · e4 negres peó · a2 blanques peó · b2 blanques peó · c2 blanques peó · f2 blanques peó · g2 blanques peó · h2 blanques rei · a1 blanques torre · b1 blanques cavall | a8 negres torre · c8 negres alfil · d8 negres rei · h8 negres torre · b7 negres peó · c7 negres peó · g7 negres peó · h7 negres peó · a6 negres peó · f5 negres peó · g5 blanques alfil · a4 blanques alfil · e4 negres peó · a2 blanques peó · b2 blanques peó · c2 blanques peó · f2 blanques peó · g2 blanques peó · h2 blanques rei · a1 blanques torre · b1 blanques cavall | 8 |
| 7 | a8 negres torre · c8 negres alfil · d8 negres rei · h8 negres torre · b7 negres peó · c7 negres peó · g7 negres peó · h7 negres peó · a6 negres peó · f5 negres peó · g5 blanques alfil · a4 blanques alfil · e4 negres peó · a2 blanques peó · b2 blanques peó · c2 blanques peó · f2 blanques peó · g2 blanques peó · h2 blanques rei · a1 blanques torre · b1 blanques cavall | a8 negres torre · c8 negres alfil · d8 negres rei · h8 negres torre · b7 negres peó · c7 negres peó · g7 negres peó · h7 negres peó · a6 negres peó · f5 negres peó · g5 blanques alfil · a4 blanques alfil · e4 negres peó · a2 blanques peó · b2 blanques peó · c2 blanques peó · f2 blanques peó · g2 blanques peó · h2 blanques rei · a1 blanques torre · b1 blanques cavall | a8 negres torre · c8 negres alfil · d8 negres rei · h8 negres torre · b7 negres peó · c7 negres peó · g7 negres peó · h7 negres peó · a6 negres peó · f5 negres peó · g5 blanques alfil · a4 blanques alfil · e4 negres peó · a2 blanques peó · b2 blanques peó · c2 blanques peó · f2 blanques peó · g2 blanques peó · h2 blanques rei · a1 blanques torre · b1 blanques cavall | a8 negres torre · c8 negres alfil · d8 negres rei · h8 negres torre · b7 negres peó · c7 negres peó · g7 negres peó · h7 negres peó · a6 negres peó · f5 negres peó · g5 blanques alfil · a4 blanques alfil · e4 negres peó · a2 blanques peó · b2 blanques peó · c2 blanques peó · f2 blanques peó · g2 blanques peó · h2 blanques rei · a1 blanques torre · b1 blanques cavall | a8 negres torre · c8 negres alfil · d8 negres rei · h8 negres torre · b7 negres peó · c7 negres peó · g7 negres peó · h7 negres peó · a6 negres peó · f5 negres peó · g5 blanques alfil · a4 blanques alfil · e4 negres peó · a2 blanques peó · b2 blanques peó · c2 blanques peó · f2 blanques peó · g2 blanques peó · h2 blanques rei · a1 blanques torre · b1 blanques cavall | a8 negres torre · c8 negres alfil · d8 negres rei · h8 negres torre · b7 negres peó · c7 negres peó · g7 negres peó · h7 negres peó · a6 negres peó · f5 negres peó · g5 blanques alfil · a4 blanques alfil · e4 negres peó · a2 blanques peó · b2 blanques peó · c2 blanques peó · f2 blanques peó · g2 blanques peó · h2 blanques rei · a1 blanques torre · b1 blanques cavall | a8 negres torre · c8 negres alfil · d8 negres rei · h8 negres torre · b7 negres peó · c7 negres peó · g7 negres peó · h7 negres peó · a6 negres peó · f5 negres peó · g5 blanques alfil · a4 blanques alfil · e4 negres peó · a2 blanques peó · b2 blanques peó · c2 blanques peó · f2 blanques peó · g2 blanques peó · h2 blanques rei · a1 blanques torre · b1 blanques cavall | a8 negres torre · c8 negres alfil · d8 negres rei · h8 negres torre · b7 negres peó · c7 negres peó · g7 negres peó · h7 negres peó · a6 negres peó · f5 negres peó · g5 blanques alfil · a4 blanques alfil · e4 negres peó · a2 blanques peó · b2 blanques peó · c2 blanques peó · f2 blanques peó · g2 blanques peó · h2 blanques rei · a1 blanques torre · b1 blanques cavall | 7 |
| 6 | a8 negres torre · c8 negres alfil · d8 negres rei · h8 negres torre · b7 negres peó · c7 negres peó · g7 negres peó · h7 negres peó · a6 negres peó · f5 negres peó · g5 blanques alfil · a4 blanques alfil · e4 negres peó · a2 blanques peó · b2 blanques peó · c2 blanques peó · f2 blanques peó · g2 blanques peó · h2 blanques rei · a1 blanques torre · b1 blanques cavall | a8 negres torre · c8 negres alfil · d8 negres rei · h8 negres torre · b7 negres peó · c7 negres peó · g7 negres peó · h7 negres peó · a6 negres peó · f5 negres peó · g5 blanques alfil · a4 blanques alfil · e4 negres peó · a2 blanques peó · b2 blanques peó · c2 blanques peó · f2 blanques peó · g2 blanques peó · h2 blanques rei · a1 blanques torre · b1 blanques cavall | a8 negres torre · c8 negres alfil · d8 negres rei · h8 negres torre · b7 negres peó · c7 negres peó · g7 negres peó · h7 negres peó · a6 negres peó · f5 negres peó · g5 blanques alfil · a4 blanques alfil · e4 negres peó · a2 blanques peó · b2 blanques peó · c2 blanques peó · f2 blanques peó · g2 blanques peó · h2 blanques rei · a1 blanques torre · b1 blanques cavall | a8 negres torre · c8 negres alfil · d8 negres rei · h8 negres torre · b7 negres peó · c7 negres peó · g7 negres peó · h7 negres peó · a6 negres peó · f5 negres peó · g5 blanques alfil · a4 blanques alfil · e4 negres peó · a2 blanques peó · b2 blanques peó · c2 blanques peó · f2 blanques peó · g2 blanques peó · h2 blanques rei · a1 blanques torre · b1 blanques cavall | a8 negres torre · c8 negres alfil · d8 negres rei · h8 negres torre · b7 negres peó · c7 negres peó · g7 negres peó · h7 negres peó · a6 negres peó · f5 negres peó · g5 blanques alfil · a4 blanques alfil · e4 negres peó · a2 blanques peó · b2 blanques peó · c2 blanques peó · f2 blanques peó · g2 blanques peó · h2 blanques rei · a1 blanques torre · b1 blanques cavall | a8 negres torre · c8 negres alfil · d8 negres rei · h8 negres torre · b7 negres peó · c7 negres peó · g7 negres peó · h7 negres peó · a6 negres peó · f5 negres peó · g5 blanques alfil · a4 blanques alfil · e4 negres peó · a2 blanques peó · b2 blanques peó · c2 blanques peó · f2 blanques peó · g2 blanques peó · h2 blanques rei · a1 blanques torre · b1 blanques cavall | a8 negres torre · c8 negres alfil · d8 negres rei · h8 negres torre · b7 negres peó · c7 negres peó · g7 negres peó · h7 negres peó · a6 negres peó · f5 negres peó · g5 blanques alfil · a4 blanques alfil · e4 negres peó · a2 blanques peó · b2 blanques peó · c2 blanques peó · f2 blanques peó · g2 blanques peó · h2 blanques rei · a1 blanques torre · b1 blanques cavall | a8 negres torre · c8 negres alfil · d8 negres rei · h8 negres torre · b7 negres peó · c7 negres peó · g7 negres peó · h7 negres peó · a6 negres peó · f5 negres peó · g5 blanques alfil · a4 blanques alfil · e4 negres peó · a2 blanques peó · b2 blanques peó · c2 blanques peó · f2 blanques peó · g2 blanques peó · h2 blanques rei · a1 blanques torre · b1 blanques cavall | 6 |
| 5 | a8 negres torre · c8 negres alfil · d8 negres rei · h8 negres torre · b7 negres peó · c7 negres peó · g7 negres peó · h7 negres peó · a6 negres peó · f5 negres peó · g5 blanques alfil · a4 blanques alfil · e4 negres peó · a2 blanques peó · b2 blanques peó · c2 blanques peó · f2 blanques peó · g2 blanques peó · h2 blanques rei · a1 blanques torre · b1 blanques cavall | a8 negres torre · c8 negres alfil · d8 negres rei · h8 negres torre · b7 negres peó · c7 negres peó · g7 negres peó · h7 negres peó · a6 negres peó · f5 negres peó · g5 blanques alfil · a4 blanques alfil · e4 negres peó · a2 blanques peó · b2 blanques peó · c2 blanques peó · f2 blanques peó · g2 blanques peó · h2 blanques rei · a1 blanques torre · b1 blanques cavall | a8 negres torre · c8 negres alfil · d8 negres rei · h8 negres torre · b7 negres peó · c7 negres peó · g7 negres peó · h7 negres peó · a6 negres peó · f5 negres peó · g5 blanques alfil · a4 blanques alfil · e4 negres peó · a2 blanques peó · b2 blanques peó · c2 blanques peó · f2 blanques peó · g2 blanques peó · h2 blanques rei · a1 blanques torre · b1 blanques cavall | a8 negres torre · c8 negres alfil · d8 negres rei · h8 negres torre · b7 negres peó · c7 negres peó · g7 negres peó · h7 negres peó · a6 negres peó · f5 negres peó · g5 blanques alfil · a4 blanques alfil · e4 negres peó · a2 blanques peó · b2 blanques peó · c2 blanques peó · f2 blanques peó · g2 blanques peó · h2 blanques rei · a1 blanques torre · b1 blanques cavall | a8 negres torre · c8 negres alfil · d8 negres rei · h8 negres torre · b7 negres peó · c7 negres peó · g7 negres peó · h7 negres peó · a6 negres peó · f5 negres peó · g5 blanques alfil · a4 blanques alfil · e4 negres peó · a2 blanques peó · b2 blanques peó · c2 blanques peó · f2 blanques peó · g2 blanques peó · h2 blanques rei · a1 blanques torre · b1 blanques cavall | a8 negres torre · c8 negres alfil · d8 negres rei · h8 negres torre · b7 negres peó · c7 negres peó · g7 negres peó · h7 negres peó · a6 negres peó · f5 negres peó · g5 blanques alfil · a4 blanques alfil · e4 negres peó · a2 blanques peó · b2 blanques peó · c2 blanques peó · f2 blanques peó · g2 blanques peó · h2 blanques rei · a1 blanques torre · b1 blanques cavall | a8 negres torre · c8 negres alfil · d8 negres rei · h8 negres torre · b7 negres peó · c7 negres peó · g7 negres peó · h7 negres peó · a6 negres peó · f5 negres peó · g5 blanques alfil · a4 blanques alfil · e4 negres peó · a2 blanques peó · b2 blanques peó · c2 blanques peó · f2 blanques peó · g2 blanques peó · h2 blanques rei · a1 blanques torre · b1 blanques cavall | a8 negres torre · c8 negres alfil · d8 negres rei · h8 negres torre · b7 negres peó · c7 negres peó · g7 negres peó · h7 negres peó · a6 negres peó · f5 negres peó · g5 blanques alfil · a4 blanques alfil · e4 negres peó · a2 blanques peó · b2 blanques peó · c2 blanques peó · f2 blanques peó · g2 blanques peó · h2 blanques rei · a1 blanques torre · b1 blanques cavall | 5 |
| 4 | a8 negres torre · c8 negres alfil · d8 negres rei · h8 negres torre · b7 negres peó · c7 negres peó · g7 negres peó · h7 negres peó · a6 negres peó · f5 negres peó · g5 blanques alfil · a4 blanques alfil · e4 negres peó · a2 blanques peó · b2 blanques peó · c2 blanques peó · f2 blanques peó · g2 blanques peó · h2 blanques rei · a1 blanques torre · b1 blanques cavall | a8 negres torre · c8 negres alfil · d8 negres rei · h8 negres torre · b7 negres peó · c7 negres peó · g7 negres peó · h7 negres peó · a6 negres peó · f5 negres peó · g5 blanques alfil · a4 blanques alfil · e4 negres peó · a2 blanques peó · b2 blanques peó · c2 blanques peó · f2 blanques peó · g2 blanques peó · h2 blanques rei · a1 blanques torre · b1 blanques cavall | a8 negres torre · c8 negres alfil · d8 negres rei · h8 negres torre · b7 negres peó · c7 negres peó · g7 negres peó · h7 negres peó · a6 negres peó · f5 negres peó · g5 blanques alfil · a4 blanques alfil · e4 negres peó · a2 blanques peó · b2 blanques peó · c2 blanques peó · f2 blanques peó · g2 blanques peó · h2 blanques rei · a1 blanques torre · b1 blanques cavall | a8 negres torre · c8 negres alfil · d8 negres rei · h8 negres torre · b7 negres peó · c7 negres peó · g7 negres peó · h7 negres peó · a6 negres peó · f5 negres peó · g5 blanques alfil · a4 blanques alfil · e4 negres peó · a2 blanques peó · b2 blanques peó · c2 blanques peó · f2 blanques peó · g2 blanques peó · h2 blanques rei · a1 blanques torre · b1 blanques cavall | a8 negres torre · c8 negres alfil · d8 negres rei · h8 negres torre · b7 negres peó · c7 negres peó · g7 negres peó · h7 negres peó · a6 negres peó · f5 negres peó · g5 blanques alfil · a4 blanques alfil · e4 negres peó · a2 blanques peó · b2 blanques peó · c2 blanques peó · f2 blanques peó · g2 blanques peó · h2 blanques rei · a1 blanques torre · b1 blanques cavall | a8 negres torre · c8 negres alfil · d8 negres rei · h8 negres torre · b7 negres peó · c7 negres peó · g7 negres peó · h7 negres peó · a6 negres peó · f5 negres peó · g5 blanques alfil · a4 blanques alfil · e4 negres peó · a2 blanques peó · b2 blanques peó · c2 blanques peó · f2 blanques peó · g2 blanques peó · h2 blanques rei · a1 blanques torre · b1 blanques cavall | a8 negres torre · c8 negres alfil · d8 negres rei · h8 negres torre · b7 negres peó · c7 negres peó · g7 negres peó · h7 negres peó · a6 negres peó · f5 negres peó · g5 blanques alfil · a4 blanques alfil · e4 negres peó · a2 blanques peó · b2 blanques peó · c2 blanques peó · f2 blanques peó · g2 blanques peó · h2 blanques rei · a1 blanques torre · b1 blanques cavall | a8 negres torre · c8 negres alfil · d8 negres rei · h8 negres torre · b7 negres peó · c7 negres peó · g7 negres peó · h7 negres peó · a6 negres peó · f5 negres peó · g5 blanques alfil · a4 blanques alfil · e4 negres peó · a2 blanques peó · b2 blanques peó · c2 blanques peó · f2 blanques peó · g2 blanques peó · h2 blanques rei · a1 blanques torre · b1 blanques cavall | 4 |
| 3 | a8 negres torre · c8 negres alfil · d8 negres rei · h8 negres torre · b7 negres peó · c7 negres peó · g7 negres peó · h7 negres peó · a6 negres peó · f5 negres peó · g5 blanques alfil · a4 blanques alfil · e4 negres peó · a2 blanques peó · b2 blanques peó · c2 blanques peó · f2 blanques peó · g2 blanques peó · h2 blanques rei · a1 blanques torre · b1 blanques cavall | a8 negres torre · c8 negres alfil · d8 negres rei · h8 negres torre · b7 negres peó · c7 negres peó · g7 negres peó · h7 negres peó · a6 negres peó · f5 negres peó · g5 blanques alfil · a4 blanques alfil · e4 negres peó · a2 blanques peó · b2 blanques peó · c2 blanques peó · f2 blanques peó · g2 blanques peó · h2 blanques rei · a1 blanques torre · b1 blanques cavall | a8 negres torre · c8 negres alfil · d8 negres rei · h8 negres torre · b7 negres peó · c7 negres peó · g7 negres peó · h7 negres peó · a6 negres peó · f5 negres peó · g5 blanques alfil · a4 blanques alfil · e4 negres peó · a2 blanques peó · b2 blanques peó · c2 blanques peó · f2 blanques peó · g2 blanques peó · h2 blanques rei · a1 blanques torre · b1 blanques cavall | a8 negres torre · c8 negres alfil · d8 negres rei · h8 negres torre · b7 negres peó · c7 negres peó · g7 negres peó · h7 negres peó · a6 negres peó · f5 negres peó · g5 blanques alfil · a4 blanques alfil · e4 negres peó · a2 blanques peó · b2 blanques peó · c2 blanques peó · f2 blanques peó · g2 blanques peó · h2 blanques rei · a1 blanques torre · b1 blanques cavall | a8 negres torre · c8 negres alfil · d8 negres rei · h8 negres torre · b7 negres peó · c7 negres peó · g7 negres peó · h7 negres peó · a6 negres peó · f5 negres peó · g5 blanques alfil · a4 blanques alfil · e4 negres peó · a2 blanques peó · b2 blanques peó · c2 blanques peó · f2 blanques peó · g2 blanques peó · h2 blanques rei · a1 blanques torre · b1 blanques cavall | a8 negres torre · c8 negres alfil · d8 negres rei · h8 negres torre · b7 negres peó · c7 negres peó · g7 negres peó · h7 negres peó · a6 negres peó · f5 negres peó · g5 blanques alfil · a4 blanques alfil · e4 negres peó · a2 blanques peó · b2 blanques peó · c2 blanques peó · f2 blanques peó · g2 blanques peó · h2 blanques rei · a1 blanques torre · b1 blanques cavall | a8 negres torre · c8 negres alfil · d8 negres rei · h8 negres torre · b7 negres peó · c7 negres peó · g7 negres peó · h7 negres peó · a6 negres peó · f5 negres peó · g5 blanques alfil · a4 blanques alfil · e4 negres peó · a2 blanques peó · b2 blanques peó · c2 blanques peó · f2 blanques peó · g2 blanques peó · h2 blanques rei · a1 blanques torre · b1 blanques cavall | a8 negres torre · c8 negres alfil · d8 negres rei · h8 negres torre · b7 negres peó · c7 negres peó · g7 negres peó · h7 negres peó · a6 negres peó · f5 negres peó · g5 blanques alfil · a4 blanques alfil · e4 negres peó · a2 blanques peó · b2 blanques peó · c2 blanques peó · f2 blanques peó · g2 blanques peó · h2 blanques rei · a1 blanques torre · b1 blanques cavall | 3 |
| 2 | a8 negres torre · c8 negres alfil · d8 negres rei · h8 negres torre · b7 negres peó · c7 negres peó · g7 negres peó · h7 negres peó · a6 negres peó · f5 negres peó · g5 blanques alfil · a4 blanques alfil · e4 negres peó · a2 blanques peó · b2 blanques peó · c2 blanques peó · f2 blanques peó · g2 blanques peó · h2 blanques rei · a1 blanques torre · b1 blanques cavall | a8 negres torre · c8 negres alfil · d8 negres rei · h8 negres torre · b7 negres peó · c7 negres peó · g7 negres peó · h7 negres peó · a6 negres peó · f5 negres peó · g5 blanques alfil · a4 blanques alfil · e4 negres peó · a2 blanques peó · b2 blanques peó · c2 blanques peó · f2 blanques peó · g2 blanques peó · h2 blanques rei · a1 blanques torre · b1 blanques cavall | a8 negres torre · c8 negres alfil · d8 negres rei · h8 negres torre · b7 negres peó · c7 negres peó · g7 negres peó · h7 negres peó · a6 negres peó · f5 negres peó · g5 blanques alfil · a4 blanques alfil · e4 negres peó · a2 blanques peó · b2 blanques peó · c2 blanques peó · f2 blanques peó · g2 blanques peó · h2 blanques rei · a1 blanques torre · b1 blanques cavall | a8 negres torre · c8 negres alfil · d8 negres rei · h8 negres torre · b7 negres peó · c7 negres peó · g7 negres peó · h7 negres peó · a6 negres peó · f5 negres peó · g5 blanques alfil · a4 blanques alfil · e4 negres peó · a2 blanques peó · b2 blanques peó · c2 blanques peó · f2 blanques peó · g2 blanques peó · h2 blanques rei · a1 blanques torre · b1 blanques cavall | a8 negres torre · c8 negres alfil · d8 negres rei · h8 negres torre · b7 negres peó · c7 negres peó · g7 negres peó · h7 negres peó · a6 negres peó · f5 negres peó · g5 blanques alfil · a4 blanques alfil · e4 negres peó · a2 blanques peó · b2 blanques peó · c2 blanques peó · f2 blanques peó · g2 blanques peó · h2 blanques rei · a1 blanques torre · b1 blanques cavall | a8 negres torre · c8 negres alfil · d8 negres rei · h8 negres torre · b7 negres peó · c7 negres peó · g7 negres peó · h7 negres peó · a6 negres peó · f5 negres peó · g5 blanques alfil · a4 blanques alfil · e4 negres peó · a2 blanques peó · b2 blanques peó · c2 blanques peó · f2 blanques peó · g2 blanques peó · h2 blanques rei · a1 blanques torre · b1 blanques cavall | a8 negres torre · c8 negres alfil · d8 negres rei · h8 negres torre · b7 negres peó · c7 negres peó · g7 negres peó · h7 negres peó · a6 negres peó · f5 negres peó · g5 blanques alfil · a4 blanques alfil · e4 negres peó · a2 blanques peó · b2 blanques peó · c2 blanques peó · f2 blanques peó · g2 blanques peó · h2 blanques rei · a1 blanques torre · b1 blanques cavall | a8 negres torre · c8 negres alfil · d8 negres rei · h8 negres torre · b7 negres peó · c7 negres peó · g7 negres peó · h7 negres peó · a6 negres peó · f5 negres peó · g5 blanques alfil · a4 blanques alfil · e4 negres peó · a2 blanques peó · b2 blanques peó · c2 blanques peó · f2 blanques peó · g2 blanques peó · h2 blanques rei · a1 blanques torre · b1 blanques cavall | 2 |
| 1 | a8 negres torre · c8 negres alfil · d8 negres rei · h8 negres torre · b7 negres peó · c7 negres peó · g7 negres peó · h7 negres peó · a6 negres peó · f5 negres peó · g5 blanques alfil · a4 blanques alfil · e4 negres peó · a2 blanques peó · b2 blanques peó · c2 blanques peó · f2 blanques peó · g2 blanques peó · h2 blanques rei · a1 blanques torre · b1 blanques cavall | a8 negres torre · c8 negres alfil · d8 negres rei · h8 negres torre · b7 negres peó · c7 negres peó · g7 negres peó · h7 negres peó · a6 negres peó · f5 negres peó · g5 blanques alfil · a4 blanques alfil · e4 negres peó · a2 blanques peó · b2 blanques peó · c2 blanques peó · f2 blanques peó · g2 blanques peó · h2 blanques rei · a1 blanques torre · b1 blanques cavall | a8 negres torre · c8 negres alfil · d8 negres rei · h8 negres torre · b7 negres peó · c7 negres peó · g7 negres peó · h7 negres peó · a6 negres peó · f5 negres peó · g5 blanques alfil · a4 blanques alfil · e4 negres peó · a2 blanques peó · b2 blanques peó · c2 blanques peó · f2 blanques peó · g2 blanques peó · h2 blanques rei · a1 blanques torre · b1 blanques cavall | a8 negres torre · c8 negres alfil · d8 negres rei · h8 negres torre · b7 negres peó · c7 negres peó · g7 negres peó · h7 negres peó · a6 negres peó · f5 negres peó · g5 blanques alfil · a4 blanques alfil · e4 negres peó · a2 blanques peó · b2 blanques peó · c2 blanques peó · f2 blanques peó · g2 blanques peó · h2 blanques rei · a1 blanques torre · b1 blanques cavall | a8 negres torre · c8 negres alfil · d8 negres rei · h8 negres torre · b7 negres peó · c7 negres peó · g7 negres peó · h7 negres peó · a6 negres peó · f5 negres peó · g5 blanques alfil · a4 blanques alfil · e4 negres peó · a2 blanques peó · b2 blanques peó · c2 blanques peó · f2 blanques peó · g2 blanques peó · h2 blanques rei · a1 blanques torre · b1 blanques cavall | a8 negres torre · c8 negres alfil · d8 negres rei · h8 negres torre · b7 negres peó · c7 negres peó · g7 negres peó · h7 negres peó · a6 negres peó · f5 negres peó · g5 blanques alfil · a4 blanques alfil · e4 negres peó · a2 blanques peó · b2 blanques peó · c2 blanques peó · f2 blanques peó · g2 blanques peó · h2 blanques rei · a1 blanques torre · b1 blanques cavall | a8 negres torre · c8 negres alfil · d8 negres rei · h8 negres torre · b7 negres peó · c7 negres peó · g7 negres peó · h7 negres peó · a6 negres peó · f5 negres peó · g5 blanques alfil · a4 blanques alfil · e4 negres peó · a2 blanques peó · b2 blanques peó · c2 blanques peó · f2 blanques peó · g2 blanques peó · h2 blanques rei · a1 blanques torre · b1 blanques cavall | a8 negres torre · c8 negres alfil · d8 negres rei · h8 negres torre · b7 negres peó · c7 negres peó · g7 negres peó · h7 negres peó · a6 negres peó · f5 negres peó · g5 blanques alfil · a4 blanques alfil · e4 negres peó · a2 blanques peó · b2 blanques peó · c2 blanques peó · f2 blanques peó · g2 blanques peó · h2 blanques rei · a1 blanques torre · b1 blanques cavall | 1 |
|   | a | b | c | d | e | f | g | h |   |

En una partida entre dos dels millors jugadors del segle xix, les blanques varen fer un mat de Boden a un rei a e7: 1.e4 e5 2.Cf3 Cc6 3.Ab5 Cge7 4.c3 d6 5.d4 Ad7 6.O-O Cg6 7.Cg5 h6 8.Cxf7 Rxf7 9.Ac4+ Re7 10.Dh5 De8 11.Dg5+! hxg5 12.Axg5# Zukertort–Anderssen, Breslau 1865. Un exemple inusual del mat de Boden amb el rei a d8, va ocórrer, sense que el bàndol guanyador hagués de sacrificar res per assolir l'esquema de mat, a Pandolfini–NN, 1970, després de 1.e4 e5 2.Cf3 Cc6 3.Ab5 a6 4.Aa4 Cf6 5.O-O Cxe4 6.d4 exd4 7.Te1 d5 8.Cxd4 Ad6 9.Cxc6 Axh2+ 10.Rh1 Dh4 11.Txe4+ dxe4 12.Dd8+ Dxd8 13.Cxd8+ Rxd8 14.Rxh2 (des de fa molt de temps, aquesta és una posició coneguda per la teoria d'obertures, de la variant Riga de la Ruy López. Hom considera que les blanques tenen avantatge després de 14...Ae6 15.Ae3.) f5?? 15.Ag5# 1–0.